# 南満洲鉄道の歴史

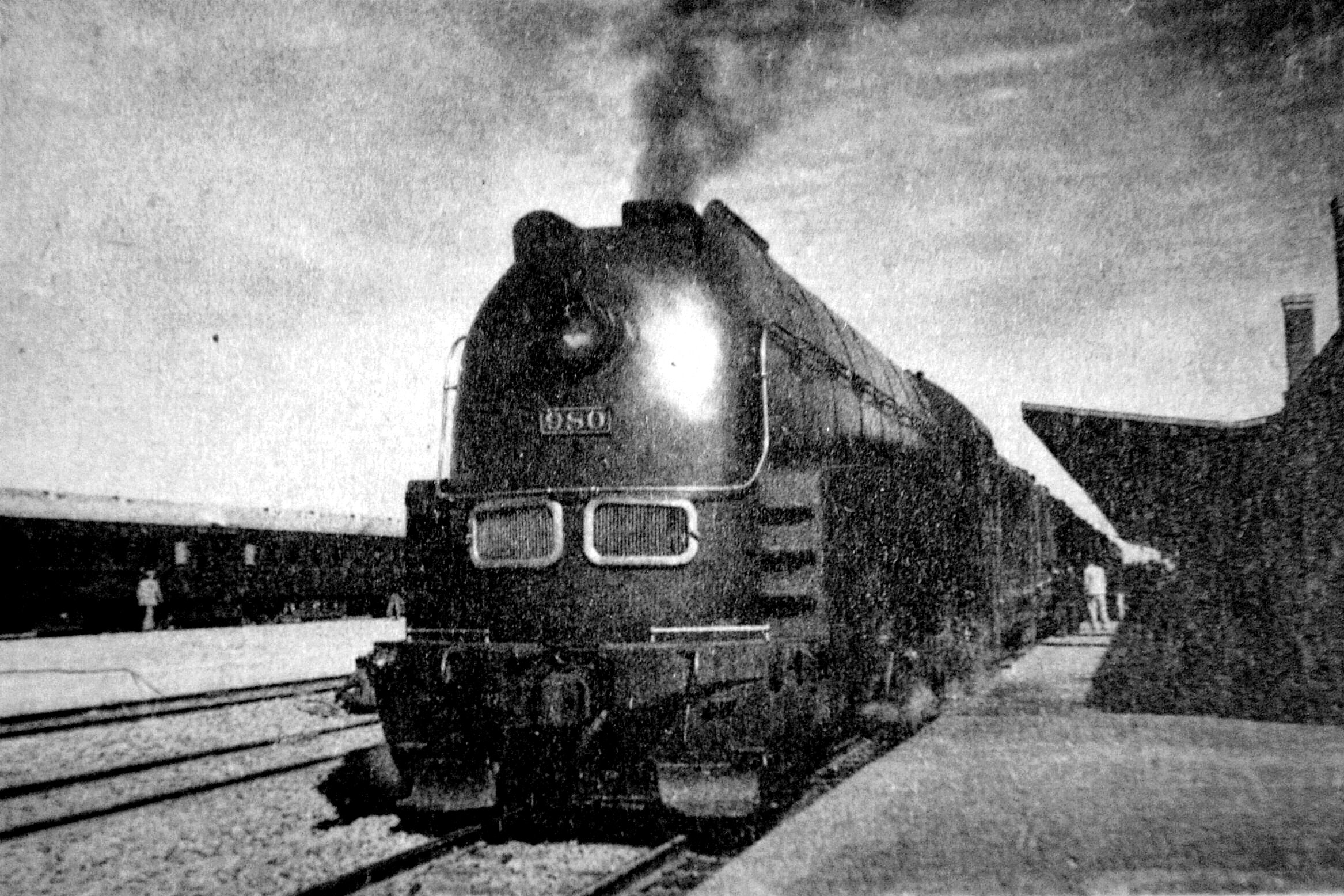
満鉄の象徴だった特急「あじあ」

南満洲鉄道の歴史（みなみまんしゅうてつどうのれきし）では、日露戦争の勝利によって日本がロシアから獲得した満洲南部の鉄道とその付属事業を経営するために設立された半官半民の国策会社、南満洲鉄道（略称：「満鉄」）の消長について説明する。
南満洲鉄道はロシア帝国がシベリア鉄道の支線として敷設した東清鉄道の一部で、1905年（明治38年）、ポーツマス条約によってロシアより譲渡された新京(現在の長春) - 旅順間の鉄道を基礎として1906年（明治39年）に設立された。満洲国建国後の1935年（康徳2年/昭和10年）、鉄道売却の協定が成立して、形式上は満洲国の所有に帰し、満洲国有鉄道全線の運営や敷設をおこない、鉱工業を中心とする他の産業諸部門にも進出して日本の満洲経略上の重要な拠点となった。第二次世界大戦後、1945年のヤルタ協定によって中ソ共同経営となったが、1952年より順次中華人民共和国に返還された。

## 桂・ハリマン協定と満洲問題協議会

### ポーツマス条約と桂・ハリマン協定
日露戦争の勝利により、日本は旅順 - 新京(現在の長春)郊外寛城子間の鉄道（南満洲鉄道）と、これに付随する炭坑の利権をロシアより獲得し、そのことは1905年（明治38年）9月5日調印のポーツマス条約にも明文化された。ポーツマス会議での小村寿太郎外相の交渉相手であったセルゲイ・ウィッテは、ロシア帝国蔵相としてシベリア鉄道および東清鉄道の建設を強力に推し進めた人物であった。会議において日本側は当初、南満洲支線の旅順 - 哈爾浜間の譲渡を望んだが、ウィッテは日本軍が実効支配する旅順 - 新京間に限って同意した。日本側はその代償として、ロシアが清国より既に得ていた吉林 - 長春間を走る鉄道（吉長鉄道）の敷設権の譲渡を受けた。
伊藤博文、井上馨らの元老や第1次桂内閣の首相桂太郎には、戦争のために資金を使いつくした当時の日本に、莫大な経費を要する鉄道を経営していく力があるかについて自信がもてなかった。そのため、講和条約反対で東京の日比谷に暴動のきざし(日比谷焼打事件)がみえるなか、日露戦争中の外債募集にも協力したアメリカの企業家エドワード・ヘンリー・ハリマンが1905年8月に来日した際、これをおおいに歓待した。ハリマンは、日本銀行の高橋是清副総裁と大蔵次官の阪谷芳郎の意を受けたロイド・カーペンター・グリスカム駐日アメリカ合衆国公使の招きによって、クーン・ローブ商会のジェイコブ・シフや自身の娘などとともに来日した。
ハリマン一行の来日の目的は、世界を一周する鉄道網の完成という遠大な野望のために、南満洲鉄道さらには東清鉄道を買収することであった。ハリマンは、日本の財界の大物や元老たち、桂首相らと面会した際、日本はロシアから譲渡された南満洲鉄道の権利を、アメリカ資本を導入して経営すべきだと主張し、アメリカが満洲で発言権を持てば、仮にロシアが復讐戦を企ててもこれを制止できると説いた。9月12日、彼は日本政府に対し、1億円の資金提供と引きかえに韓国の鉄道と南満洲鉄道を連結させ、そこでの鉄道・炭坑などに対する共同出資・経営参加を提案した。日本は鉄道を供出すれば資金を出す必要はなく、所有権については日米対等とはするものの、日露ないし日清の間に戦争が起こった場合は日本の軍事利用を認めるというものであり、南満洲鉄道を日米均等の権利をもつシンジケートで経営しようという提案であった。
この提案を、日本政府は好意的に受け止め、元老の伊藤、井上、山県有朋はこの案を承認、桂太郎首相は南満洲鉄道共同経営案に限って賛成した。ハリマンの提案が好意的に受け止められた理由は、ハリマンの売り込みの手腕もさることながら、「満洲鉄道の運営によって得られる収益はそれほど大きくなく、むしろ日本経済に悪影響を与える」という意見が大蔵省官僚・日銀幹部の一部に根強かったためであり、「ロシアが復讐戦を挑んできた場合、日本が単独で応戦するには荷が重すぎる」という井上馨の危惧もその理由の一端を占めた。桂太郎はハリマンが帰米する直前の10月12日、仮契約のかたちで桂・ハリマン協定の予備協定覚書を結んで、本契約は小村が帰国したのち、外交責任者である小村の了解を得てからのこととした。
ポーツマス会議より帰国した小村寿太郎は、ハリマン提案に断固反対し、桂や元老たちがこれを受けたのは軽率であったと反省を求めつつ、その撤回を説得して歩いた。形式的には、南満洲鉄道の日本への譲渡は、ポーツマス条約の規定によって清国の同意を前提とするものであり、その点からしても、桂・ハリマン協定は不適切であることを主張した。すなわち、清国の承認を得て確実に日本のものとならない以上、その権利を半分譲るなどということはできかねるという論理を小村は持ち出したのである。小村の見解に桂らも納得し、10月23日の閣議において破棄が決定した。小村の報告によって、ハリマン=クーン・ローブ連合のライバルであるモルガン商会から、より有利な条件で外資を導入することができ、アメリカ資本を満洲から排除しようと考えていたわけではなかったことも判明し、伊藤・井上らの元老や大蔵省・日銀など財務関係者も破棄を受け容れた。正式な契約書を交わす前であったところから、日本政府はアメリカ合衆国の日本領事館に打電し、ハリマン一行の乗った船がサンフランシスコの港に到着するとすぐに覚書破棄のメッセージを手交するよう手配し、同地の総領事の上野季三郎が到着したサイベリア号に乗り込んで、覚書中止（suspend）のメッセージを伝えた。

### 四平街協定と満洲善後条約
1905年10月30日、日露両軍は吉林省の四平街において、撤兵手続きと鉄道線路引渡順序議定書に調印した（四平街協定）。日本側代表は満洲軍参謀福島安正陸軍少将、ロシア側代表は参謀次長のオラノフスキー陸軍少将であった。これにより、長春以南の南満洲支線が日本側に引き渡された。四平街以南の線路が実際に日本軍の占領下に入ってから約1年半が経過していたが、車両や施設は応急的なものであり、また全線にわたって信号機もなかった。ここではロシアの5フィートの広軌を日本国内採用の3フィート6インチの狭軌に改め、軍用に供されており、実際に野戦鉄道提理部が管理していたのは昌図までであった。車両は機関車211両、貨車4,064両、客車88両に達していたが、元来は国内用を厳寒の地で走らせたものの、防寒施設が不足していたため水槽・給水管・圧力計が氷結し、それによって水不足が生じて蒸気不昇騰の事故を起こすことが多かった。このような状態の鉄道を本格的な鉄道として運営するためには、抜本的な改良が必要であった。日露両国は昌図以北公主嶺までを1906年5月31日、公主嶺から長春の寛城子分界点までは8月31日に引き継ぐこととした（実際に引き継いだのは8月1日）。なお、四平街以北の鉄道ゲージは5フィートのままであり、施設はロシア軍退却時にかなり破損していた。これについては、いずれは国際標準軌（4フィート8.5インチ）に改築する作業が必要であった。

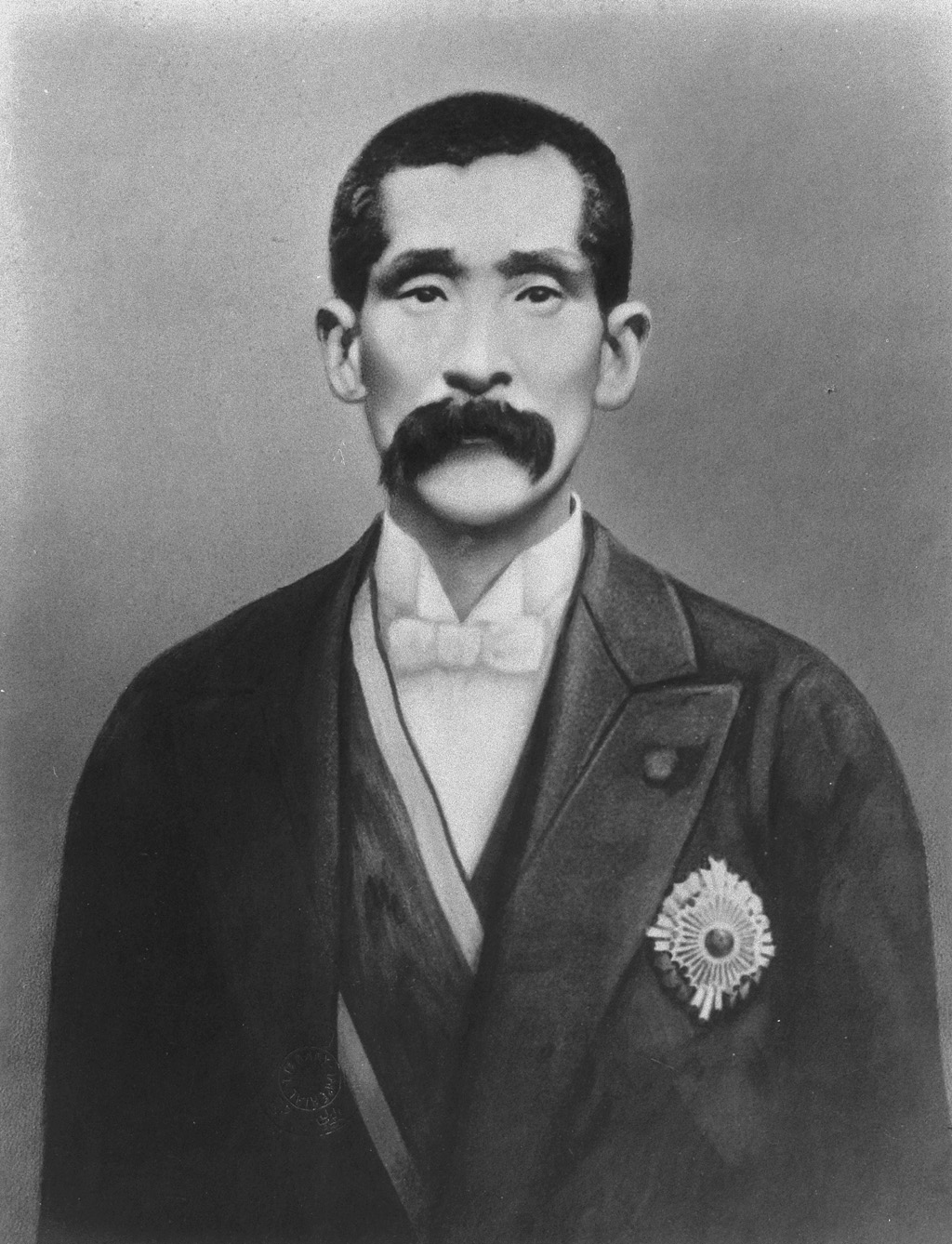
大日本帝国外相、小村寿太郎

小村寿太郎外務大臣はアメリカから帰国してわずか2週間後の1905年11月6日、ポーツマス条約の決定事項を承認させるため清国に向かい、11月17日からは北京会議に臨んだ。日本側全権は小村と駐清公使内田康哉、清国側は欽差全権大臣慶親王奕劻を首席全権とし、外務部尚書の瞿鴻禨、直隷総督の袁世凱が全権となって交渉に臨んだ。清国は日露開戦直後、内田駐清公使からの勧告などもあって、1896年の露清密約（李鴻章・ロバノフ協定）によってロシアとの間に攻守同盟が結ばれていたにもかかわらず、中立を声明していたため、もともとポーツマスでなされた清の頭越しのロシア利権の日本への譲渡を認める気は全くなかった。したがって交渉はポーツマス会議以上に難航し、満洲善後条約（北京条約）が結ばれたのは12月22日のことであった。
小村は、この条約において露清条約から引き継いだ鉄道利権の条項の遵守を盛り込むよう図り、その結果、南満洲鉄道には日本人と清国人以外は関与できないこととなった。租借期間はロシアの東清鉄道租借期間が36年間であったことから、すでにロシアが租借した3年分を差し引き33年とした。清はほかに長春やハルビンなど16市の開放を約束し、密約として南満洲鉄道の利益を妨げる併行線を敷設しないことを認めた。さらに、ロシアから譲渡された鉄道沿線に日本が守備隊を置く権利を清国に認めさせた（のちの関東軍）。
小村はまた、安東・奉天間の安奉鉄道および奉天・新民屯間の新奉鉄道を東清鉄道南支線と同様の条件で経営すること、また、ロシアから権利を譲られた吉長鉄道については日本に敷設優先権を認めるよう要求した。安奉鉄道と新奉鉄道は日本が日露戦争中に実際に敷設した路線であっただけに、日本としては容易に譲歩できず、清国側も日本の経営権を認めており、結果として撤兵期間1年、改良工事期間2年、改良工事以後の経営権15年間を認め、計18年間の租借を認めた。新奉鉄道については、清国はすでに1898年10月の京奉鉄道借款契約においてイギリスに敷設優先権を与えていたこともあり、交渉が長引いたが、結局これには応じなかった。吉長鉄道についても、ほぼ清国の要求どおり清国が建設することとなった。結果としては、新奉鉄道は日本から清国に売却され、清国によって改築・経営されることとなり、遼河以東の改築資金の半額は日本からの借款となった。そして、吉長鉄道は日本が建設費の半分について借款供与することとなったのである。

### 英米からの抗議と西園寺の非公式旅行

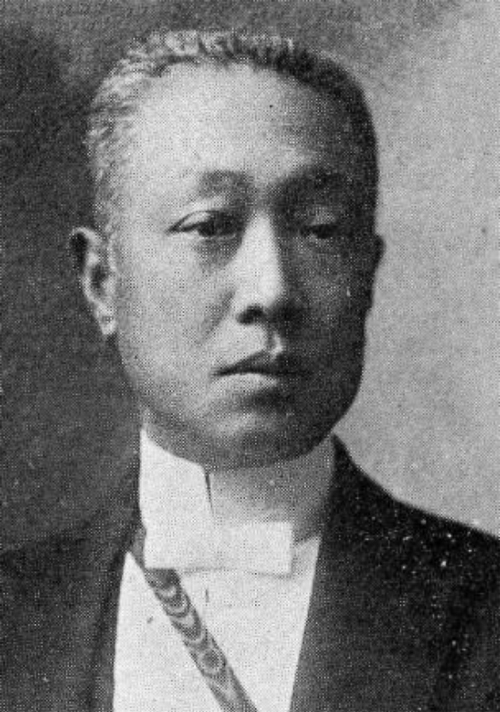
満洲へお忍び旅行をした首相、西園寺公望

1906年3月、日本は満洲で門戸開放を実行していないのではないか、あるいはロシアの支配にあったときよりむしろ閉鎖されているのではないかという正式な抗議がイギリス（3月19日）、アメリカ（3月26日）の両国よりもたらされ、注意を呼びかけられた。特に駐日イギリス公使のクロード・マクドナルドは直接伊藤博文韓国統監に厳しい内容の書簡を送っている。また、袁世凱からも日本の中国東北における諸施策は満洲善後条約に違反するとの通告が伊藤にもたらされた。
4月14日、首相西園寺公望は極秘に東京を離れて自ら中国東北におもむいて満洲の実情を把握するための非公式旅行をおこなった。これを勧めたのは児玉源太郎だといわれる。一国の首相が実情調査のために現地視察を行うことは実際には難しく、そのため、大蔵次官の若槻禮次郎に満洲派遣の辞令を発し、その随員に外務省の山座円次郎、農商務省の酒匂常明、鉄道作業局の野村龍太郎と、もうひとり西園寺自身を加えるという念の入れようであった。お忍び旅行の目的は、清国側の考えや態度を確認し、清国官吏の心証をよくし、また彼らとの交流を通じて戦後の満洲経営のための地ならしをしようというものであった。そこで西園寺は満洲に対する列強の関心の強さを実感し、清国官吏がロシア軍にかわる日本軍の支配に強い反感を抱いていたことを知ったのである。3週間の旅行を終えた西園寺は、満洲問題について会合を開き、方針を協議することとした。

### 改修工事
一方、ロシアから南満洲支線を引き継いだ野戦鉄道提理部では、ただちに改修工事に着手した。上述のように昌図・四平街間は施設がかなり損壊されており、双廟子駅に至っては跡かたもなく破壊されていた。さらに、双廟子 -四平街間は、枕木もレールも撤去されており、その間の橋桁、場所によっては橋脚さえも破壊されていた。野戦提理部は、1906年9月6日には双廟子まで、10月1日には公主嶺まで、そして11月11日は孟家屯（現在の長春南駅）までのゲージを狭軌に改築し、大連との間に直通列車の運行を開始した。
すでに1905年10月21日には、奉天以南の区間で軍用以外の運輸営業を開始しており、11月25日には昌図までこれが延長されていた。1906年に入ると引き継ぎを終えて修理が完成した区間から一般の人びとにもこれを利用できるようになった。戦争終了後、1905年いっぱいは軍隊の復員輸送が主であり、一般輸送をおこなうことはほとんどなかった。しかし、復員輸送が終わるとしだいに中国東北部の縦貫幹線としての性格を強め、日本国内では多くの人びとが満洲に対して強い関心を示すようになり、職を求めて満洲に出かける人も多くなった。なかにはいわゆる「一旗組」もあった。旅館、食料品店、理髪店、飲食店、衣料品店、遊廓などの個人営業、また企業も満洲に進出し、その職員が大連、大石橋、遼陽、奉天といった都市はもとより、都市と都市の間の小集落にも入り込んで生活の基盤をつくろうとしていた。鉄道は、これらの人びとの活動をささえる重要な交通手段でもあった。

### 満洲問題協議会

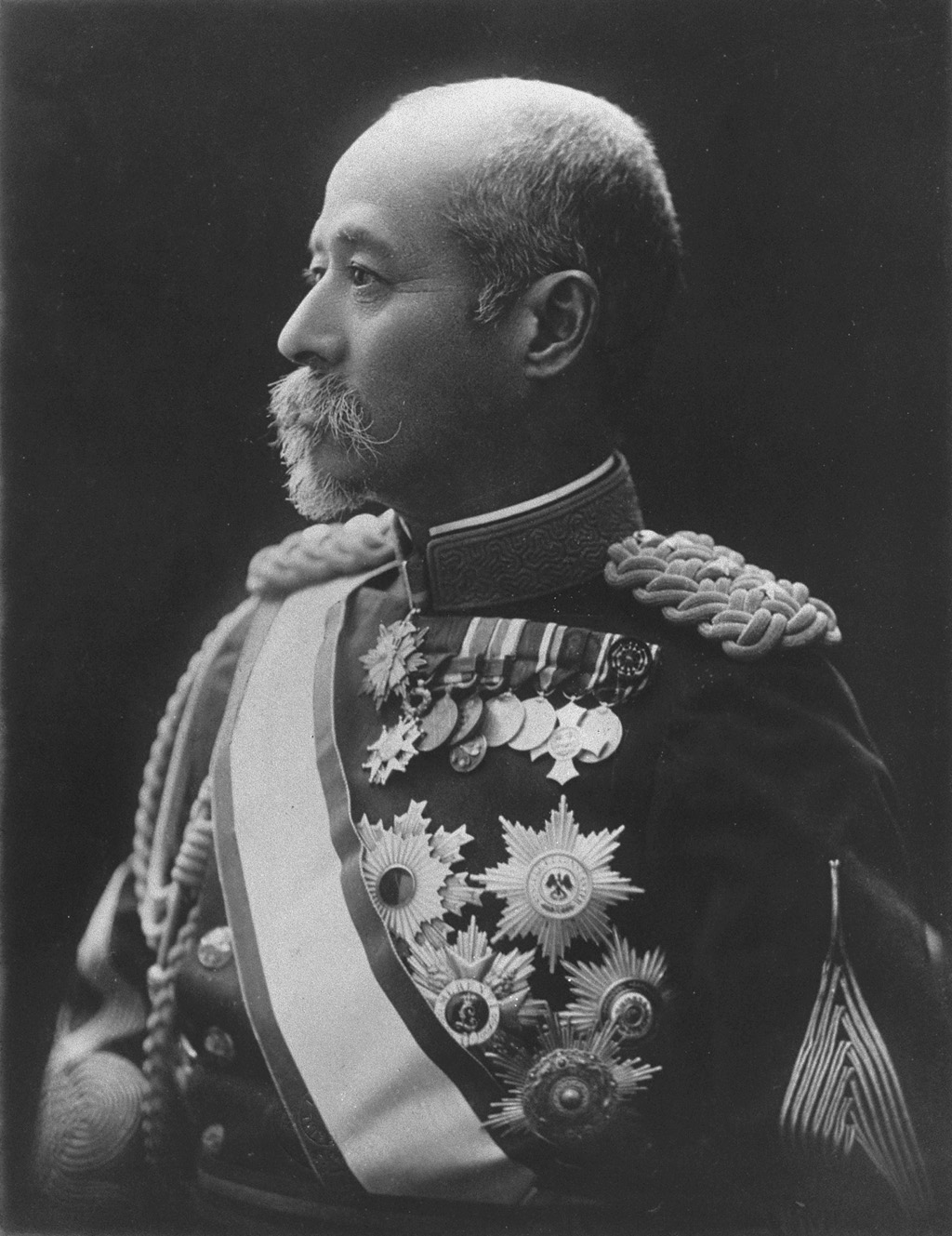
満鉄設立委員長、児玉源太郎
----
「満洲問題協議会」では伊藤博文との間で激しい論争になった。

日本軍は撤兵期限ぎりぎりまで満洲に軍政を布き、日本の勢力を同地に植え付けようとしていた。1906年5月22日、英米との関係悪化を憂慮した伊藤博文が中心となって元老、閣僚、軍部首脳などを集めて首相官邸において「満洲問題に関する協議会」が開催された。このとき、日露戦争の功労によって声望が高まり、首相待望論さえ出ていた陸軍参謀総長の児玉源太郎は「兵力の運用上の便利を謀り陰に戦争の準備」を行うとともに「鉄道経営の中に種々なる手段を講ずる」という積極的満洲経営論を唱え、伊藤らと対立した。伊藤は関東州租借地の清国への返還と軍政の早期廃止方針を唱え、山縣ら陸軍関係者は誰も児玉を擁護しなかったので、伊藤の主張が通って軍政廃止が決定した。これにより英米両国の警戒心は解かれたが、実際には軍政はその目的を達成しており、英米商人の力は衰え、満洲は日本の市場と化していった。児玉は当初、鉄道については官設機構を考えていたが、このころには民間会社の方式によるべきだとの考えに変わっていた。
満洲問題協議会では、児玉源太郎と元老の伊藤博文・井上馨とのあいだで大きく見解が相違していた。児玉は満洲経営機関を中央に設置すべきことを主張したが、伊藤はそれに対し、満洲はまぎれもなき清国領土であり、そこに「植民地経営」の展開する余地はないとの反対論を唱えた。また、伊藤が韓国への日本人の入植にはほとんど関心を払わなかったのに対し、児玉は平壌以北への日本人の入植事業を検討しており、当時、児玉の幕下にあった新渡戸稲造はドイツ帝国における内国植民政策、すなわち、西プロイセンやポーゼンなどドイツ領ポーランド（いわゆる後の「ポーランド回廊」）へのドイツ系移民の導入を通じたドイツ化政策を参考にしてはどうかという意見を伊藤・児玉双方に建策した。伊藤や井上は、日米合弁の「満韓鉄道株式会社」を設立して韓国における鉄道経営をも事実上アメリカ側に譲渡しようとしており、南満洲鉄道会社の設立にあたっても、満鉄は文字通りの鉄道経営に限定すべきとの見解（小満鉄主義）に立脚していた。井上に至っては満鉄の清国への返還さえ考えており、それに備えて株主に対する損失補填のための積立金の計上を検討していた。一方、児玉源太郎とその台湾での部下である後藤新平は、満鉄はたんなる鉄道会社ではなく、満鉄付属地での徴税権や行政権をも担う一大植民会社たるべきだとの見解（満鉄中心主義）を標榜しており、彼らはイギリス東インド会社を範とした満洲経営を進めるべきだとの論に立っていた。
両者の意見は相互に大きく隔たっているが、出先陸軍権力の統制の必要性は伊藤も熟知するところであり、児玉・後藤のコンビが達成した、下関条約による領有開始後10年にして本国からの補充金なしで運営可能となった台湾財政独立の実績は、政府内外から高く評価されたこともあって、伊藤らの小満鉄主義は力を失った。

## 南満洲鉄道株式会社の設立

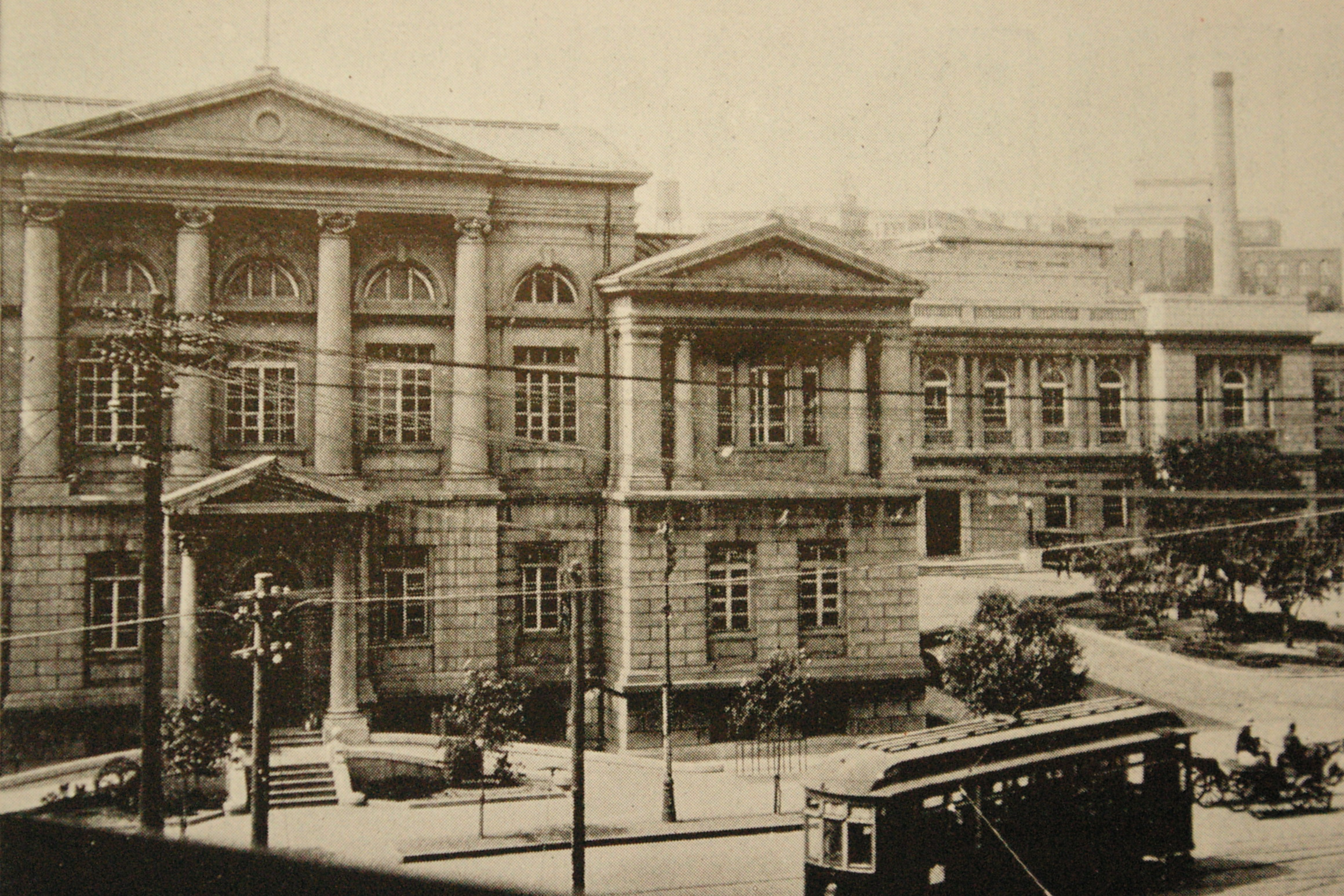
大連の南満洲鉄道本社

### 勅令第142号の公布と満鉄設立委員の任命
1906年6月7日、明治39年勅令第142号で南満洲鉄道株式会社設立の件が公布された。この勅令は付則をふくめて22か条から成り、業務を鉄道運輸業とし（第1条）、株式は日清両国政府・日清両国人に限って所有を認めることとし（第2条）、日本政府は、炭坑をふくめた満鉄の財産による現物出資ができるものとした（第3条）。本社を東京市、支社を大連におくこと（第6条、ただし1907年3月5日の勅令第22号により本社を大連、支社を東京市に改めた）、役員は総裁1名、副総裁1名、理事4名以上を置き（第7条）、総裁・副総裁は勅裁を経て政府が任命すること（第9条）、政府は会社の業務監視のため南満洲鉄道株式会社監理官を置くこと（第12条）等が定められた。同勅令の付則第18条には、設立委員の規定があり、定款の作成と第1回株式募集がその任務とされた。
7月13日、第1次西園寺内閣は、児玉源太郎を設立委員長とする80名におよぶ満鉄設立委員を任命した。この委員のなかには京釜鉄道会社の設立にもかかわった渋沢栄一、竹内綱といった財界人、のちに満鉄総裁となる仙石貢や野戦鉄道提理だった武内徹といった技術者、外務省からは山座円次郎政務局長、石井菊次郎通商局長、関東州民政署事務官の関屋貞三郎、ほかに大蔵省、逓信省など関係省庁の官僚、貴衆両院の議員、さらに軍部首脳もふくまれていた。こうした顔ぶれは、純粋な民間企業というよりは国策会社としての性格の濃いものであったことを示している。
上記のように、設立委員が定款の作成にあたることになっており、定款の調査委員は調査委員長が渋沢栄一、以下、山座円次郎、岡野敬次郎、荒井賢太郎、仲小路廉、山之内一次、和田彦次郎、堀田正養、大石正巳、土居通夫、中野武麿、大岡育造、佐々友房の計13名であった。このうち、山座・荒井・仲小路の3名は1月発足の満洲経営委員会（委員長は児玉源太郎）の当初メンバー6名にも名を連ねており、株式会社組織をとりながら同時に政府機関としての性格をもたせる役割をになった。ところが、こうしたなか設立委員長だった児玉源太郎が7月23日に急逝し、24日には喪が発せられたのである。25日、新委員長に就任したのは寺内正毅陸軍大将であった。

### 設立命令書と株式募集
1906年8月1日、外務大臣・大蔵大臣・逓信大臣の連名による「南満洲鉄道株式会社設立命令書」（外務・大蔵・逓信大臣秘鉄14号）が下付された。命令書は全文26か条で非公開とされた。ここには、公表された勅令よりも具体的な業務の範囲、資本金総額、政府の保護、会社に対する政府の命令権などが規定されていた。設立業務は、この命令書をもとに寺内委員長のもとですすめられた。
第1回株式募集は9月10日に開始された。募集株式10万株（2,000万円）、締め切りの10月5日までに役員持株1,000株を除く9万9,000株に対して、総申込株数は1億664万3418株に達し、申込人数は1万1,467人であった。少額申込の111人402株については割当てから外したが、それでも所要株数に対して1077倍という株式ブームの状況を呈した。清国人からの申込みもいくらかはあったが、この高倍率では割当てから排除されても疑義をはさむ余地がなかった。いずれにしても、この倍率は満鉄が当時植民地経営企業としての経済的機能を一般から広く期待されていたことを物語っていた。清国政府は結局、締め切りを過ぎても応募してこなかった。11月10日、清国政府は満鉄設立について厳しい調子の抗議を寄せている。

### 設立と営業開始

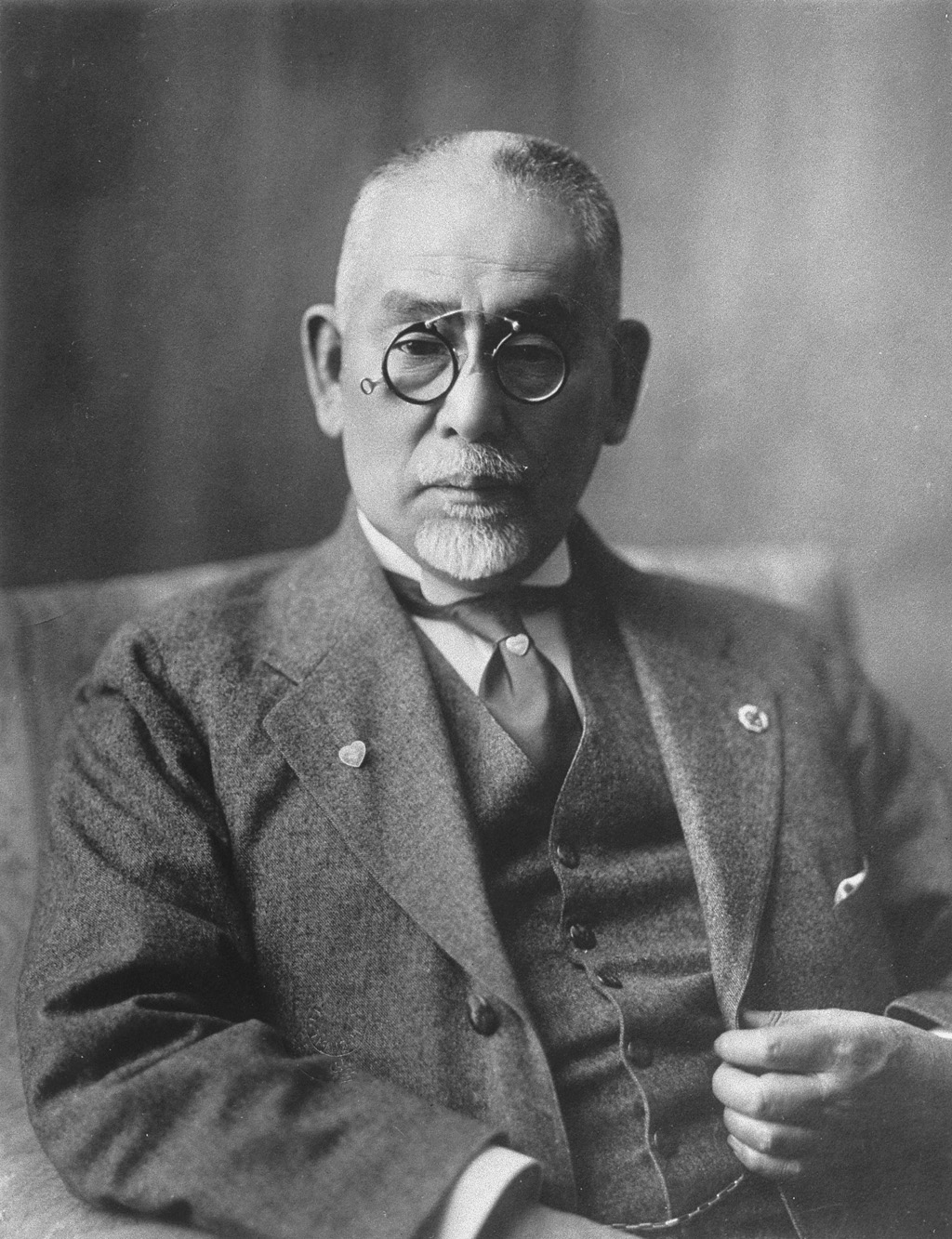
初代満鉄総裁、後藤新平

1906年11月1日、満鉄の設立が逓信大臣より認可された。11月26日、南満洲鉄道株式会社が半官半民によって設立され、同日の創立総会は神田区の東京キリスト教青年会会館において開催された。初代総裁には台湾総督府民政長官だった後藤新平が任じられた。設立は上述の通り、勅令に基づいてなされ、総裁は勅任、資本金は2億円であった。しかし、政府は日露戦争の戦費の処理と軍拡財源の捻出に苦しんでおり、巨額の資金を出すことはできなかった。政府は結局、資本金2億円のうち1億円をロシアから引き継いだ鉄道とその附属財源および撫順炭田・煙台炭田などの現物出資とした。残りの1億円は、日清両国の出資とされたが、満鉄設立を不当とする清国は参加せず、民間からの投資は日本での株式募集が2000万円、のこり8000万円は外資による社債で賄うこととした。当時の日本人が満鉄に寄せた期待は大きく、第1回株式募集で1000倍を超える応募が殺到したのは上述のとおりである。一方、外債募集は、1907年から1908年にかけて3回にわたり、もっぱらイギリス市場に求められた。イギリスで調達したのは600万ポンド（約6000万円）であり、フランス市場ではフランス政府の支援があったにもかかわらず、条件が合わずに外債募集は不成立に終わった。
政府による事業資金は日本興業銀行から社債などのかたちで投資され、南満洲鉄道への投資は同銀行の対外投資総額の約7割を占めていた。ところが実際には、興業銀行関係対外投資の74パーセントが輸入外資に頼っており、その主たる資金調達先は英米両国であった。その点では英米金融資本への従属が生じており、一見「資本輸入による資本輸出」というべき逆説的な状況がみられる。
後藤新平を満鉄総裁に推挙したのは、台湾総督在任のまま満洲軍総参謀長（1906年4月11日より陸軍参謀総長）となった児玉源太郎であった。後藤は、当初満鉄総裁就任を固辞していたが、後藤にとっては恩人であった児玉が1906年7月に急逝したので、これを天命と考え、児玉の遺志を引き継ぐ決心をして総裁職を引き受けたといわれる。後藤は台湾経営での辣腕ぶりが評価され、低コストでの満洲経営を山縣・伊藤らの元老や立憲政友会（西園寺公望、原敬ら）といった人びとからも期待された。日露戦争後の満洲は、いわゆる「三頭政治」（関東都督府、奉天総領事館、南満洲鉄道）と称される状況のもとで経営の主導権が争われていたが、日本の領土ではない純然たる清国主権のもとで植民地経営をおこなおうとすることにそもそもの要因があった。後藤には「三頭政治」の解消と「自営自立」の実現が期待されたのである。後藤は、満鉄の監督官庁である関東都督府の干渉によって満鉄が自由に活動できないことを懸念し、総裁就任の条件として、満鉄総裁が関東都督府の最高顧問を兼任することで首相の西園寺公望と合意した。また、人材確保のため、官僚出身者は在官の地位のまま満鉄の役職員に就任することが認められた。

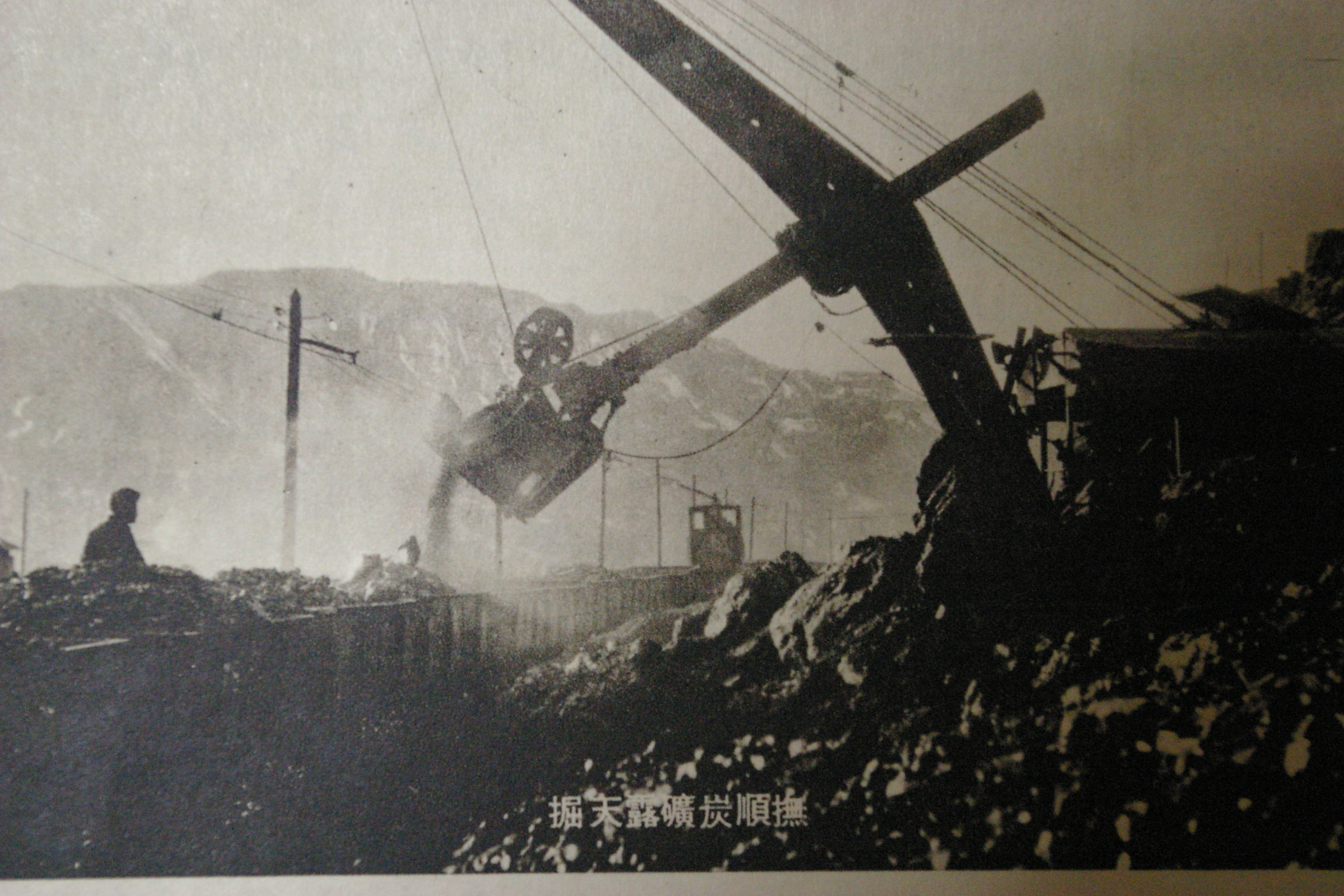
撫順炭鉱の経営も満鉄が行った

開業は1907年4月1日となった。南満洲鉄道は、都市・炭坑・製鉄所から農地までを経営し、独占的な商事部門を有し、さらに大学以下の教育機関・研究所も擁していた。日本租借地である関東州および南満洲鉄道附属地の行政をたずさわるのが関東都督府（のちの関東庁）であり、その陸軍部がのちに関東軍として沿線に配置されるようになった。
ところで、ポーツマス条約で合意されていた東清鉄道南満洲支線の譲渡範囲は長春の寛城子以南であったが、寛城子の接受地点が明確でなかったこと、日露間の鉄道連絡方法も未定であったことから、さしあたり孟家屯以南が日本に譲渡され、寛城子・孟家屯間の約8キロメートルが日本に譲渡されるのは、満鉄開業後、1907年7月21日に日露満洲鉄道接続業務条約が調印されてからとなった。
総裁となった後藤は、「満鉄十年計画」を策定し、さっそく積極的な経営を展開し、部下の中村是公とともに、戦争中に狭軌に直して使用したレールの改築をともなう満鉄全線の国際標準軌化や大連・奉天間の複線工事、撫順線と安奉線の改築工事を急ピッチで進める一方、あわせて、撫順炭坑の拡張、大連港の拡張と上海航路の開設、鉄道附属地内各都市の社会資本整備などを強力に推し進めた。1907年10月には星野錫により「満洲日日新聞」が大連で創刊され、1907年8月以降、鉄道沿線にはヤマトホテルが開業した。大連には、満鉄中央試験所、電気公園もあった。中央試験所は満鉄直営で中国東北における農業生産力の向上と生産品の加工、食品工業の進展のための施設であった。電気公園は、電気仕掛けによる娯楽施設で、当時の内地にもこれに類した施設はなかった。
こうして、満鉄は国策を遂行する株式会社に位置づけられ、その機軸においては「文飾的武備」が唱えられた。すなわち、満鉄は単なる鉄道会社ではなく、満洲の地で教育、衛生、学術など広義の文化的諸施設を駆使して植民地統治をおこない、緊急の事態には武断的行動を援助する便を講じることができるということを方針としたのであり、このようなことから創業当初から満鉄調査部が組織され、調査活動が重視されたのであった。後藤新平は「午前8時の男でやろう」というスローガンを掲げ、台湾総督府時代からの腹心で当時40歳の中村是公を副総裁に抜擢したほか、30代、40代の優秀な人材を理事はじめ要職に採用した。三井物産門司支店長だった犬塚信太郎は32歳という若さで理事にスカウトされた。

## 明治末年の様相

### 標準軌への改軌
レールの間隔の変更（改軌）は、初期満鉄の大きな問題だった。もともとロシアの敷いた軌間は5フィート（1,524mm）の広軌であり、日露戦争中、野戦鉄道提理部が日本から持ち込んだ内地用の車両が走行可能なように3フィート6インチ（1,067mm）の狭軌に改築していた。しかし、朝鮮半島、中国東北部、長城以南の中国を通じての一貫輸送の体系を整えるという観点からすれば、この鉄道は朝鮮や中国の鉄道と同じ軌間、すなわち、4フィート8.5インチ（1,435mm）の国際標準軌間に改めておかなければならなかった。
南満洲鉄道株式会社が野戦鉄道提理部から以下の鉄道、炭坑、その他の施設を移管されて営業を開始したのは、1907年4月1日のことであった。
* 大連 - 孟家屯 （現、長春南駅） … のちの満鉄連京線
* 南関嶺 - 旅順間
* 営口支線
* 柳樹屯支線
* 煙台支線
* 撫順支線
* 安東・奉天線
満鉄に対する政府命令書には、国際標準軌への改築と大連・蘇家屯間の複線化が定められていたが、会社がまず着手したのは各線の軌間改築工事であった。ロシア設置の広軌を狭軌に改める工事については、枕木はそのままで片側のレールを移動すればよいだけの工事であったので転轍機以外の部分は比較的容易に進めることができた。しかし、狭軌を標準軌に改軌する工事は枕木更新をともなう場所も多く、しかも一般の列車運行をストップしないで行わなければならなかったので決して簡単ではなかった。そこで、狭軌の線路が敷設してある箇所にもう1本レールを敷いて三線式とし、狭軌と標準軌の両方の列車が運行できるようにした。この技術はきわめて複雑なものであったが、満鉄がのちのちまでその技術を誇る水準のものであった。旅順線では1907年12月1日から全面的に標準軌列車に移行した。長春・大連間の本線では1908年5月に移りかわりダイヤグラムをつくり、22日長春・公主嶺間、23日公主嶺・鉄嶺間、24日鉄嶺・遼陽間、25日遼陽・大石橋間、26日大石橋・瓦房店間、27日瓦房店・大連間で標準軌運転へと切り替わり、5月30日からは旅客・貨物の全列車が標準軌列車に移行した。営口線その他の付属線もこの間に標準軌に改軌されている。
不要になった狭軌の機関車は日本に還送されることとなった。安奉線を除くと還送車両は機関車217両、貨物車3,659両、客車281両におよんだ。これらを並べると延長30キロメートルを超える長さになる計算であった。1908年5月31日、2,000名以上の人が参加して大連港外の周水子駅で異例の機関車の「告別式」が行なわれ、国沢理事によって「告別の辞」も読まれた。
日露戦争中に2フィート6インチ（762mm）の軍用軽便鉄道として敷設された安奉線については、全面的な改築を必要とした。安奉線は1906年4月1日から狭軌での一般旅客・貨物の輸送を開始していたが、中国側は改築工事を認めなかった。1909年1月から交渉が開始され、3月以降は奉天総督衙門で交渉がなされたものの中国側の姿勢は強硬であった。8月6日、日本政府は清国政府に対し安奉線改築にかかわる最後通牒を発し、8月7日より工事に着手したが、清国側は武装した巡警隊を派遣して工事中止を求めた。しかし、満鉄側はあくまでも改軌工事を強行して1911年11月1日、工事は完成した。工事が遅延したのは、清との交渉が難航したばりではなく、満鉄と外務省の間に主導権争いが生じたことにも原因があった。並行して行われていた鴨緑江の架設工事も完成し、朝鮮縦貫鉄道との直通連絡が可能となった。

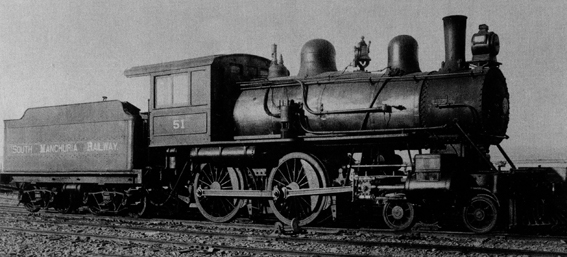
蒸気機関車「アメ型」

鴨緑江の架橋については、ジャンク船の通航の障害にならないよう英米両国より求められていた。また、実のところその建設については法的根拠があるわけでもなかった。日本は朝鮮側（新義州側）から工事を始めたが、中国側は満洲側（安東側）から工事を進めているのではないかと疑い、抗議する場面もあった。鉄橋の一部は橋脚を中心に回転するようになっており、これによりジャンク航行の障害ではなくなった。また、日本側は当初、架橋された橋のすべてを京義鉄道の所有にしようとしたが、結局、中国側に譲歩して、鴨緑江の中心から二分し、満洲側は安奉鉄道と同様、15年の期限をもって清国側に売却されることとなった。
安奉線で使用された車両については、1911年11月4日、沙河鎮駅で機関車81両、客車680余両の告別式が行われた。こうして多数のB6型機関車も安奉線の軽便機関車も満洲の地から去っていき、かわって各線を走りはじめたのはアメリカ製の堂々たる大形機関車であった。また、客車・貨車ともに欧米水準を超える高質な車両がそろえられていった。こののち、南満洲鉄道は、狭軌のために内地では実現できない技術をここで具現する場としての意味を有するようになった。

### 日清間の紛争
清国は、満洲善後条約で日本が獲得した利権の無力化を図って行動したため、日清間では次々と紛争が生じた。具体的には、
1. 清国側が新奉鉄道（新民屯 - 奉天）の奉天停車場を奉天城付近に移し、途中で満鉄線を横断する計画を満鉄に打診したが、日本は貨物の流通ルートが変わり、満鉄が打撃を受けるとしてこれを拒否した件
2. アメリカの奉天総領事ウィラード・ディッカーマン・ストレイト（英語版）が奉天巡撫の唐紹儀を促してイギリスのポーリング商会と新法鉄道（新民屯 - 法庫県）の工事請負契約を結んだことに対し、日本側が抗議した件
3. 撤去予定の大石橋・営口間鉄道について、貿易港である営口と満鉄の連絡線として重要であるため、清側にその存続を認めさせる件
4. 日本が経営していた撫順・煙台の炭坑の権利が不明確であるとして、経営をつづけるために権利を確固としたものに改める件
5. 安奉鉄道沿線の鉱山採掘について日清両国人の合同事業とする件

などであった。この件は第1次西園寺内閣においては解決をみず、第2次桂内閣へと持ち越された。1908年7月21日には「南満洲鉄道株式会社ニ関スル事務主管ノ件」（明治41年7月21日勅令第179号）が公布された。
1908年11月、光緒帝と西太后が相次いで逝去し、1909年1月には軍機大臣袁世凱が罷免されるなど、北京政界に大変動が続いたためもあって日清交渉は進展しなかった。清国は、清韓国境の間島問題で日本が争いつづけるのならば、満洲に関する案件をすべてハーグの常設仲裁裁判所に付託することも辞さないと通告したが、清の背後にはアメリカ合衆国があり、奉天総領事から民間に移ったストレイトは、ロシアの東清鉄道や日本の満鉄の購入までをも計画していた。山縣有朋らはアメリカによる満洲への干渉を怖れ、それが韓国にもおよぶ可能性があるとの判断に立って間島の問題では清に妥協すべく動いた。桂内閣は、間島領有権を放棄、間島居住の韓国人を対象とする日本の領事裁判権要求も取り下げた。上述した安奉鉄道改築問題も、こうした譲歩によって解決されたのであり、1909年8月、改築工事に関する覚書が調印され、標準軌への改軌が認められた。また、1909年9月4日には間島に関する日清協約と満洲五案件に関する日清協約が結ばれ、清の主張にそって豆満江が清韓国境となり、間島に設けられた雑居地区は開市されて、そこに居住する韓国人の裁判には日本領事が立ち合うこととした。日本は、こうした譲歩の代償として吉林・会寧間鉄道（吉会鉄道）の敷設権を獲得した。

### 満鉄公所
初代満鉄総裁後藤新平自身の発案により1907年（明治40年）4月に設けられた満鉄調査部は、当時の日本が生み出した最高のシンクタンクのひとつであった。これは、満鉄のユニークさを表していると同時に、後藤の個性とアイディアがこめられていた。後藤は台湾総督府民政長官時代にも旧慣調査などを大々的に展開しており、それを植民地経営に活用していた。しかし、初期の満鉄調査部の活動は、人文・社会科学的ないし自然科学的な調査というよりは、満鉄が各地に開設した満鉄公所による非公式な情報収集活動にむしろ重点が置かれていた。
最初に設置された満鉄公所は、1909年（明治42年）5月1日、奉天城内に置かれた奉天公所であった。公所はこののち、ハルビン、北京、鄭家屯（現、双遼市）、吉林、チチハル、洮南の各所に置かれた。公所は調査部ではなく総務部に属し、交渉局長の指揮を受け、交渉にかかわる事務が主な任務となっていた。初代の奉天公所長には現役の帝国陸軍少佐である佐藤安之助が任じられた。

### 後藤新平の入閣と中村是公総裁

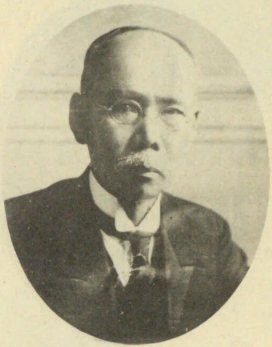
第2代総裁、中村是公

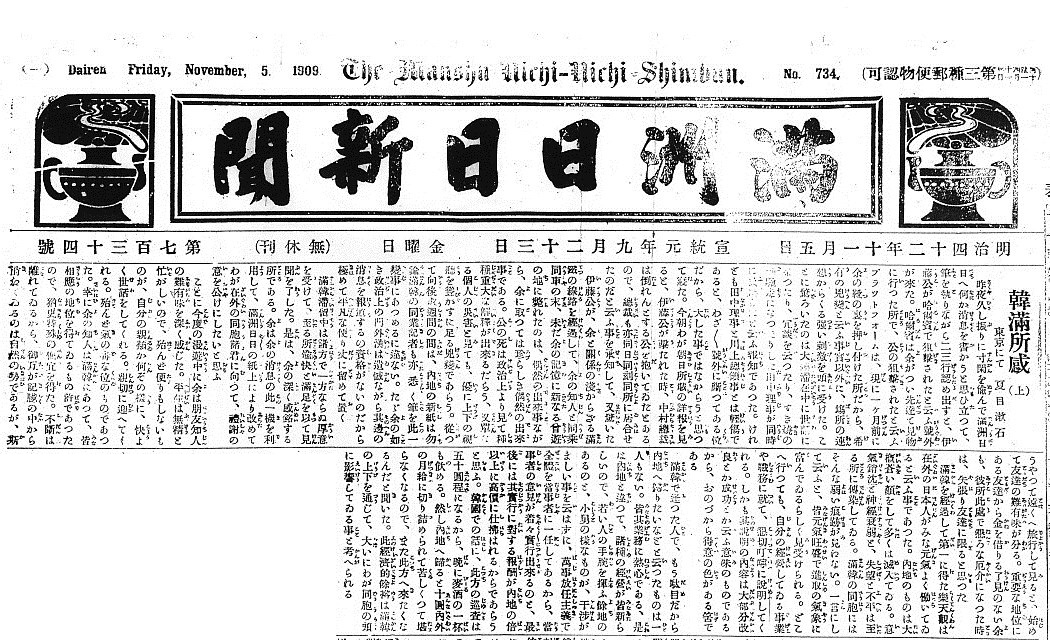
夏目漱石「韓満所感（上）」（1909年11月5日付「満洲日日新聞」）

後藤新平は、満鉄経営のみでは満足せず、満鉄を中心とする一元的な満洲経営を目指していたが、第1次西園寺内閣では大蔵省や逓信省、外務省などの介入によって、なかなか彼の企図するようには事が運べなかった。そこで後藤は桂太郎に接近し、1908年7月、第2次桂内閣の逓信大臣として懸案事項の解決を図ろうとした。後藤総裁は満鉄を去るにあたって名文調の告別の辞を寄せている。後藤が去るにあたっても、首脳部では創業当時の苦心によって一体感を生み出されており、その団結はきわめて固かった。新しい満鉄総裁には、副総裁だった中村是公が就任した。後藤は、入閣して早々満鉄の監督権を逓信大臣に移し、1908年12月には鉄道院を開設して満鉄監督権をここへ移管した。
1909年9月、中村新総裁が大学予備門（のちの第一高等学校）時代以来の友人である文学者、夏目漱石を満洲に招いた。もともとは、漱石が「南満鉄道会社って一体何をするんだいと真面目に聞いたら、満鉄の総裁も少し呆れた顔をして、御前も余っ程馬鹿だなあと云った。」そして、「是公が笑いながら、どうだ今度一所に連れてって遣ろうかと云い出した」というところから始まった旅行であった。漱石は旅行での見聞や感想を随筆「韓満所感」および「満韓ところどころ」として書き記した。当時の満鉄は、その事業内容を内外に広く宣伝することに努めており、中村総裁が漱石を招いたのも単に友人を招待するのではなく、人気作家である漱石のペンを通して満鉄の事業を宣伝させる目的もあったろうと考えられる。漱石は大連では中央試験所や電気公園を案内され、同級生だった橋本左五郎や佐藤友熊、夏目家で書生をしていた股野義郎らと旧交を温めた。また、旅順、営口、奉天、撫順炭坑、ハルビン、長春などを経て安東、釜山を経て内地に帰った。奉天では満鉄公所を訪れて、その見分や感想を随筆『満韓ところどころ』（『朝日新聞』連載）に著している。「韓満所感」は1909年11月5日・11月6日付の「満洲日日新聞」に、「満韓ところどころ」は「朝日新聞」に1909年10月21日から12月30日まで掲載された。
中村新総裁は、豪放なべらんめえ口調でありながら情誼に厚い親分肌で、細かい仕事は有能な理事たちにまかせ、みずからはもっぱら中央との折衝に当たるという姿勢を貫いた。理事の合議制はほぼ完全なものとなり、中央政府の官僚システムとは異なる植民地会社独特の合理主義的官僚制と業務運営におけるつよい主体性がここに育まれていた。
一方、後藤は、1909年12月、韓国鉄道をも鉄道院の所管とすることにいったん成功し、国内鉄道も含めた鉄道の一元的管理を実現した。しかし、韓国鉄道は韓国併合直前に朝鮮総督府財政の根幹をなすだろうとの寺内正毅らの主張がこののち受け入れられて、総督府管轄に改められた。後藤はなおも植民地統治の一元化のために拓殖局を設置し、桂首相が総裁、みずからは副総裁となった。そのうえで後藤は、1910年12月、翌1911年度からの13年間継続事業として総額2億3,000万円の予算で新橋・下関間の国際標準軌改築案を閣議決定に持ち込み、さらに第二十七議会への提出にこぎつけた。桂と後藤は、国内鉄道と韓国・清国の鉄道で使用されているゲージを統一することで、戦時における軍事輸送の利便を向上させるのみならず、内地と外地の経済的結びつきを強めて輸出増進を図ろうとした。そのため神戸港の港湾修築や下関の陸海連絡設備の両事業も鉄道院の所管としたのであった。しかし、ここで桂太郎と立憲政友会の「情意投合」という政治的妥協にはばまれ、鉄道普及を優先する政友会の意向により、標準軌改軌案は事実上の廃案となってしまった。
なお、1911年7月にロンドンで開かれた第6回国際連絡運輸会議では、イギリス―カナダ―日本―シベリアという経路で世界一周をする世界周遊券、日欧を結ぶ東半球一周周遊券の設置が決まり、この周遊券は1913年より販売が開始された。「新橋から倫敦ゆき」の切符は、ジャパン・ツーリスト・ビューローで購入することができ、ロンドンまでの1等運賃は433円35銭、2等運賃は286円45銭であった。南満洲鉄道は、この国際連絡運輸網の幹線のひとつとなったのである。

## 政党政治と満鉄
明治から大正にかけて、藩閥政治の時代から政党政治の時代がおとずれると満鉄内部にも大きな変化がもたらされた。1913年（大正2年）12月、第2代総裁中村是公、副総裁国沢新兵衛が更迭された。後藤新平や中村是公を後援してきた長州閥から立憲政友会系の政治家へと時代の流れが変化してきたのである。中村・国沢の更迭は大正政変で第3次桂内閣が倒れて山本権兵衛内閣が成立した直後のことであり、これは政友会総裁で山本内閣の内務大臣、原敬の差し金であったといわれる
。そして、総裁に政友会系鉄道官僚で鉄道院の副総裁だった野村龍太郎が、副総裁には政友会の幹部だった伊藤大八が就任した。伊藤大八が中心となって理事の交代が強力に推し進められ、犬塚信太郎を除くすべての理事が政友会系に代えられた。こうした動きは草創期より後藤らと苦楽を共にしてきた社員からは、満鉄幹部のポストが政党の利権の対象になったかのように映り、両者はしばしば激しく対立した。
折しも、この時期、鉄道院、朝鮮鉄道、満鉄3社によって設定された「三線連絡特別運賃」は満鉄の衰亡を招きかねないものだったので、事態はいっそう紛糾した。野村、伊藤の動きに危機感をもった満鉄調査課の村田懋麿や大連駅駅務助手の竹中政一らが特別運賃反対運動の先頭に立ち、犬塚を説得して世論に訴えた。その結果、特別運賃は事実上撤回された。伊藤副総裁はそれまで行なわれていた理事の合議制を廃止し、総裁の権限強化を提案したが、これに創立以来の理事であった犬塚が強硬に抵抗し、伊藤に対する排斥運動も起こった。その結果、1914年7月、犬塚が第2次大隈内閣によって罷免された翌日、野村と伊藤の両名も罷免された。

### 対華21か条要求

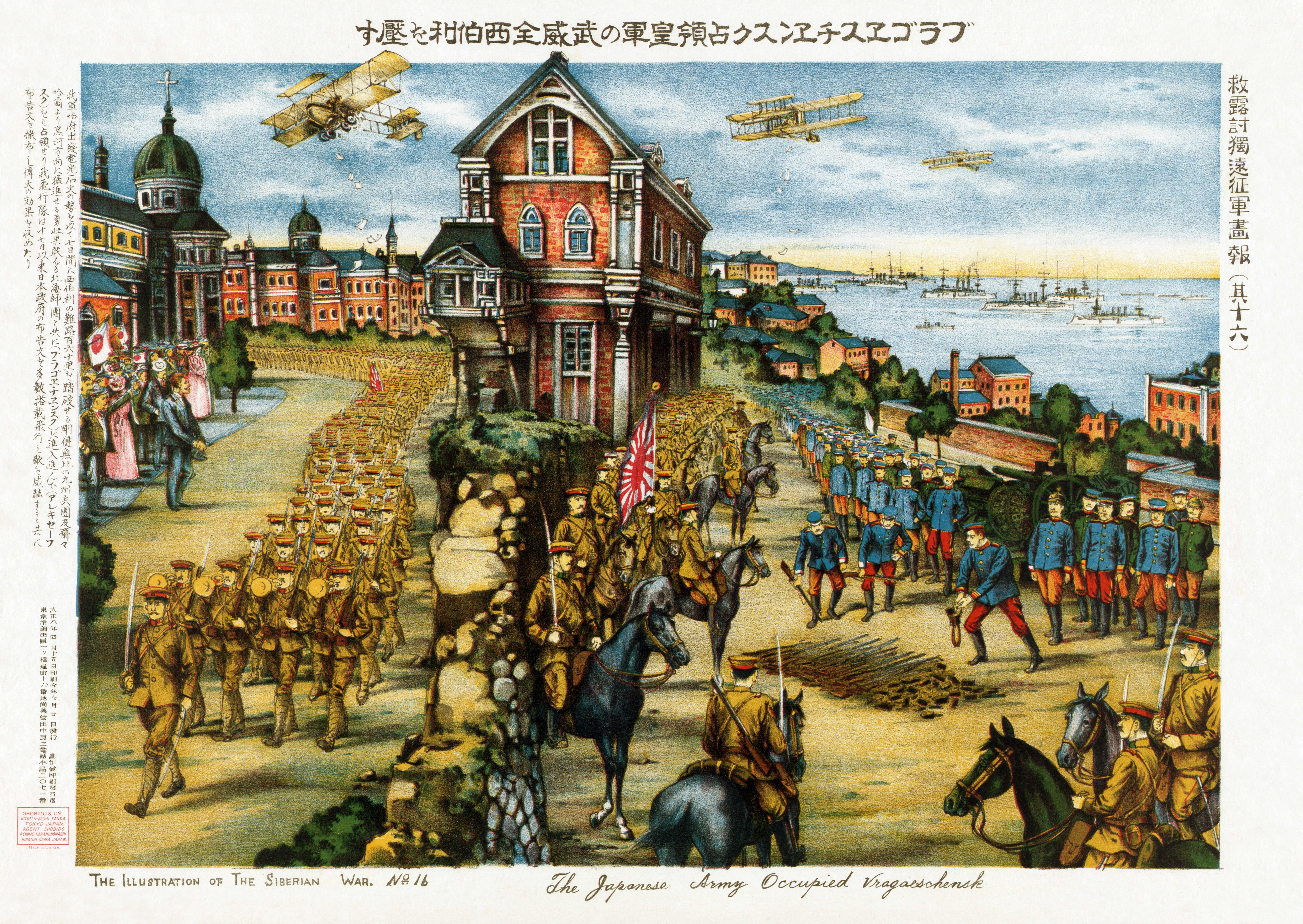
シベリア出兵（1918年、ブラゴヴェシチェンスクに入城する日本軍と日の丸を振って出迎える市民などを描いた作品。空からは航空隊により布告文が撒かれた）
----
『救露討獨遠征軍画報』（1919年）より

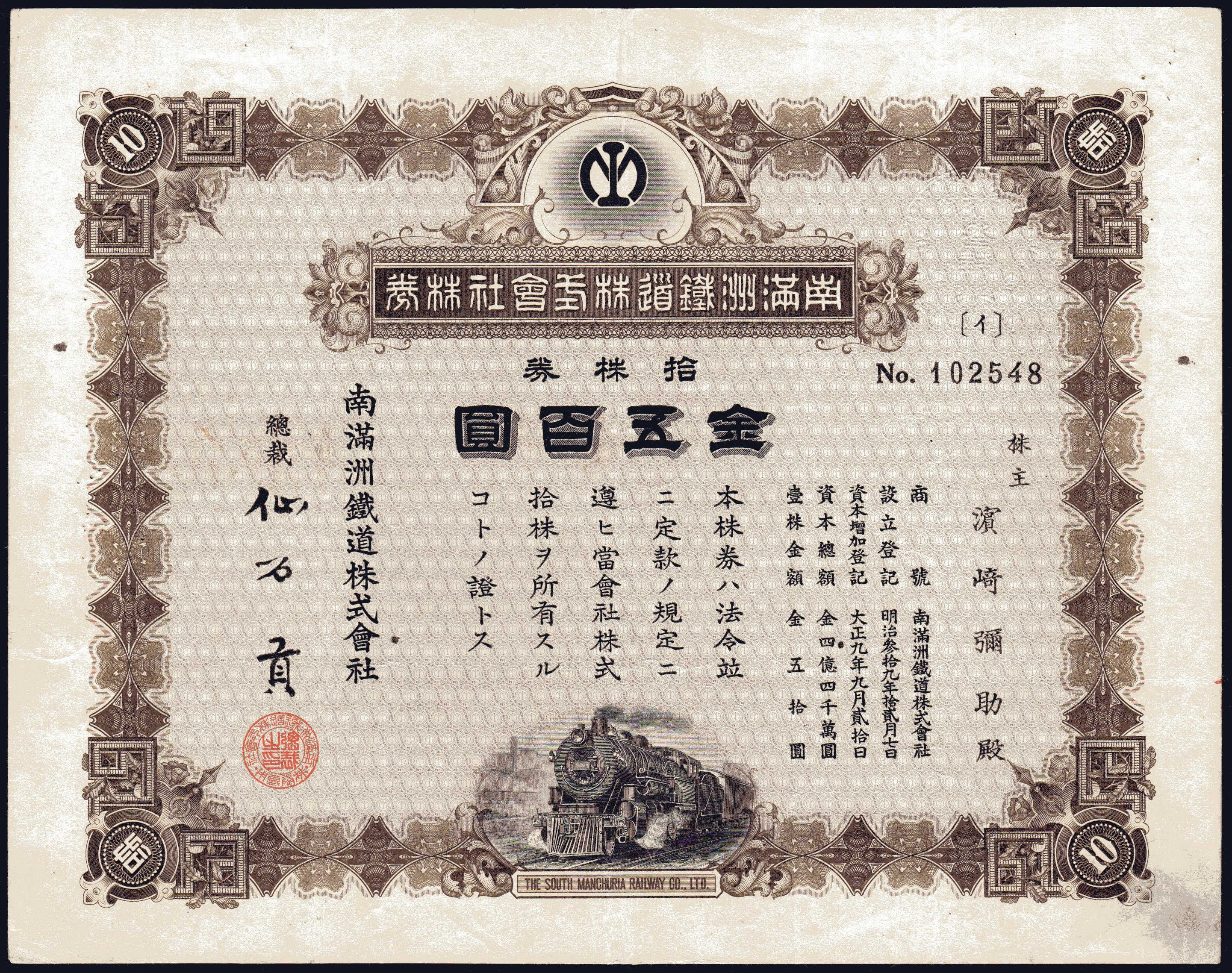
1920年発行の南満洲鉄道株式会社株券（第1次増資期）

1914年の7月にはまた、ヨーロッパで第一次世界大戦が勃発している。大戦は直接戦場にならなかったアメリカ合衆国や日本に大戦景気と呼ばれる特需をもたらしたが、朝鮮や台湾、満洲を含む中国大陸にも好景気をもたらした。
1914年度には、大連の満鉄沙河口工場でH4形と呼ばれる加熱式機関車6両の独自に製作された。当初の満鉄は、広漠な満洲の原野を長距離無停車運転する鉄道にはアメリカで開発された技術が好適であるとしてアメリカ製機関車・客車・貨車を大量に導入していたが、これは、アメリカの技術を通じて独自の技術水準を積み重ねた成果であった。なお、満鉄が機関車自社製造体制を確立させるに至るのは1921年のことである。
大隈重信内閣は1914年7月、野村と伊藤に代わり、中村雄次郎を満鉄総裁に送り込んだ。1917年7月まで総裁を務める中村は、軍人出身で陸軍省次官、総務長官、八幡製鉄所長官を歴任した人物であった。こうして内閣が交替すると総裁以下の幹部が代わるしくみができていった。アジアが好景気に沸くなか、加藤高明外相は、1915年1月に中華民国の袁世凱政権に対し「対華21カ条要求」を突きつけた。その第2号には旅順・大連（関東州）の租借期限、満鉄・安奉鉄道の権益期限を99年に延長することがふくまれていた。要求事項である第2号自体は問題にならなかったが、希望事項として掲げた第5号が漏洩すると中国ナショナリズムを引き起こし、日貨排斥運動が起こった。アメリカ合衆国もこれには警戒心を強め、同盟国であったイギリスからも第5号要求はあきらめるよう通告があった。ナショナリズムの動きは満洲地方にも波及し、排日熱が高まるなかで、「居留民の引上げ」「撫順警戒厳」（『満洲日日新聞』1915年4月6日付）、「大連駅の大混雑」（同4月7日付）といった混乱が生じた。

### ロシア革命とシベリア出兵
1917年のロシア革命は、それにも増して満洲に大きな衝撃をあたえた。その後、日米英仏など15か国による革命干渉戦争（シベリア出兵）がおこなわれたこともあって、満洲は戦場の一部と化したのである。ロシア革命に対する満鉄の反応は迅速であった。満鉄は1917年6月、理事の川上俊彦をロシアに派遣し、二月革命以降の状況を視察させた。11月15日、川上は帰国して本野一郎外相にボルシェヴィキによるロシア十月革命も含めた「露国視察報告書」を提出した。この報告書は寺内正毅や原敬などにも重視され、当該期の日本の外交政策に決定的な役割をあたえた。その後もロシアの動向に大きな関心をいだいていた満鉄は、調査課を中心に調査活動やロシア研究を活発化させた。

### 満鉄疑獄事件
一方、満鉄内部では、1917年に総裁の役職名が理事長に変更されるとともに、国沢新兵衛が理事長に就任した。1918年（大正7年）原敬内閣が成立すると、原は1919年（大正8年）4月、国沢理事長を更迭した。同時に理事会を廃止してトップを社長に改め、再び野村龍太郎を起用、副社長に政友会系鉄道官僚の中西清一を起用した。1920年、中西は塔連炭坑と内田汽船の船を相場よりも高い価格で購入したが、塔連炭坑は政友会の幹部である森恪が経営する炭坑であった。また、内田汽船の経営者も政友会系の内田信也であった。炭坑や汽船を満鉄に売却した代金は政友会の選挙資金に充てられたという疑いがもたれた（満鉄疑獄事件）。1921年、野党の憲政会はこの問題を帝国議会で追及したが、問責決議案は与党の反対で成立しなかった。司法の場でも中西は背任罪で告訴された。また社員の中にも職を賭して抵抗したものがあった。興業部庶務課長であった山田潤二は、野村と中西に直言し、これが容れられないとなると職を辞して、検事に対し決定的証拠を提出した。中西は逮捕、起訴されたが、東京控訴院での控訴審では証拠不十分として無罪となった。
1921年の野村社長退任のあと、満鉄の社長は、早川千吉郎、川村竹治、安広伴一郎が務めた。社員は政党の介入に対し団結を考えるようになり、1927年（昭和2年）には社員会が結成された。社員会は全社員の加入によって構成されており、したがって一般の労働組合組織とは異なるものであるが、政党の介入に対抗する意味とともに当時の労働運動昂揚の風潮もまた影響していたとみることができる。

### 満鉄中興の祖、山本条太郎

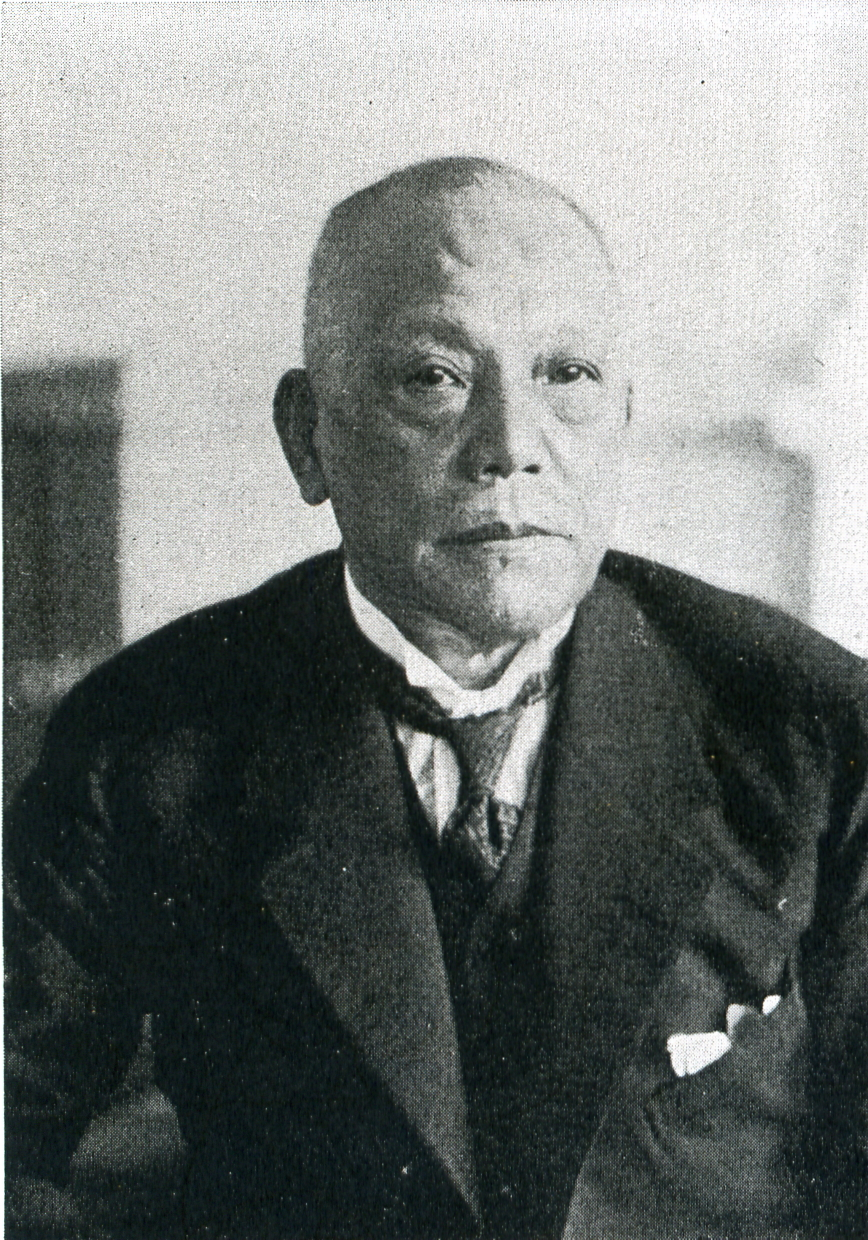
「満鉄中興の祖」といわれた山本条太郎

1926年7月1日、蔣介石が北京政府撲滅を目指すとして北伐を宣言して軍事行動を開始した。蔣介石率いる国民革命軍が南京、上海を占領して、1927年5月、山東省にせまると、田中義一内閣は同省の在留日本人保護を理由に派兵声明を発した（山東出兵）。
6月27日から7月7日にかけては東京で東方会議が開かれ、出先の軍人・外交官・行政官によって中国情勢の検討がなされたが、満蒙政策については、奉天派軍閥の領袖、張作霖を排除して傀儡政権を満洲に作るべしとする意見と張作霖勢力とは連携して日本の満蒙権益を維持・拡大しようという意見とに大きく分かれていた。前者には後に張作霖を爆殺して満洲占領を実行にうつそうという関東軍の一派がふくまれており、後者の意見は田中義一首相兼外相や陸軍省首脳部のものであった。大陸政策に深くかかわっていた実業家出身の衆議院議員（当時はまだ当選2回）、山本条太郎は後者の意見に立っており、田中首相は東方会議ののち、山本を満鉄社長に任じた。山本条太郎は大胆な改革を行い「満鉄中興の祖」ともいわれた。副社長には山本の腹心の松岡洋右が就任した。
山本は、三井物産上海支店で貿易の手腕を発揮し、1901年には上海支店長に就任、帰国後は三井物産理事、常務取締役を歴任したのち、1920年には立憲政友会に入党して衆院選挙に立候補して当選し、1927年には政友会幹事長となった切れ者であった。山本の持論は「産業立国論」であり、人口問題、食糧問題、金融恐慌、失業問題の解決のため、「満蒙分離」を条件に、鉄道網の拡充を柱とした満洲開発の推進を唱えた。そのうえで、満洲を農業、鉱工業、移民の受け入れ地とすべく、満鉄を活用しようとした。具体的には、製鉄事業と製油事業の充実、マグネシウム・アルミニウム関連工業ならびに肥料工業の振興、さらに移民拓殖を推し進める一方、「経済化」と「実務化」をスローガンに関連企業の統廃合を図って経営合理化を進めた。さらに山本は松岡副社長ともに満鉄敷設問題を具体化し、
* 吉会線 … 敦化から老頭溝を経て図們江（豆満江）に至る線
* 長大線 … 長春から大賚（現、大安市）に至る線
* 吉五線 … 吉林から五常に至る線
* 延海線 … 延吉から海林に至る線
* 洮索線 … 洮南から索倫鎮（ソロン鎮）に至る線
の計5線の敷設を張作霖との交渉を通じて基本合意を実現した。当時、張作霖は北京にあって南方の軍閥や蔣介石と戦闘しており、山本と松岡は北京を訪ねて新線敷設の折衝を行ったが、張作霖はのらりくらりと交渉の引き延ばしを図り、ようやく山本らの要求を呑んで鉄道工事の許可を出した。しかし、この件は細目の交渉をこれから進めようという段になって張作霖その人が亡くなってしまうのである。

### 張作霖爆殺事件

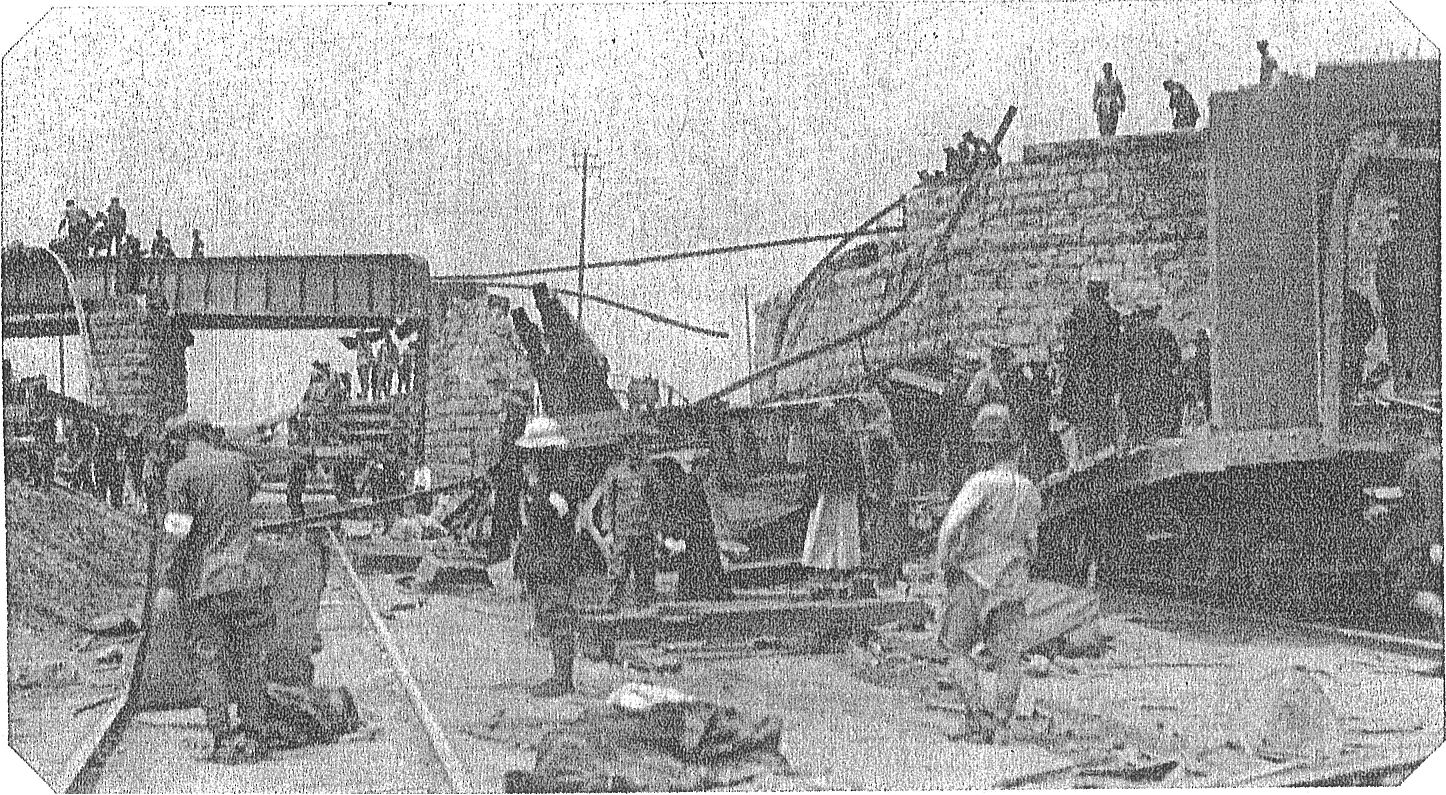
張作霖爆殺事件の現場

1928年（昭和3年）6月4日、張作霖を乗せた専用列車が奉天郊外のクロス地点（京奉線と満鉄線の立体交叉点）付近で爆破され、北京から奉天に帰るため乗車していた張作霖が重傷を負い、2日後に死亡した（張作霖爆殺事件）。張作霖の爆殺を企てたのは、関東軍の高級参謀河本大作大佐、実行したのは独立守備隊の東宮鉄男らであった。河本らは張作霖を殺害して、父親との不和が噂されていた張学良を擁立しようとした。東宮は中国人の苦力2人を殺害し、爆破を北伐軍の犯行とみせかけようとした。
当時「満洲某重大事件」と呼ばれたこの事件の処理について、田中義一首相は元老の西園寺公望らの意向を入れて真相を究明し、陸軍軍人の関与が確認されたら厳しく処断するつもりであり、昭和天皇にも当初そのように上奏した。白川義則陸相も田中の意を受けて事件の真相を明らかにして処分しようと動いた。しかし、上原勇作や閑院宮載仁親王の両元帥はじめ陸軍の長老や他の陸軍首脳は田中・白川の方針に反対であり、白川は結局、張作霖の列車が爆破された線路の守備の責任のみを問う行政処分にとどめることを陸軍の総意とすることとした。田中内閣の他の閣僚も、田中の方針に反対したので、田中もその圧力に抗しきれず、最終的には、行政処分のみにとどめる方針に転じた。昭和天皇は、この田中の変化に強い不信をいだき、牧野伸顕や鈴木貫太郎にも諮問したうえで田中首相を問責した。
満洲の張作霖と中国本土の蔣介石という両反共政権による中国分割を前提に、その双方と交渉しつつ日本の権益を擁護するというのが、田中の「等距離外交」（服部龍二）であった。しかし、この外交路線は爆殺事件によって崩壊した。張作霖の子息、張学良は父親の死の事実を隠し通し、冷静に対処して時間を稼ぎながら体制を立て直し、奉天軍閥を率いる父の後継者に就任するという離れ業をやってのけた。彼は、父を暗殺した関東軍に対する憎しみと、蔣介石が進める北伐が新時代の要請であるという認識に立脚していたと考えられる。彼は、蔣介石の国民政府と妥協する路線をとったのであり、国民政府側も張学良を東北政務委員会主席委員に任命して、張学良政権を満洲においてある程度自立的存在であることを認める方針をとった。1928年12月、張学良は国民政府の青天白日旗を掲げて易幟を行った。これにより日本側には、いわゆる「満蒙権益」について交渉する相手が誰であるかという問題が生じてくる。実際に張学良は、当時日本との間で最大の懸案事項となっていた鉄道交渉を、日本側の圧力をかわすため中央政府交渉に移管させようとしており、蔣介石側もそれに応じた。さらに張学良は、張作霖時代からの幕僚で親日派の巨頭だった楊宇霆と常蔭槐を1929年1月に暗殺して親日派を一掃した。田中外交は、こうして完全に行き詰まってしまったのである。
爆殺事件の後、山本条太郎は臨時経済調査委員会を発足させ、これを既存の満鉄調査部と並存させつつも、より実際の立案にかかわる調査活動を委託せしめた。1929年6月20日、満鉄には再び理事会が設置され、トップの役職名は総裁に戻された。1929年7月、田中は首相を辞任した。山本は田中という後ろ盾を失ったこともあり、8月14日、満鉄総裁の座をおりた。新しい総裁には仙石貢が就任した。
一方、張作霖爆殺事件から4か月後、1928年10月には陸軍大学校兵学教官であった石原莞爾中佐が関東軍参謀に着任した。石原は着任後1年以内に「満蒙領有」の構想を固めたと考えられる。1929年5月には板垣征四郎が河本大作後任の高級参謀として着任した。板垣を迎えた7月、石原らは「対ソ作戦計画の研究」と題する参謀の「北満旅行」を実施し、約2週間で長春、ハルビンからハイラル、満洲里、洮南の各地をまわった。この旅行のなかで、石原は「戦争史大観」の講義をおこない、板垣はこれに強く共鳴したといわれる。また石原は旅行中、「国運転回の根本国策たる満蒙問題解決案」を一行に示した。これは日本国内不安除去のためにも、多数の中国民衆のためにも満蒙問題の積極的解決が必要で、これは日本の満蒙領有によって実現するが、そのためには対米戦争も賭さなけれならないというものであった。さらに石原は、満洲里において「関東軍満蒙領有計画」を一同に示した。それによれば、長春もしくはハルビンに総督府を置き、大・中将を総督とする軍政を布いて、「日本人は大規模の企業及智能を用うる事業に、朝鮮人は水田の開拓に、支那人は小商業労働に、各々其能力を発揮し共存共栄の実を挙ぐべし」というものであった。石原が自身の構想を満鉄部内に持ち込んだのは、1930年3月の満鉄調査部での講話のレジュメが満洲領有計画構想そのものであったことからも知られる。石原は関東軍の調査機能が不十分であったところから、満鉄調査部に調査協力を要請していたのである。

## 満洲事変と満鉄改組
田中外交が行き詰まりをみせるなか、関東軍においては石原莞爾を中心に満蒙領有論が具体化されつつあった。もとより、これ以前にも対華21か条要求の際の明石元二郎などのように陸軍部内で領有論が唱えられたことはあったが、石原のそれは行政組織のあり方にまで踏み込んだものであり、具体性においても計画性においても従前の比ではなかった。石原の満蒙領有論は元来、世界最終戦論を念頭に置く限りにおいて、満洲プラス中国本土領有論なのであって、それ抜きには長期持久戦を戦い抜くだけの自給自足体制は確立しえないものである。一方、関東軍内部には「門戸開放、機会均等主義を尊重」しながら、事を進めるべきだとの論もあり、この論を唱えていた中心人物が板垣征四郎であった。板垣の見解は、事変の長期化によって満蒙領有論の後退し、代わって独立国家樹立論が台頭するにおよんで、次第にその発言力を増していった。

### 満鉄包囲網と世界恐慌
1929年秋に始まった世界恐慌は日本に深刻な影響をもたらしたのみならず、満洲にも多大な影響を及ぼした。恐慌により満鉄の営業成績が著しく悪化したことに加え、中国側は満鉄並行鉄道の建設を計画しており、もし、これが実現すると満鉄経由の貨物輸送がさらに減少し、経営は危機的状況に陥ることが懸念された。なお、中国では、1930年5月から、蔣介石と反蔣介石連合との間で中原大戦が始まっているが、その帰趨を決したのは張作霖の後継者、張学良であった。1930年9月、閻錫山のもとに汪兆銘・馮玉祥など反蔣の人々が立場を越えて集まり政権を成立させたが、反蔣の立場から期待されていた満洲の張学良は9月18日、蔣介石支持の立場を鮮明にしたのである。張学良は、国民政府との協議のなかで、東北政務委員会と東北交通委員会は、中央集権の強化を目指す立場には反しているとはしながらも、その存続を主張して蔣介石から了解を得ていた。

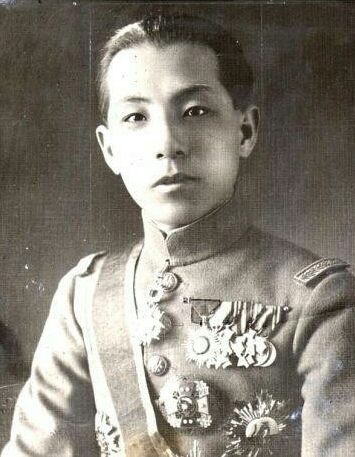
張学良

東北交通委員会は、日本の満洲権益の中核である満鉄を中国鉄道で包囲し、満洲中の貨物を満鉄から奪還し、満鉄の機能を麻痺させる計画を立てていた。すなわち、満鉄をはさむ東西の2大幹線を建設し、これを北平（北京） - 奉天間に集中させて、そのルート上に新たに築港して連絡させるならば、満鉄を包囲してその死命を制するのみならず、ソ連の権益鉄道である東支鉄道（東清鉄道）にも重大な脅威を与えることができるという構想である。資金調達は官民合弁で、なおも不足する場合には、鉄道が外国支配を招かないよう厳しい条件を付したうえで外国資本（特にアメリカ資本、ドイツ資本）を受け容れることとした。すでに7月より錦州南方の葫蘆島ではドイツ資本による大規模な海龍地区の港湾建設工事が始まっていた。東北交通委員会が計画する2大幹線が完成すれば、満洲南北の要地から中国鉄道を経由して葫蘆島へ至る距離は、満鉄利用で大連に行くのに比べて著しく短縮されるため、満鉄にとって一大脅威となることは充分に予想された。すでに完成している中国鉄道は、北寧（北平‐奉天）、奉海（奉天 - 海龍）、吉海（吉林 - 海龍）、吉敦（吉林 - 敦化）の東4線、北寧、四洮（四平街 - 洮南）、洮昴（洮南 - 昴昴渓）、斉克（チチハル - 克山）の西4線は連絡運転を開始しており、このうち、奉海・吉海の両線については連絡割引を実施するなど、満鉄圧迫策を強めた。
世界恐慌の影響は満洲においても端的にあらわれ、たとえば1930年（昭和5年）度に大連港で扱った輸出入貨物は、前年度に比べて輸出約200万トン、輸入約50万トン減少した。これは、当然満鉄の輸送収入を悪化させ、満鉄の鉄道事業の収益は前年の3分の1に落ち込み、2,000人の従業員の解雇を余儀なくされた。さらに、長期的に低落していた銀相場が1930年に入って暴落したことも、銀建運賃をとっていた中国鉄道には有利である反面、金建運賃をとっていた満鉄には大きな痛手であった。すなわち、銀貨国において金建運賃を採用している満鉄にあっては、銀暴落は必然的に運賃高騰を招くのであって、安価なライバル線に貨物輸送が奪われるのは当然のことだったのである。
世界恐慌、銀安、満鉄包囲網といった悪条件が重なり、1930年以降の満鉄をめぐる情勢は深刻なものとなっていった。1930年の国勢調査では、関東州と南満洲鉄道付属地帯（満鉄付属地）に居住する日本人は、それぞれ10万人を超えていた。在満日本人22万8,000の大部分は満鉄附属地に重し、満鉄ならびにその付属会社に直接間接に依存して生計を立てていたのである。
浜口雄幸内閣の外相、幣原喜重郎は、北伐以後の国権回復運動が満鉄包囲網の形成へと向かうことで「満鉄を死地に陥れ」るものとなるという危機感をもち、1930年11月上旬、対満鉄道交渉方針を打ち立て、懸案事項に関する大幅な譲歩方針を決定した。つまり、田中内閣のときの山本・張作霖協定5鉄道のうち、正式請負契約の未だ成立していない3鉄道、すなわち吉五線（吉林 - 五常）、延海線（延吉 - 海林）、洮索線（洮南 - 索倫鎮）についてはすべて中国の自弁敷設に任せることとし、正式契約の成立している2路線についても、長大線（長春 - 大賚）は中国が自弁鉄道を敷設するよう努め、吉会線については敦化-老頭溝間のみを日本が敷設し、老頭溝-図們江に関しては当分権利を留保するにとどめることとして、中国側の国権回復熱の沈静化を図ろうとしたのである。ただし、中国側が敷設を予定している鉄道のうち満鉄にとって致命的と考えられる、鄭家屯 - 長春、鄭家屯 - 彰武、洮南 - ハルビン、洮南 - 通遼については、その敷設を阻止するためにあらゆる手段を講じることとした。そして、これまで満鉄平行線として抗議してきた吉海線（上述）と打通線（打虎山 - 通遼）については、永続的な連絡協定が満鉄と中国鉄道とのあいだで結ばれることを条件に抗議を撤回することとした。幣原の案は必ずしも全面的な妥協ではなかったが、山本・張協定からみれば甚だしい後退であり、また平行線の吉海・打通への異議を撤回する一方で洮南-通遼などの建設を絶対阻止しうるかについては甚だ疑問であると言わざるを得ず、全面的後退を余儀なくされることも考えられた。幣原の方針は、11月14日付の訓令によって重光葵駐華代理公使に伝えられた。

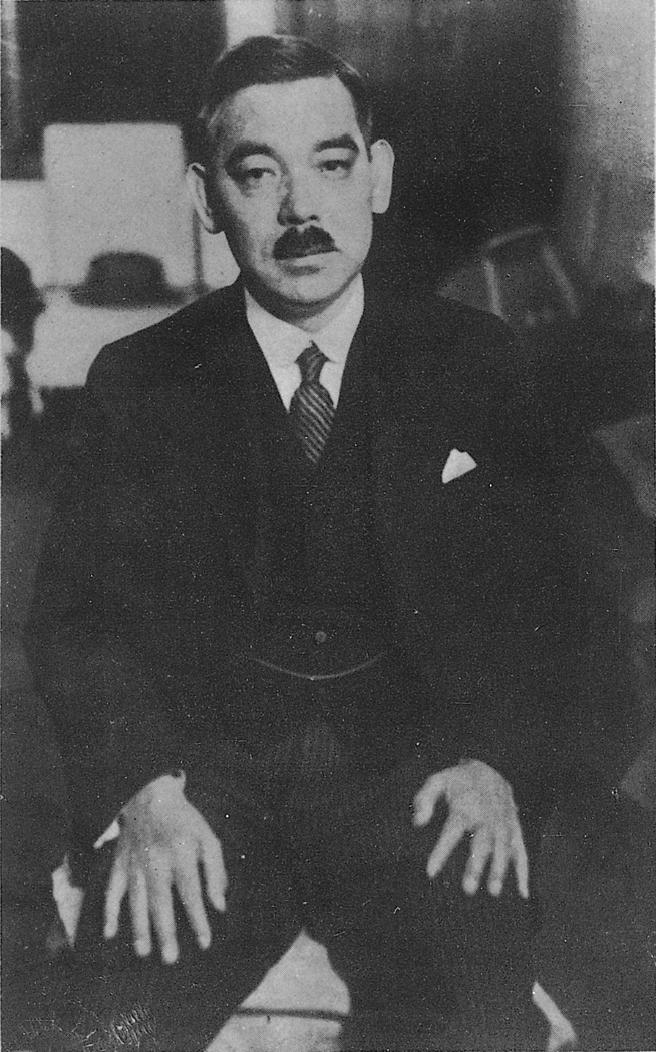
「満洲の弐キ参スケ」のひとり、松岡洋右

1931年（昭和6年）1月、前満鉄副総裁で政友会代議士の松岡洋右は帝国議会で「満蒙はわが国の生命線である」と述べて満蒙の重要性を強調した。松岡によれば、満蒙に日本が勢力を張るに至ったのは、中国が朝鮮の独立に脅威を与え、ロシアが日本の存立を脅かしたからであり、それを日本は日清・日露の両戦争を勝ち抜いたことで満蒙権益が認められたのであるとした。しかるに、現在の満蒙は国民の経済的自立にとって欠かせない地域となっているにもかかわらず、国防上の危機にさらされているとして幣原外交を「軟弱」と批判して、武力による強硬な解決を主張した。

### 満洲事変

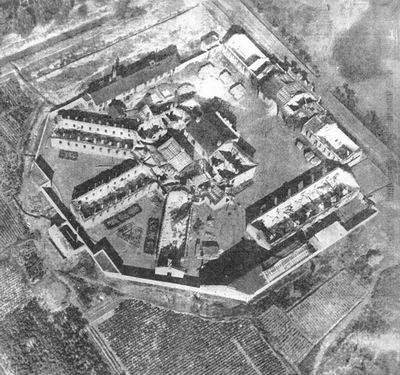
1931年9月18日から19日にかけて関東軍（独立守備隊）の攻撃をうけた北大営

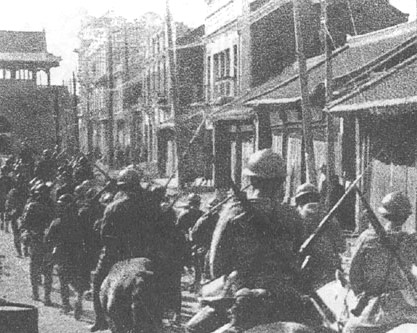
日本陸軍第2師団の奉天入城（1931年9月18日）

1931年9月18日、関東軍は、張学良が北平に滞在し、奉天軍閥の主力が長城以南に結集、さらに残存留守部隊が東三省に分散配置されていた間隙をぬって、奉天郊外柳条湖で満鉄線路爆破事件（柳条湖事件）を引き起こした。そして、それを中国側の仕業と発表して懸案の満洲占領作戦を実行にうつした。関東軍の作戦計画は、各部隊を迅速に奉天に集中させ、戦闘開始の劈頭で東北軍主力を叩き、その権力中枢を麻痺させようというもので、そうすれば四分五裂する張学良軍を攻撃したり、買収したりするのは比較的容易であり、こうした硬軟さまざまな手段を駆使して各個撃破をめざすという考えであった。いずれにしても、関東軍は第2師団と独立守備隊から成る公称1万余（実際は8,800）の少数兵力をもって、留守部隊とはいえ戦車、航空機、重火器、若干の毒ガス兵器を装備した張学良軍20万余と対峙したのである。関東軍は野戦訓練を重ね、24センチ榴弾砲を秘密裏に奉天に運び入れて夜襲と威嚇射撃により相手の虚を突く軍事行動を展開した。実際、榴弾砲の轟音と地響きとは、東北軍のみならず奉天市民を恐怖に陥れたのであった。北平にあった張学良は日本軍の挑発に乗らないよう無抵抗を指示し、そのため奉天軍の軍事拠点であった北大営と奉天城は短期間で占領された。攻撃命令を下したのは、板垣征四郎大佐であった。
柳条湖事件勃発のときから政府は陸軍の謀略であることを強く疑っており、9月19日の本庄繁関東軍総司令官からの増援要求も一蹴されていた。閣議でも不拡大方針が確認され、幣原喜重郎外相や井上準之助蔵相が南次郎陸相に対し、部隊の原駐地への帰還を強く迫った。そこで関東軍は吉長線経由で吉林に第2師団主力を送り込み、わざと奉天の警備を手薄にして朝鮮軍に来援を要請したが、9月19日、金谷範三参謀総長は出兵を制止した。
関東軍は9月21日には吉林を占領し、同日、かねてより来援を要請されていた林銑十郎を司令官とする朝鮮軍が独断で鴨緑江をわたり、満洲に入った。本来、国境を越えての出兵は軍の統帥権を有する天皇の許可が必要だったはずだが、林はその規定を無視した。そして9月28日までには袁金鎧を奉天地方維持委員会委員長に、煕洽を吉林省長官に誘い出して彼らを用いて奉天省・吉林省の張学良からの独立を宣言させた。黒竜江省の占領もねらったが、早期の占領は無理と判断すると黒竜江省首席代表の馬占山とは妥協し、北部満洲の治安の安定を図った。当時の満鉄総裁であった内田康哉以下の満鉄首脳は当初、事変の不拡大を望んでいたが、理事の中で唯一、事変拡大派であった十河信二の周旋で内田が本庄司令官と面談すると、内田は急進的な事変拡大派に転向し、満鉄は上から下まで事変に協力することとなった。
ところが、満洲情勢は混迷の一途をたどっていた。関東軍の一撃は確かに奉天軍閥を麻痺させることには成功したが、それは満洲土着の「馬賊」や「匪賊」の跳梁を促し、これに東北軍の敗残兵が加わることによって内陸部はもとより満鉄沿線の治安も悪化の一途をたどり、ハルビン占領はおろか関東軍はその主力を満鉄沿線にとどめて治安維持にかかりきりになるような有り様だったのである。加えて、敗残兵による在満朝鮮人虐殺事件が連日報じられており、鉄道付属地には内陸部から避難した在満朝鮮人が陸続となだれ込んで、深刻な事態となっていた。若槻禮次郎内閣はしかし、ここに至っても慎重であり、なおも増派を認めなかった。
手詰まり状態に陥った石原がここで考えたのが、張学良の対満反攻拠点であった錦州への空爆である。10月8日、石原莞爾は本庄に無断で錦州軍政府に爆撃を加えた（錦州爆撃）。錦州爆撃は規模としては小さいものであったし、また、これによって軍政府が機能しなくなったわけでもなかったが、国際社会はこの事件に大きな衝撃を受けた。天津の支那駐屯軍は、今度は自分たちの出番だと色めきだって錦州への南方からの陸路侵攻を図ったが、南と金谷はこれに機敏に動き、厳しい制止と増派の不可を宣して支那駐屯軍の暴走はひとまず食い止められた。12月初旬頃の関東軍の作戦行動は南北ともに行き詰まっており、昭和天皇の事変不拡大の意思も固かった。第2次若槻内閣と参謀本部は連携して関東軍の策動を抑え込んでいた。国際連盟の論調も風向きが変わり、極東における安定勢力は結局日本なのだから、しばらく日本の力により満洲の無政府状態を収拾するほかないとして、ジュネーヴでは満洲の委任統治構想が急浮上していた。英仏伊の3国は錦州一帯に中立地帯を設定し、そこに国際警察軍のような組織を進駐させるという打開策の提示に動き始めていた。こうした状況を受けて若槻内閣は、奉天に内田満鉄総裁を委員長とする「満洲対策協議委員会」を設置して、本国政府の意向を出先に周知徹底させるためのシステムを満鉄を中心に作り上げようとした。こうして、事態は政党内閣によって収拾されつつあるようにみえた。
しかし、アメリカ合衆国のヘンリー・スティムソン国務長官の記者発表によって事態が急転する。スティムソンは、アメリカ駐日大使を経由した幣原外相談として今後関東軍の錦州攻撃は行われないであろうとの談話を発表するが、これが日本国内のメディアで報道されるや、幣原は外国の政権担当者に軍事作戦を約束しており、これは統帥権干犯にあたるとして猛烈な反発を招いたのである
。皇道派、平沼騏一郎らの流れを汲む右派、関東軍の行動を支持していた人びとはこぞって幣原を攻撃し、幣原・南・金谷の求心力は低下した。動揺した若槻内閣は結局、12月に退陣した。

### 満洲国の成立と満鉄

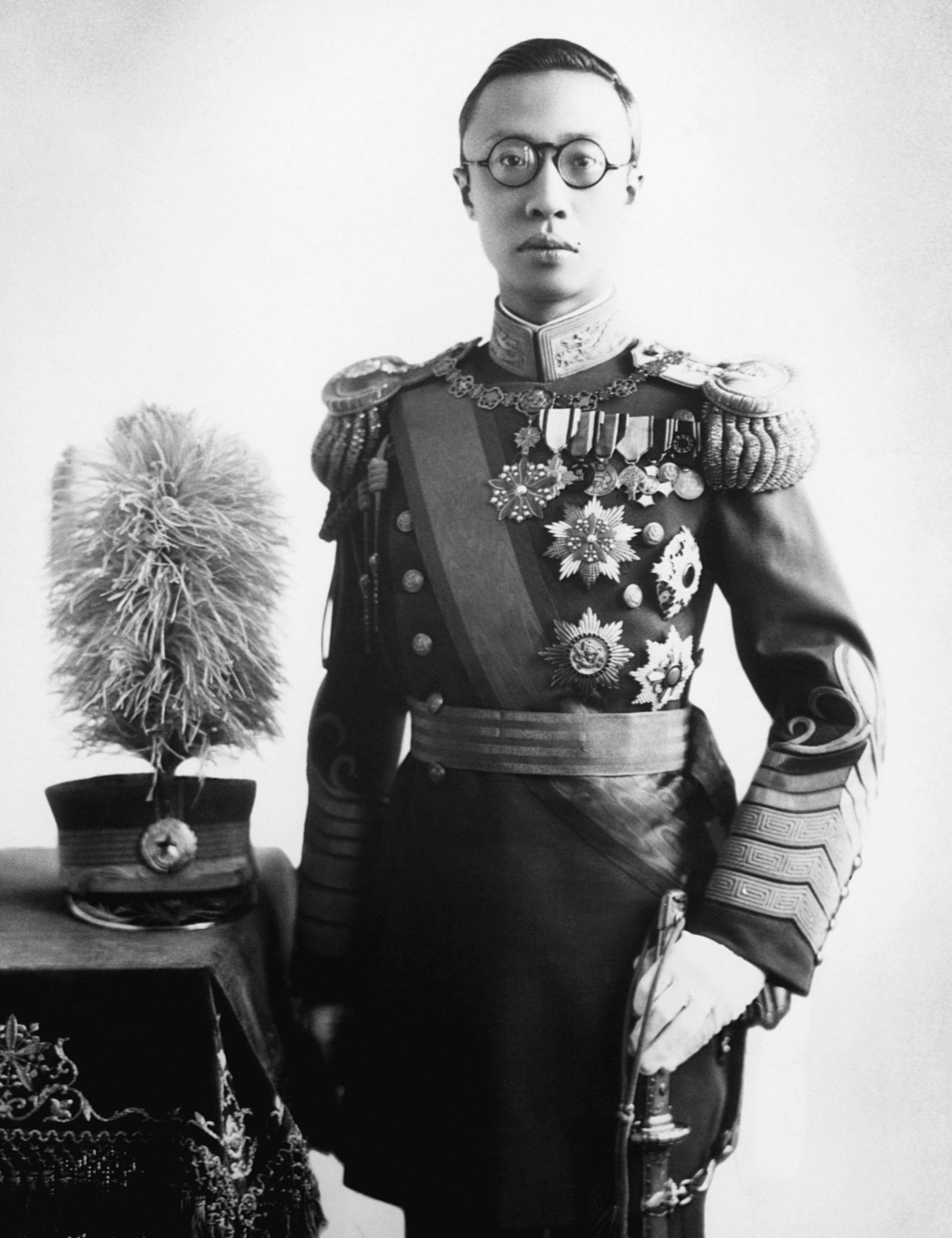
満洲国執政となった愛新覚羅溥儀

第2次若槻内閣総辞職によって、立憲政友会の犬養毅に大命が下される一方、「死に体」だった関東軍は息を吹き返した。関東軍は1932年2月までに東三省のほとんどを占領し、2月5日のハルビン占領と7日以降の馬占山協力の姿勢をみて満洲独立政権の動きが急激に高まった。東三省の要人たちは本庄繁関東軍総司令官を訪問し、満洲新政権に関する協議をはじめた。関東軍は、2月16日、奉天に黒竜江省長張景恵、奉天省長臧式毅、吉林省長煕洽、そして馬占山の「四巨頭」を集めて張景恵を委員長とする東北行政委員会を組織し、そこでは馬占山が黒竜江省長官に任命された。2月18日、「党国政府と関係を脱離し東北省区は完全に独立せり」という、満洲の中国国民党政府からの分離独立が宣言された。そして2月24日、元首の称号は「執政」、国号は「満洲国」、国旗は「新五色旗」、元号は「大同」の基本構想が立てられた。
1932年3月1日、張景恵宅において、上記「四巨頭」に熱河省の湯玉麟、内モンゴルのジェリム盟長チメトセムピル、ホロンバイル副都統の凌陞を加えた東北行政委員会が開かれ、清朝の廃帝愛新覚羅溥儀を執政とする満洲国の建国が宣言された。満洲国の首都は長春が選ばれて「新京」と命名され、国務院総理（首相）には鄭孝胥が就任した。人口3,400万人、面積は現在の日本の約3倍の115万平方キロメートル、「五族共和」のスローガンが掲げられたものの、事実上の支配権は関東軍の手にある傀儡国家であった。なお、北岡伸一によれば、傀儡国家とは、世界史的には日本が最初に発明したものだといわれているという。
3月10日、溥儀と鄭孝胥の間で秘密協定が結ばれ、満洲国の国防・治安維持費用は満洲国政府が負担すること、満洲国の鉄道その他社会資本は日本が管理すること、日本が必要とする各種施設は満洲国が準備すること、官吏に日本人を採用し、選任は関東軍司令官の推薦に委ねることが合意された。これは、のちの日満議定書で確認されることとなった。
満洲での戦火は上海にも拡大されて激しい戦いが続いたが、列国の強い抗議もあって5月には停戦した。この戦闘（第1次上海事変）は、上海在住の外国人に強い影響をあたえ、当時アメリカ国内を旅行していた清沢洌は、上海事変以降、アメリカ人の対日感情が急に厳しくなったと書き記している。比較的冷静だったイギリスの態度も上海事変で大きく変化した。
犬養内閣はまた、積極外交を方針とする政友会中心の内閣であったが、それでも満洲国を即座には承認しなかった。3月12日、犬養は「満洲国承認に容易に行わざる件」を天皇に上奏し、天皇もそれを喜んだ。犬養首相はしかし、この2か月後に五・一五事件で暗殺され、これにより戦前の政党内閣は幕を閉じた。これに対し、広範な大衆的抗議は起こらなかったのみならず、世論は青年将校たちの純粋な動機に反応し、膨大な助命嘆願が寄せられたのであった。後継首相は斎藤実であった。斎藤内閣は政友会・民政党からの入閣を得て「挙国一致内閣」として成立したが、世論は満洲事変を熱狂的に支持しており、斎藤も1932年9月には日満議定書を結んで満洲国の承認に踏み切った。

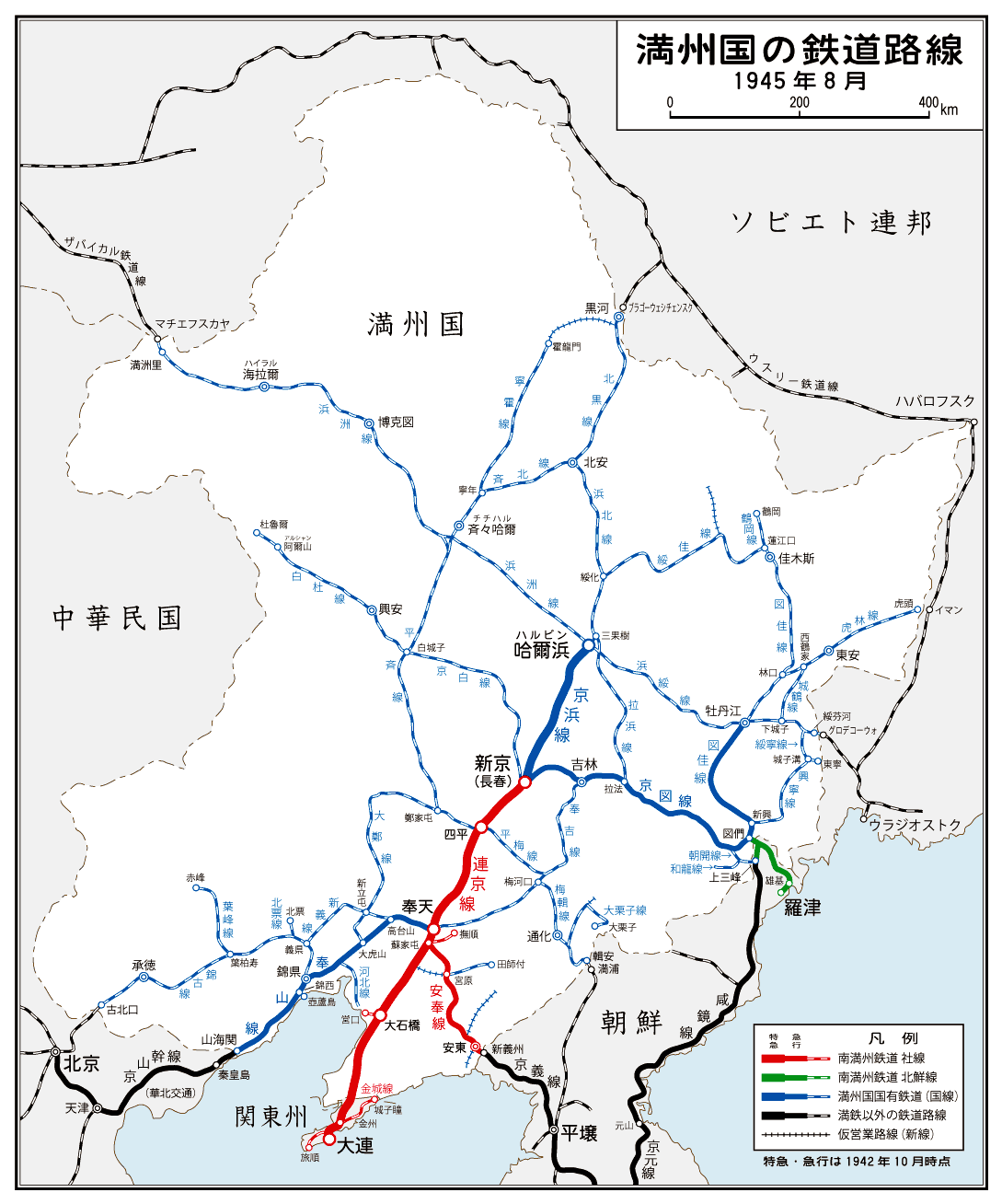
1945年における満洲国の鉄道路線図（赤-社線、緑-北鮮線、青-国線）

1932年4月、軍部に批判的だった江口定条副総裁は憲政会に近いこともあって解任され、これを知らなかった内田康哉総裁が辞表を提出する事態となったが、内田は軍部の慰留を受けて辞任を撤回した。内田は、この年の7月、斎藤内閣の外務大臣に就任するため満鉄総裁を転出し、林博太郎が新総裁となった。
1932年8月8日、関東軍首脳に人事異動があり、軍司令官に武藤信義大将、軍参謀長に小磯国昭中将、参謀副長に岡村寧次少将が就任し、高級参謀板垣征四郎は関東軍司令部付に、同参謀石原莞爾は参謀本部付に転じた。満鉄の監督官庁は満洲国建国以後、日本の在満洲国特命全権大使であったが、この8月8日をもって関東軍司令官が在満全権大使と関東庁長官を兼任することとなり、その権限は飛躍的に拡大した。関東軍はまた、極東ソ連軍の増強に対抗すべく、わずか1個師団であった戦力が急速に拡大された。こうして満鉄は事実上、関東軍の支配下に入った。関東軍のなかには、これを機に満鉄の組織を徹底的に改編しようという構想が培われていった。
1932年中、満鉄は関東軍の作戦範囲の拡大に応じて装甲列車を走らせるなど、作戦鉄道としての機能が全面的に発揮された。また、3月の満洲国成立以降、中国東北にあった国有鉄道は満洲国政府が管轄することとなった。
1933年2月9日、満洲国管轄下の鉄道（満洲国国有鉄道）は、南満洲鉄道が満洲国政府に対して供与する借款の担保というかたちで、満鉄が経営を委託された。委託経営することとなった既設の鉄道は2,939.1キロメートルであった。3月1日から委託経営が実施され、満鉄は奉天に鉄路総局を設置した。満鉄には鉄道新設の権限もあたえられ、同日、鉄道建設局を大連の本社内に置いた。これによって満鉄が本来所有する路線を「社線」、国鉄線（満洲国国有鉄道の路線）を「国線」と呼ぶようになった。こののち新線建設の計画が実施されたのは、長春 - 大賚 - 洮安間など旧来から懸案となっていた路線や、関東軍が対ソ作戦のために必要と認めた東満や北満の鉄道網であった。
なお、国内では1933年、日本共産党の最高幹部だった佐野学と鍋山貞親が獄中より転向声明を発したが、これを機に左翼人士の大量転向が現れた。かれら転向者には、統制経済や国家官僚を通じた計画経済に新たな期待を寄せ、国家社会主義をとなえる者が多かった。新国家満洲に新たな理想を求めた転向者も多かったため、満鉄には左翼運動からの転向者が数多く流れた。

### 北満鉄路の接収と「あじあ号」の登場
従来の中東鉄道については、満洲国建国後の1933年5月30日、ソ連と満洲国との合弁事業となったが、満鉄ではこの鉄道を「北満鉄路」と称した。北満鉄路は、ソ連から有償で譲り受け、完全に満洲国の国有鉄道に移管する方針が立てられ、同年6月26日より譲受の交渉が始まった。北満鉄路（中東鉄道）側は、周囲に満洲国国有鉄道の線路網が張りめぐらされて経営困難になっていたのである。ソ連側から北満鉄路の譲渡が打診され、満ソ両国代表にオブザーバーとして日本政府代表が参加したが、譲渡価格がソ連側2億5000万ルーブル（6億2500万円）に対し、満洲国側が5000万円でまったく折り合わなかった。結局、1年以上の交渉を経て1934年9月21日に譲渡価格1億4000万円、ソ連側退職者の資金3000万円の計1億7000万円で妥結し、1935年1月22日に細目協定が成立、同年3月11日に仮調印、3月23日には譲渡協定のほか債務にかかわる満ソ秘密議定書、最終議定書など5件の正式調印を完了して北満鉄路全線の接収がなされた。接収した鉄道線路の総延長は1,732.8キロメートルであった。
ソ連より接収した北満鉄路の軌間は5フィートであったため、標準軌に改軌する工事が必要で、新京・ハルビン間は1935年8月22日に着手し、29日に準備終了、30日の運転が終了後に作業を開始し、終了予定は翌日8時だったが全部の作業を7時50分に終了して試運転もおこない、ただちに平常業務がなされた。作業参加人員は2,508名、通信設備その他の切り替えもこの時なされ、この工事は満鉄の技術力を示すものとして高く評価された。

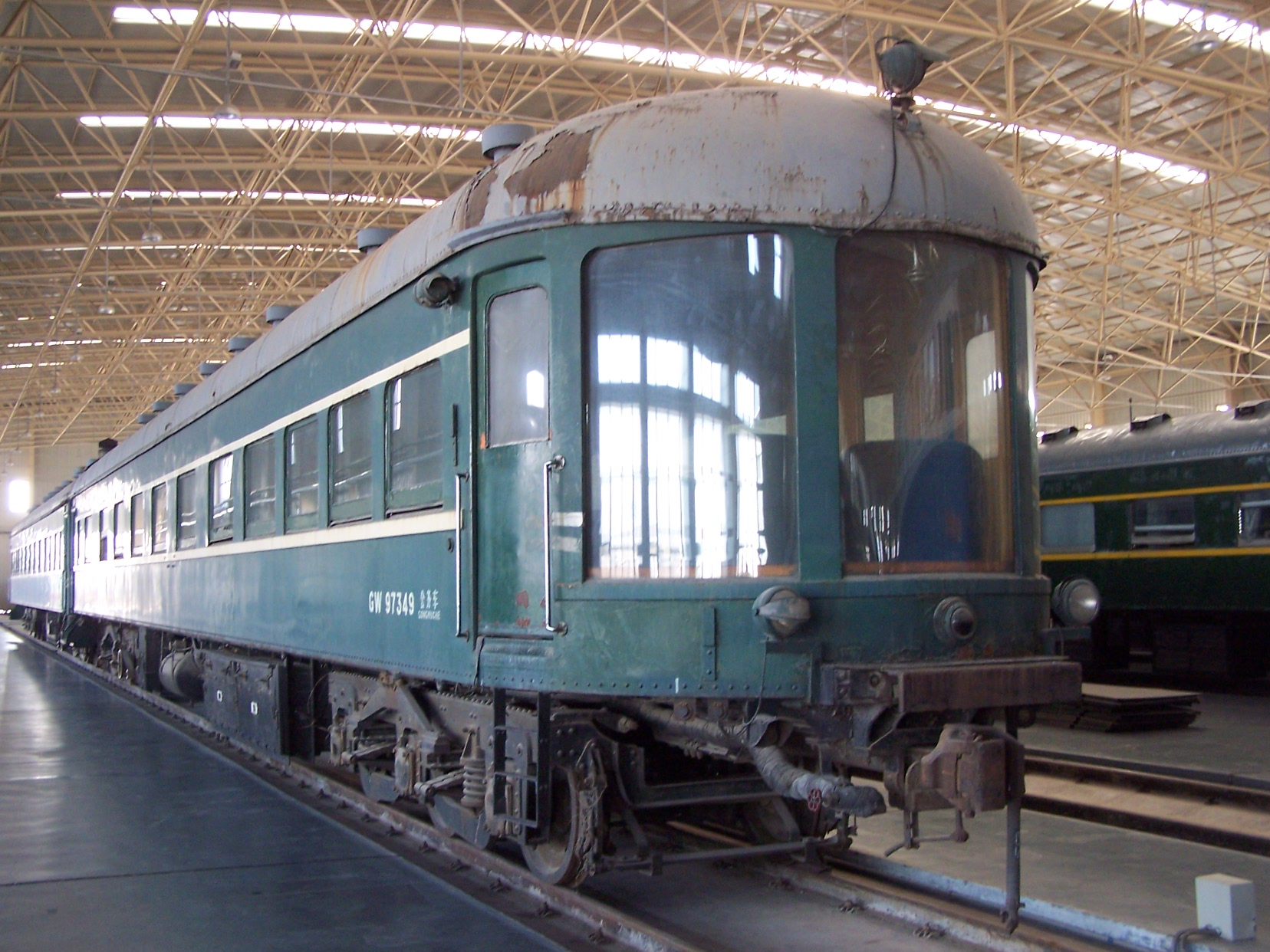
北京の中国鉄道博物館に展示されている展望車。「あじあ」で使用されたテンイ8形ではなく「大陸」用のテンイネ2形ではあるが、同時代に同じ技術陣によって設計された姉妹車で、デザインや構造に共通点が多い。

1934年、大連 - 新京間に満鉄最初の特急「あじあ」が登場した。最高速度は110km/h、表定速度は82.5km/hで、日本国鉄の特急「つばめ」の平均速度66.8km/hを上回った。大連 - 新京（長春）間701.4キロメートルを8時間半でむすび、従来の急行よりも2時間も所要時間を短縮させた。北満鉄路接収後の1935年9月には運転区間は哈爾濱（ハルビン）まで延長された。
あじあ号の編成は前から順に手荷物郵便車、3等客車（定員88名）2両、食堂車、2等客車（定員68名）、展望1等客車（定員43名、うち展望1等社30名、展望室12名）の全6両編成で、前車両エア・コンディショナー完備であり、密閉式の二重窓を備えていた。食堂車は定員36名で、メニューは洋食が中心であったが、コースには和食も用意されており、「あじあカクテル」と命名された2種類のカクテルを飲むことができた。「あじあ」の名称は、30,066通の懸賞応募の中から決定されたものであった。また、編成最後尾の展望車後部には「あじあ」の列車名と、「亜細亜（アジア）」の「亜」を図案化し、太陽の光をモチーフにしたシンボルマークが掲げられていた。

### 満鉄改組

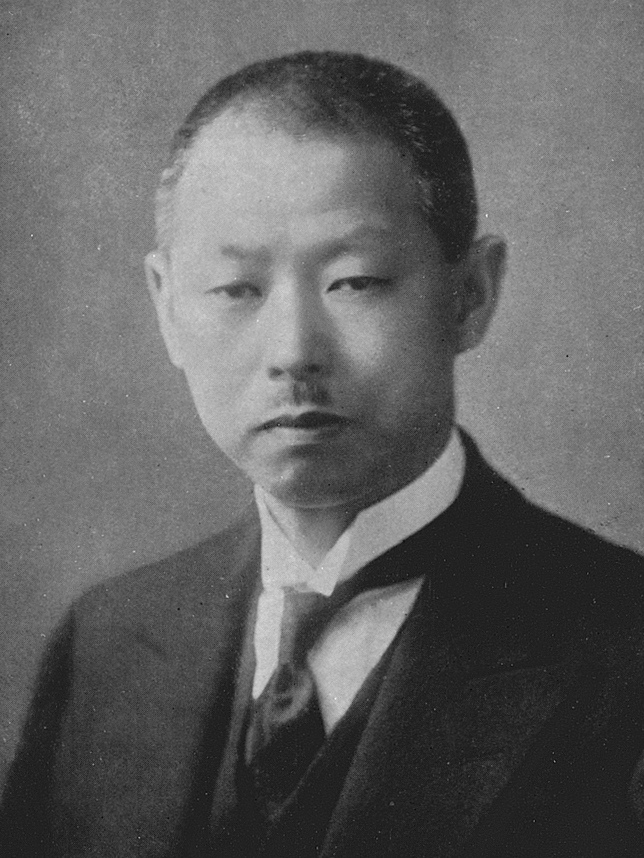
日産コンツェルンの鮎川義介総裁

満洲国成立当時の満鉄は、資本金4億4000万円、鉄道・港湾・炭鉱の三大事業に加えて附属地4万9000ヘクタールをかかえており、傍系会社は1936年までに77社に達していた。鉱山開発や森林開発は満洲国成立以前から進めており、なかでもは鞍山製鉄所を中心とする鉄鋼業と撫順炭坑を中心とする石炭については特に力を入れてきた。『満鉄コンツェルン読本』によれば、傍系会社の資本金は7億円を越え、満鉄の持株はその49.3パーセントに達した。
満洲国成立後は、満洲の経営の中心は満鉄から関東軍に移り、満洲国政府にも日本から高級官僚が送られてきて力を持つようになった。しかし、関東軍にとって満鉄だけが支配できない組織であった。満鉄を支配できなければ、満鉄が経営している工業部門を統制できないと考える人びとは、満洲国の経済における満鉄の独占的地位を問題とした。そこで、満鉄が支配している各種会社を満鉄から切り離して特殊会社とし、満鉄を鉄道と調査部門に特化させる方向が示された。1935年（康徳2年/昭和10年）には日満間で鉄道売却の協定が成立し、形式上は満洲国の所有に帰することとなった。こうしたなか、1935年より満鉄総裁となった松岡洋右は大調査部構想を掲げ、調査部門の強化を図った。満洲国の成立後は国策として満洲移民が奨励され「開拓地」が広がったことや対ソ防衛上の見地から北部や東部に向かう路線の建設に力を注がれた。北黒線や虎林線はその代表例である。満洲・朝鮮・日本の連絡強化も推進された。満蒙開拓団の入植地確保のため、関東軍の指示で用地買収を行なったのは満洲重工業開発（後述）の子会社の東亜勧業であった。
一方、満洲国における本格的な重工業開発は、1936年に始動した産業開発5か年計画に沿って行われた。それは25億円を投じて鉄鋼・石炭・兵器・自動車・飛行機などの重工業を重点的に育成することを目標としていた。この5か年計画を指導した中心人物が、戦後内閣総理大臣となった岸信介であった。岸は商工省の高級官僚であったが、日本政府が直接資本を投入することにはさまざまな制約があった。そこで、当時新興財閥と呼ばれた鮎川義介の日本産業株式会社（日産コンツェルン）を満洲に引き入れる方策がとられた。日産は、傘下に日産自動車、日立製作所、日本鉱業、日本化学工業など130社、従業員15万人を擁する一大コンツェルンであったが、それがそっくり満洲へと移転したのである。すでにシナ事変（日中戦争）の始まっていた1937年12月のことであり、社名も満洲重工業開発（通称、「満業」）に改めた。満業は2億2500万円を出資し、1938年3月、満鉄は鞍山製鉄所をはじめとする重工業部門を満業に提供した。こうして、満業には昭和製鋼所や満洲炭坑など、重工業のほとんどが集中した。

## 戦時下の満鉄

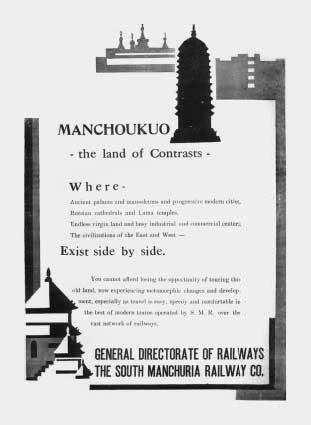
1937年の南満洲鉄道の宣伝パンフレット

### 鉄道総局への改組
満洲国成立後、本来の路線（社線）のほかに、満洲国が1935年にソ連から買収した北満鉄路を含む国線や北部朝鮮の一部の鉄道の運営と新線建設を受託し、営業キロ数を格段と伸ばしていった。これに対応するため満鉄は、1936年10月1日、鉄路総局・鉄路建設局、そして満鉄の鉄道部を全て統合し、奉天に「鉄道総局」を設置した。これは実質的な経営統合であり、満洲内の鉄道を統括する大事業者として君臨することを意味していた。満鉄と国鉄の経営統合は、関東軍の意向をくじくものであり、満洲の鉄道事業にさかんに干渉してくる関東軍に一矢報いる行動であった。また、従来は満鉄線と満洲国鉄線を区別していた市販の時刻表も「鉄道総局線」として同一に扱うようになった。

### 満蒙開拓団
満蒙開拓団の事業は、昭和恐慌で疲弊する内地農村を中国大陸への移民により救済すると唱える加藤完治らと屯田兵移民による満洲国維持と対ソ戦兵站地の形成を目指す関東軍により発案され、反対が強い中、試験移民として発足したものである。1936年（康徳3年/昭和11年）までの5年間は「試験的移民期」にあたり、年平均3000人の移民が日本より送りだされた。
1936年の二・二六事件により政治のヘゲモニーが政党から軍部に移り、高橋是清蔵相が暗殺されると、移民反対論も弱まり、広田弘毅内閣は、本事業を七大国策事業に位置づけ、「満洲開拓移民推進計画」を決議した。同年末には、先に関東軍作成の「満洲農業移民百万戸移住計画」をもとに「二十カ年百万戸送出計画」が策定された。これは、1936年から1956年の間に500万人の日本人を移住させるとともに、20年間に移民住居を100万戸建設するという計画であった。日本政府は、1936年には2万人の家族移住者を送り込んだ。移住責任者は加藤完治で、業務を担っていたのは満洲拓殖公社であった。

### 人員削減
1937年時点の満鉄の従業員数は、満州事変の動員、鉄道網の拡充による採用増などにより大幅な増加を見せていた。当時の鉄道従業員の数として内地13.5人（/km）に対し満鉄22人（/km）と過剰な人員を抱えていることは明らかであり、定年制が撤廃されていたことから職員の自然減は望めない状況にあった。松岡総裁は1938年5月1日付けをもって社員数11万人のうち永年勤続社員、定年超過社員の整理解雇、参事級以上の上層部に勇退を求めることにより約2800人が会社を離れることとなった。なお、歴代総裁も就任直後は社内の改革として社員の解雇を行っており、仙石総裁時代に約800人、内田総裁時代に約2700人が解雇されている。

### 日中戦争の勃発

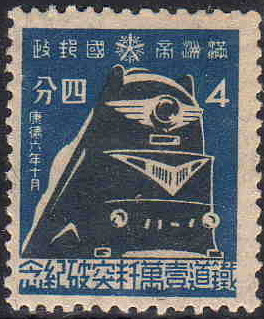
鉄道壱万粁突破紀念切手（1939年10月21日発行）

1937年7月の日中戦争開始後は華北に広がった日本軍占領地域との一体化を企図しての路線も建設された。1938年に開通した錦古線は、金峯寺 - 古北口を結ぶ路線で、京奉線を経由することなく関内と関外を結ぶ新路線であった。
一方開拓移民は、日中戦争の拡大により国家総力戦体制が拡大し内地の農村労働力が不足するようになると、成人の移民希望者が激減した。しかし、国策としての送出計画は何ら変更されることがなかった。1937年、満蒙開拓青少年義勇軍（義勇軍）が発足し、1938年（康徳5年/昭和13年）に農林省と拓務省による分村移民の開始、1939年（康徳6年/昭和14年）には日本と満洲両政府による「満洲開拓政策基本要綱」の発表と矢継ぎ早に制度が整えられた。日中戦争の始まる1937年から太平洋戦争開戦の1941年までの5年間の年平均送出数は3万5000人にのぼり、1942年までに送り込まれた農業青年は総数20万人におよんだといわれる。日本政府は計画にもとづきノルマを府県に割り当て、府県は郡・町村に割り当てを下ろし、町村は各組織を動員してノルマを達成しようとした。具体的には補助金による分村開拓団・分郷開拓団の編成、義勇軍の義勇軍開拓団への編入などであったが、それでも、予定入植戸数（一集団の移民規模；200から300戸）に達しない「虫食い団」が続出したといわれる。
大規模な鉄道建設のため、1939年に満鉄の鉄道営業キロは1万kmを超えた。この時、満洲国ではパシナ形機関車を図案にした記念切手が発行され、満鉄自身も盛大な記念式典を挙行し、記念映画も制作された。しかし、路線計画の方はこの1万キロ超えの時点で一段落し、後は細々した支線を建設するだけとなっていた。こうして満鉄は、いわば全盛の状態で太平洋戦争を迎えることとなったのである。1940年、満鉄の資本金が14億円に増資された。

### 満鉄刀

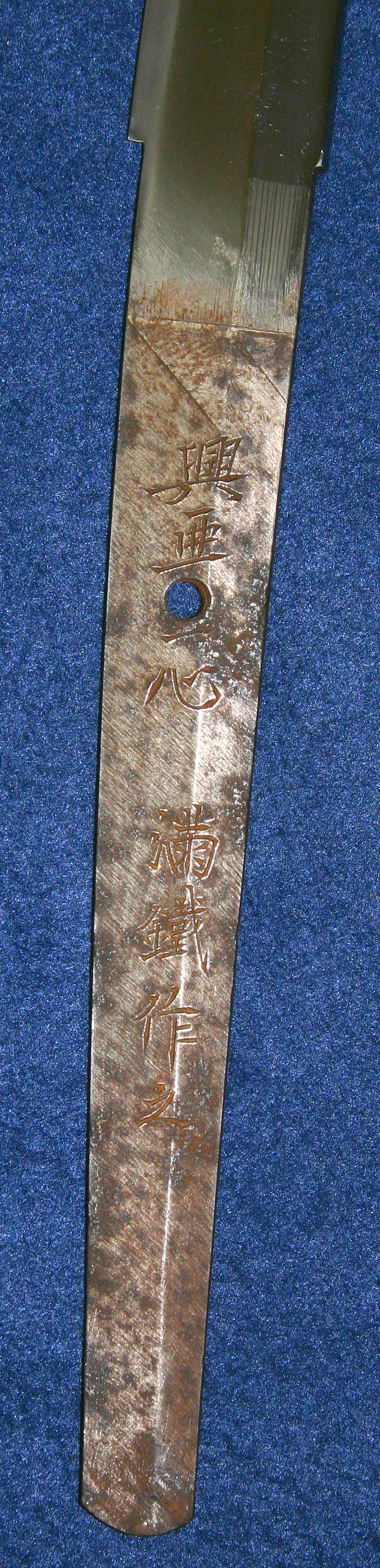
満鉄刀

1935年頃、満鉄中央研究所の日下和治博士を筆頭とするチームが、大栗子鉄山で産する良質な鉄鉱石を低温精錬して得られたスポンジ鉄を製造し、アーク炉内で再度溶解、成分調整して炭素量の多い鋼（特殊鋼）と炭素量の少ない純鉄（日下純鉄）の製造の開発に成功した。1937年以降は大連鉄道工場が軍刀の大量生産を企画した。1938年には刀剣製作所が設立され、1939年以降「満鉄刀」として量産された。同年3月、松岡総裁により「興亜一心」と命名され、1振り40円で販売され、1944年（康徳11年/昭和19年）まで約5万振りが製造された。満鉄刀は寒冷地で使用しても折れず曲がらず、切れ味も優れているとして高い評価を得た。

### 戦局の悪化
日中戦争が泥沼化するなか、1941年4月にはソ連と日ソ中立条約を結び、7月には大本営が関東軍特別演習動員の命令を下した。これは、独ソ戦開始に呼応し、対ソ戦を準備した大きな賭けであったが、結果としては対ソ戦争の断念と南進論の採択、それによる米英勢力との対立、さらにソ連による対日参戦の口実をまねいた。開戦には至らなかったものの、70万におよぶ大動員によって全満洲が臨戦態勢のもとにおかれ、ここにおいて満鉄の軍事輸送機能は最大限に発揮されることが要求された。1941年12月、日本はアメリカ・イギリスに対し宣戦を布告し、太平洋戦争が始まった。
1942年10月、日本国内の鉄道は時刻表示を満洲・朝鮮のそれに合わせて24時間制とし、11月には関門トンネルの開通にともなう大幅な時刻改正をおこなった。このころは、下関・釜山をむすぶ海底トンネルが計画され、一時的にではあるが「大東亜共栄圏」を鉄路で結ぼうという輸送体制の構築が一定の現実味を帯びて構想されていた。しかし、同年の泰緬鉄道の建設、1944年の大陸打通作戦などにより大東亜共栄圏構想による交通網の形成はしだいに意味を失っていき、また、戦局の悪化がそれを不可能なものにしていった。
1943年には奉天の鉄道総局そのものが廃止された。満鉄本社が新京に移され、鉄道総局の業務は満鉄本社に継承された。満鉄の看板列車であった「あじあ号」も1943年2月、突然運休し、そのまま姿を消した。満蒙開拓団は、1941年以降は統制経済政策により失業した都市勤労者からも編成されるようになったが、日本人の満洲移住は、日本軍が日本海及び黄海の制空権・制海権を失った段階で停止した。戦局の悪化にともない、満洲在留の軍民は「根こそぎ動員」の対象となっていった。
かつて松岡洋右らによって強化された調査部門であったが、戦時中の思想取り締まりによって満鉄調査部が左翼的であることが問題視された。1940年7月、満洲国協和会中央本部の実践科主任であった平賀貞夫が、日本共産党の再建グループに関与しているという容疑で逮捕された。当時、満洲における農事合作社運動には、日本におけるいわゆる左翼運動からの転向者が多く参画しており、平賀と合作社運動参加者とのあいだに日本共産党再建の芽があるとにらんでいた関東軍憲兵隊は、内部偵察によって一合作社幹部の公金横領の事実をつかみ、1941年11月、満洲国警察と協力して合作社運動に参加していた51名（朝鮮人1名、中国人3名をふくむ）を一斉に逮捕した。これが合作社事件である。
憲兵隊はゾルゲ事件の直後でもあり、必ずや合作社運動の背後に共産党組織があるものとみて、どうにかしてその証拠をつかもうという焦燥感に支配されていた。合作社事件は、裁判の結果、5人が無期、11人が有期の懲役刑が下されたが、その取り調べのなかで逮捕されていた鈴木小兵衛が転向声明を発し、当局への協力を誓って「同志の裏切りを敢て」おこなうとして「一切を供述する」と述べた。ただし、この供述もどこまで事実を正確に伝えているかは不明であり、供述自体、一種の辻褄合わせであった可能性も指摘されている。いずれにせよ、憲兵隊はこの供述をもとに1942年9月と1943年7月の2度にわたって、満鉄調査部関係者の大量検挙をおこなった（「満鉄調査部事件」）。これによって調査部門もまた活力を失ったが、憲兵隊には左翼運動や左翼思想に関する予備知識が不足しており、具体的な容疑は実のところ何も出てこなかった。結局、多くの人が手記を書かされ、国家への忠誠を誓わせられ、ほんの数名が執行猶予付きの比較的軽微な徒刑判決でこの事件は幕を閉じた。
1945年5月30日、大本営は関東軍の戦闘序列を下命してソ連の対日参戦に備えたが、このとき示された「満鮮方面対ソ作戦計画要領」では、関東軍は京図線・連京線より東の要地を確保しながら持久戦態勢をとる方針が採られた。結局のところ、満洲国の大部分は戦略的に放棄されることとなったのである。

## 敗戦と満鉄閉鎖

### 最後の奮闘
1945年（康徳12年/昭和20年）8月9日、ソビエト連邦は宣戦布告と同時に、満洲・北朝鮮に対する侵入を開始した。関東軍は7月以降、「根こそぎ動員」によって70万の兵員をそろえていたが、装備も練度も不足していた。また、関東軍は、開拓農民含めた200万人近い在満の日本人を安全に引き揚げさせる手だてを講じなかった。のみならず、関東軍は民間人の乗った列車を切り離して置き去りにしたことさえあったという。満鉄は、社員出身の初めての総裁となった山崎元幹の指示のもと、軍隊の撤退と民間人の引き揚げ輸送に粉骨砕身の努力を傾けた。この営みは、8月15日の玉音放送後も変わりなくつづけられた。8月17日、関東軍総司令官山田乙三は、最後の満鉄総裁となった山崎に対し「満鉄のことはすべて総裁に任せるほかない」と告げている。8月20日、山崎総裁は「在満邦人と満洲の安寧保全に挺身」「輸送及生産機能の確保」とを満鉄全社員40万人（うち日本人約14万人）に向けて訓示した。関東軍解体ののちも満鉄は在留日本人にとって大きな拠り所であった。

### 満鉄の解体
満鉄は、満洲に侵攻したソ連軍に接収された。満鉄保有の諸施設は1945年8月27日に発表された中ソ友好同盟条約により、中華民国政府とソビエト連邦政府の合弁による中国長春鉄路に移管された。しかし、9月22日の中国長春鉄路理事会にはソ連側役員は着任したものの、中国側は着任できなかった。この状況をみた山崎総裁は、満鉄が業務管理から手を引くのをまずいと考え、43名の満鉄社員を主席監察および補佐として早急に各局に派遣している。ソ連側と満鉄側はその前後から引継ぎ・引き渡しの作業をおこない、9月27日、ソ連軍は22日付で満鉄が消滅したことを通告した。9月28日、山崎は南満洲鉄道新京本部の標札を外させた。中国側役員が長春に到着したのは10月に入ってからで、何らなすところなかったと伝わっている。1946年1月15日、ソ連軍は満洲からの撤退を開始した。1月21日、ソ連政府は中華民国政府に対し、満洲より搬出した産業施設は戦利品であると通告したという。
その後、国共内戦によって1949年に中華人民共和国が成立し、1955年には中国政府への路線引き渡しが完了した。南満洲鉄道株式会社は、連合国軍最高司令官総司令部（GHQ）よりポツダム宣言にもとづいた閉鎖機関令が公布され、1945年9月30日にさかのぼって閉鎖された。ただし敗戦後も、満鉄東京支社の財産などが残っていたため、清算は1957年までかかった。

### 天水会と満鉄会

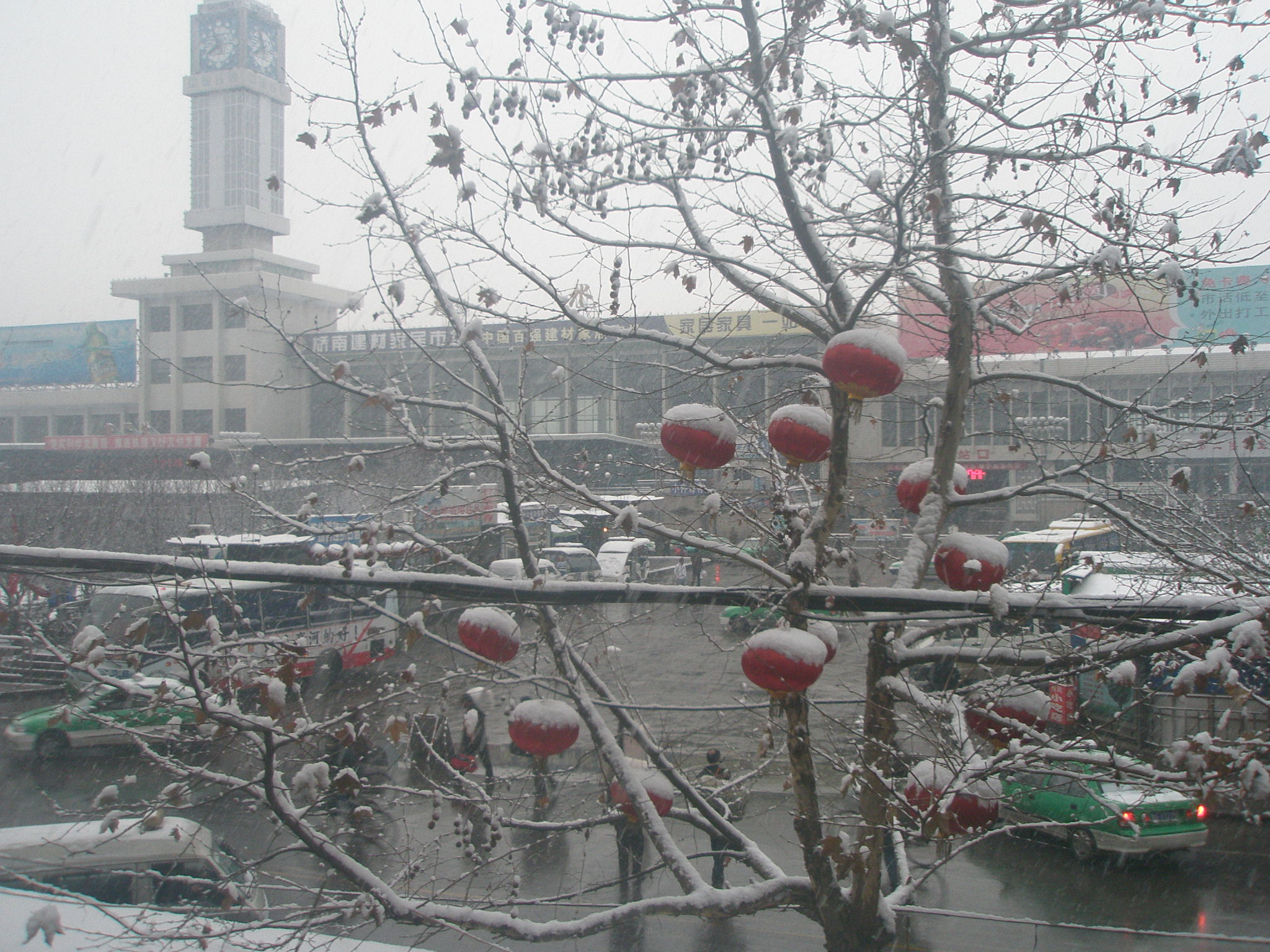
現在の天水駅 (2009年撮影)

満鉄社員は総裁以下、1945年9月30日付で全員解雇となった。しかし実際には、現地の鉄道輸送の人員や技術者が不足しており、山崎総裁はじめ旧満鉄社員の多くはソ連や中華民国の依頼によって現地に留められ、鉄道運行などの業務に従事させられた。これは「留用」と称され、山崎総裁の留用が終わったのは1947年8月、日本の地を踏んだのは同年10月のことであった。ほとんど全ての社員は1948年6月4日を以て留用を終えた。しかし、一部は中華人民共和国建国後も続き、現地から他の地域の鉄道建設へと駆り出された。天水 - 蘭州間の天蘭線（現在の隴海線の一部）はその成果の一つであり、天蘭線建設に従事した人々は、帰国後の1953年に「天水会」を組織した。なお戦中の満鉄総裁であった大村卓一は、1945年11月、中国共産党軍に逮捕され、暴行を受けたのち獄死した。
一方、日本国内では1946年（昭和21年）、未払い退職手当の支払い、旧社員の就職斡旋などを目的として「満鉄社友新生会」が発足した。その後、1954年（昭和29年）7月に「財団法人満鉄会」に改組し、退職手当支払いとあわせ、満鉄社員及び満洲関係引揚者の援護厚生、満鉄の資料保有などを行った。満鉄会の会員は最盛期で約15,000人にのぼったが、2016年（平成28年）3月末をもって解散した。

### 満鉄の遺産

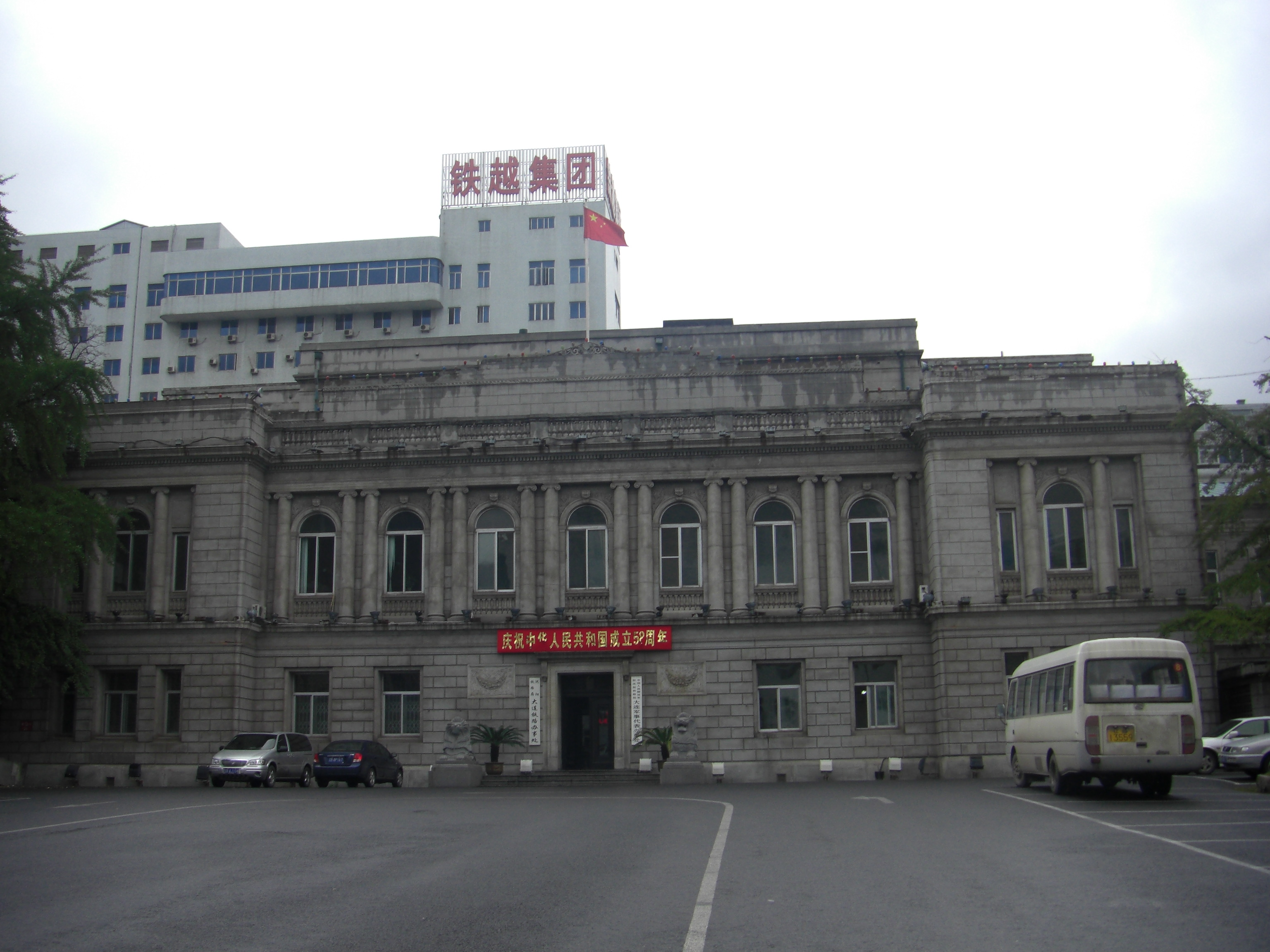
大連の旧満鉄本社（2007年10月撮影）
----
2014年に遼寧省文物保護単位に指定され、現在は博物館として利用されている。

満鉄が満洲の地に残した各種インフラは、日本が撤退して中国に返還されたのち、1980年代に改革・開放政策が始まるまで、鞍山製鉄所や大慶油田とともに、不安定な状態が長く続いた中華人民共和国の経済を長く支えた。長春（新京）や大連、瀋陽（奉天）といった沿線主要都市では現在でも日本統治時代の建築物を多数確認することが出来る。満鉄関連の建物は多くが修復されながら現在も使われており、満鉄大連本社は現在でも大連鉄道有限責任公司の事務所としてその建物を使用しているほか、大連などにある旧ヤマトホテルは現在も大連賓館や遼寧賓館などとして営業を続けている。満鉄各線で運行されていた車両の一部は、ジハ1型など現在も現地で稼働するものもあるが、老朽化などの理由で徐々に廃車が進んでおり、一部は静態保存されている。
かつて満鉄に勤務した田中季雄は太平洋戦争後に次のように語っている。
2017年4月6日、中国社会科学院は長春に満鉄研究の中心として「満鉄研究センター」を設立した。

## 主な車両と列車

### 名称と記号
日露戦争以前にロシア帝国が建設した東清鉄道の軌間は、上述したように1524mmの広軌 であったが、日露開戦後は陸軍野戦鉄道提理部が軍事輸送のためにこれを1067mmの狭軌へと改軌し、内地から供出された車両をもって運用していた。また、朝鮮半島から満洲へ向かう安奉線は、戦争中に陸軍が急設した狭軌の軽便鉄道であった。このため、1907年の満鉄開業後、南満洲鉄道会社はこれら路線の狭軌用車両の運転・管理を行うと同時に、標準軌への改軌工事を行、工事後は標準軌用車両の運行・管理を行った。その間、保有車両数の増加や、満洲国成立・日中戦争勃発後の受託経営路線の増加にともない、その都度車両管理体制を変更する必要が生じた。
こうした事情を反映して、車両名称及び記号の命名規則については、会社営業開始時から標準軌間への拡軌工事完了を経て1945年までの間に計3回の改定がなされ、以下の4期に時期区分することができる（名称と記号の詳細は、「南満洲鉄道の車両」参照）。
1. 第1期　1907年（会社営業開始時 - 改軌完了まで）
2. 第2期　1907年 - 1920年
3. 第3期　1920年 - 1938年
4. 第4期　1938年 - 1945年

### 蒸気機関車
第1期 - 第2期は米国製の輸入機関車が主流であったが、第3期あたりから満鉄製・日本製の機関車も製造されるようになった。

#### 急行旅客用
- パシイ形　2C1形飽和式テンダー機関車　1908年　アメリカンロコモーティブ社リッチモンド工場製

称号変遷　第2期：G形　800 - 806　第3期：パシイ形　800 - 806　国線譲渡 (1933)  : パシコ形　5900 - 5905　第4期：パシイ形　1, 501 - 506
諸元（製造時）　動輪直径：1,753mm　シリンダ（直径×行程） : 508mm×660mm　缶圧：14.0kg/cm2　火格子面積 : 5.11m2　機関車重量（運整） : 89.50t　動輪上重量（同） : 54.10t
諸元（過熱化）　動輪直径 : 1,750mm　シリンダ（直径×行程） : 508mm×660mm　缶圧：14.1kg/cm2　火格子面積 : 4.61m2　機関車重量（運整） : 89.91t　動輪上重量（同） : 57.70t
概要
標準軌への改軌後の満鉄用機関車として、最初に発注されたグループに属する。プルマンカーのみで編成された大連駅 - 長春駅間の国際連絡急行列車（1908年運転開始、週2回運転）を牽引した。急行列車は週3回（一時週4回）の運転に増発されるが、1914年に第一次世界大戦の影響で週1回運転となってからは、安奉線で混合列車に使用されたこともある。1920年 - 1926年の間には過熱式に改造されている。急客機の増備が進んでからは、本線で普通列車の牽引に使用されていた。満洲事変直後に4両が他の鉄道に貸出され、1933年度には4両が新線建設用として、2両が営業用としてそれぞれ満洲国鉄線に譲渡された。1935年の「あじあ」の哈爾浜延長運転に際しては、パシナ形の軸重では新京以北へ乗り入れできないため、新京駅 - 哈爾浜駅間で当機が使用されたと言われている。
- パシニ形　2C1形過熱式テンダー機関車　1916年、1921年　南満洲鉄道沙河口工場製

称号変遷　第2期 : G1形　850 - 855　第3期 : パシニ形　850 - 855　第4期 : パシニ形　1 - 6
諸元　動輪直径 : 1,750mm　シリンダ（直径×行程） : 533mm×660mm　缶圧 : 14.1kg/cm2　火格子面積 : 4.66m2　機関車重量（運整） : 92.46t　動輪上重量（同） : 60.01t
概要
H4形（のちのソリシ形）の製造経験をベースに満鉄で製造された。パシイ形に過熱器を装備し、シリンダ直径を25mm増大しているが、仕様、形態的には同形式を踏襲している。最初の3両が製造された1916年は、第一次世界大戦の影響で急行列車の運転が減少しており（1918年には急行列車休止）、本形式の製造理由は不明である。1921年の製造分は、同年6月に急行列車の運転が再開されたことによる増備と考えられる。急行列車から普通、混合、貨物列車までに使用され、昭和6年度には、本線の普通列車や安奉線の急行および普通、混合列車で使用されていた。
- パシサ形（初代）　2C1形過熱式テンダー機関車　1919年　ボールドウィン機関車工場製

称号変遷　第2期 : G2形　900 - 905　第3期 : パシサ形　900 - 905　改称（1933） : パシハ形　5920 - 5925　国線譲渡（1934） : パシナ形　5920 - 5925　第4期 : パシシ形　501 - 506
諸元　動輪直径 : 1,750mm　シリンダ（直径×行程） : 533mm×660mm　缶圧 : 14.1kg/cm2　火格子面積 : 4.09m2　機関車重量（運整） : 90.63t　動輪上重量（同） : 59.33t
概要
第一次世界大戦後の急行列車復活（大連駅 - 長春駅間 : 1921年6月、釜山駅 - 奉天駅間 : 1923年7月）に備えて輸入された。当初は本線で急行および普通列車の牽引に使用されていたが、一部は安奉線に移って、鮮満間の国際急行列車や普通列車に用いられた。パシシ形に置き換えられる形で満洲国鉄線へ貸し出され、1933年には形式名を後述のパシサ形（2代目）に譲ってパシハ形（初代）となり、1934年には全機が満洲国鉄線へ譲渡されてパシナ形となった。1938年の車両称号改正ではパシシ形に編入されている。

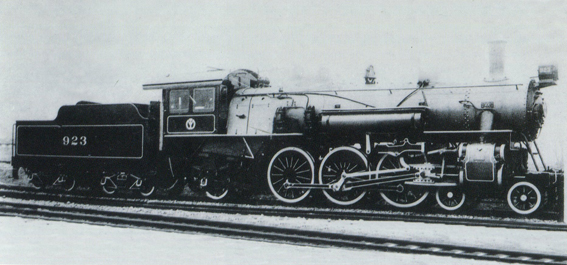
パシシ形

- パシシ形　2C1形過熱式テンダー機関車　1921年 - 1927年　南満洲鉄道沙河口工場製

称号変遷　第2期 : G3形　920 - 942　第3期 : パシシ形　920 - 942　第4期 : パシシ形　1 - 23
諸元　動輪直径 : 1,750mm　シリンダ（直径×行程） : 533mm×660mm　缶圧 : 14.1kg/cm2　火格子面積 : 4.67m2　機関車重量（運整） : 95.80t　動輪上重量（同） : 59.33t
概要
第一次世界大戦後の急行列車復活（大連駅 - 長春駅間 : 1921年6月）に備えて製造された。仕様はパシニ形を基本に、米国から輸入されたパシサ形に装備されていた新しい装置にならったもの。長距離運転に備えて大型の炭水車を持つ。木製客車時代は満鉄を代表する看板機関車であった。昭和初期には急行列車の速度向上の要求と、鋼製客車化による牽引定数増加により、主要な急行仕業はパシコ形に置き換えられ、以降は普通列車に充当された。
- パシコ形　2C1形過熱式テンダー機関車　1927年 - 1928年　南満洲鉄道沙河口工場製

称号変遷　第3期 : パシコ形　950 - 960　第4期 : パシコ形　1 - 11
諸元　動輪直径 : 1,850mm　シリンダ（直径×行程） : 584mm×710mm　缶圧 : 14.1kg/cm2　火格子面積 : 4.82m2　機関車重量（運整） : 102.34t　動輪上重量（同） : 63.93t
概要
急行列車の速度向上の要求と、鋼製客車化による牽引定数の増加とから、パシシ形の置き換え用として製造された。出力増大のためシリンダ容量、火格子面積が増大され、燃焼室は満鉄の機関車で、自動給炭機は旅客用機関車で、それぞれ最初に装備した。大連駅 - 長春駅間の急行列車（のちの「はと」）を牽引し、同列車の所要時間は、1929年以前の12時間30分から1933年には10時間30分まで断続的に短縮された。1934年には「あじあ号」運転のため、大連駅 - 奉天駅間で高速度試験に使用された。パシナ形が出現するまでは満鉄旅客用機関車の代表格であった。
- パシサ形（2代目）　2C1形過熱式テンダー機関車　1934年 - 1936年　汽車製造、日立製作所製

称号変遷　第3期 : パシサ形　860 - 875　国線用 : パシシ形　5830 - 5859　第4期 : パシサ形　1 - 16, 501 - 530
諸元（パシサ）　動輪直径 : 1,750mm　シリンダ（直径×行程） : 530mm×660mm　缶圧 : 14.0kg/cm2　火格子面積 : 4.07m2　機関車重量（運整） : 89.40t　動輪上重量（同） : 55.60t
諸元（国小パシ）　動輪直径 : 1,750mm　シリンダ（直径×行程） : 530mm×660mm　缶圧 : 14.0kg/cm2　火格子面積 : 4.07m2　機関車重量（運整） : 91.10t　動輪上重量（同） : 57.70t
諸元（新国小パシ）　動輪直径 : 1,750mm　シリンダ（直径×行程） : 530mm×660mm　缶圧 : 14.0kg/cm2　火格子面積 : 4.57m2　機関車重量（運整） : 91.00t　動輪上重量（同） : 56.00t
概要
朝鮮総督府鉄道局から経営を受託（1933年10月）した満鉄北鮮線で使用するために製造された。満洲国鉄線の軽旅客列車用機関車であるパシシ形「国小パシ」と同一の設計、燃焼室装備。朝鮮北部で産出する低カロリーの褐炭を使用することが計算されていたが、火格子面積と伝熱面積の比は満鉄線パシシ形と同水準である。満洲国鉄線パシシ形のうち、最初に製造された10両は、北満鉄路を買収後の使用を目的としていたと考えられ、1935年に新京駅 - 哈爾浜駅間が広軌から標準軌に改軌後、線路状態が整備されていない当時に、同区間で「あじあ号」を牽引したり、同年に満洲国皇帝がはじめて哈爾浜に行幸する際のお召列車牽引機に充てられたこともあった。その後、満洲国鉄線用の5840以降では火格子面積が0.5m2大きくなり、「新国小パシ」とも呼ばれた。1938年の車両称号改正で、満洲国鉄線パシシ形はパシサ形に統一された。また、1939年 - 1940年には華北交通パシサ形として、「新国小パシ」に相当する30両（1521 - 1550）が汽車製造で製造された。

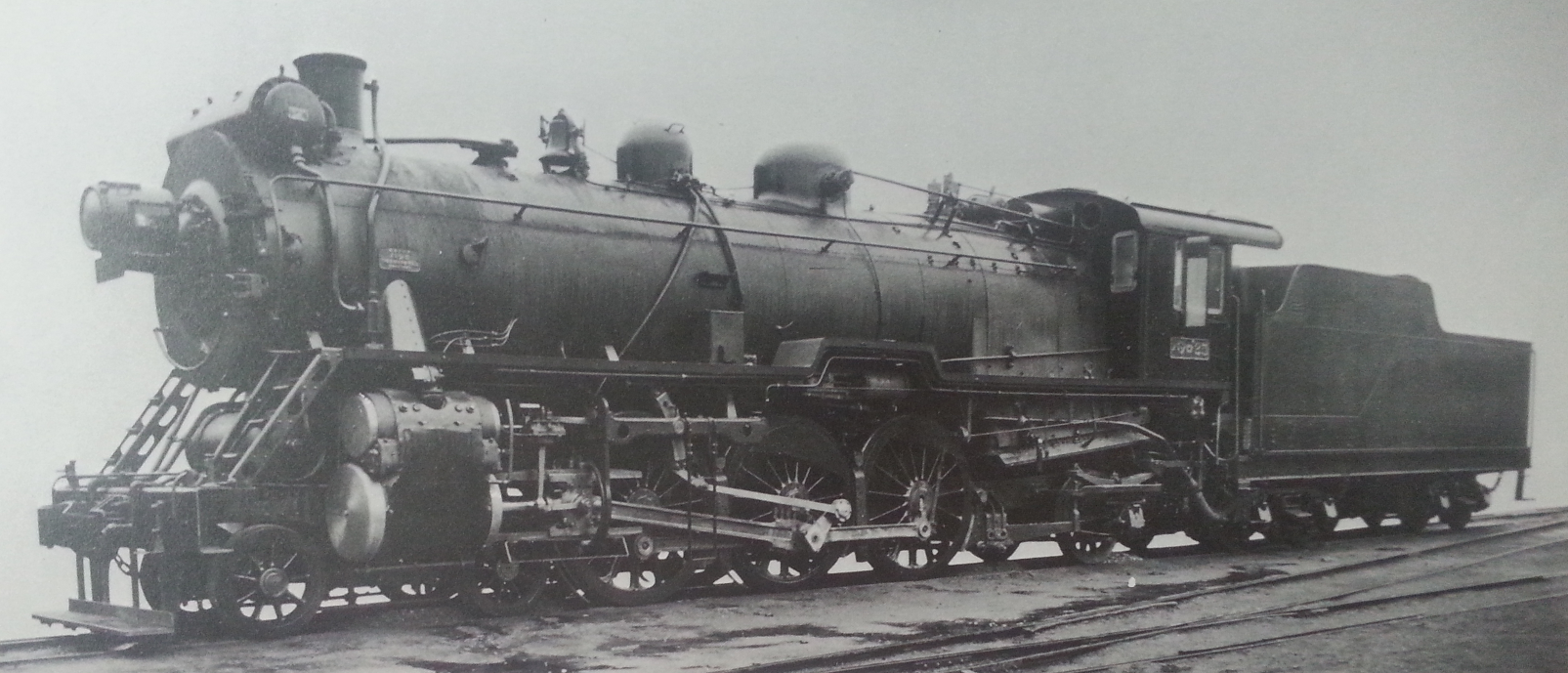
パシロ形

- パシロ形　　2C1形過熱式テンダー機関車　1933年（敦図パシ）、1934年（満鉄パシロ） - 1944年　日立製作所、川崎車輛、南満洲鉄道大連工場、汽車製造、日本車両製

称号変遷　第3期 : パシロ形　900 - 919　国線用 : パシ形　800 - 818　国線改番（1933年） : パシク形　5950 - 5999, 15900 - 15927　第4期 : パシロ形　1 - 45, 501 - 632
2C1形過熱テンダー機関車、シリンダ径×行程 : 570mm×660mm、動輪径 : 1,750mm、蒸気圧力 : 14.0kg/cm2、火格子面積4.82m2。
諸元（社線）　動輪直径 : 1,750mm　シリンダ（直径×行程） : 570mm×660mm　缶圧 : 14.0kg/cm2　火格子面積 : 4.82m2　機関車重量（運整） : 102.03t　動輪上重量（同） : 61.75t
諸元（国線）　動輪直径 : 1,750mm　シリンダ（直径×行程） : 570mm×660mm　缶圧 : 14.0kg/cm2　火格子面積 : 4.82m2　機関車重量（運整） : 100.67t　動輪上重量（同） : 62.21t
概要
1933年にパシイ形、パシサ形が満洲国鉄線へ転属した結果、普通列車用機関車が不足したため、代替機として製造された。その後の増備により、1938年からは安奉線で急行列車用としても使用された。パシロ形は満洲国鉄敦図線用に製造されたパシ形「敦図パシ」または「国大パシ」を改良したもので、パシシ形とパシコ形の中間的存在。燃焼室と、満鉄の新製機関車としてはじめての給水加熱器を備える。炭水車の容量は満鉄の機関車で最大であった。また、転車台の小さい満洲国鉄線用に当機の炭水車を短くし、給水加熱器を省略したパシク形「新国大パシ」が125両製造された（うち、12両は1938年に華北交通に譲渡）。パシロ形、パシク形は軌道強化後の新京駅 - 哈爾浜駅間での「あじあ」牽引や、鮮満支直通急行の「興亜」「大陸」、その他の急行列車や普通列車に使用された。1938年の車両称号改正で、満洲国鉄線パシク形はパシロ形に統一された。また、1941年には華中鉄道KC100形として「新国大パシ」に相当する8両 (1001 - 1008) が、同年以降に華北交通パシロ形として同じく57両 (1533 - 1589) がいずれも川崎車輛で製造された。
| パシナ形 |  | パシナ形（最終増備車） |
| パシナ形 |  | パシナ形（最終増備車） |

- パシナ形　2C1形過熱テンダー機関車　1934年 - 1936年　南満洲鉄道沙河口工場、川崎車輛製

称号変遷　第3期 : パシナ形　970 - 981　第4期 : パシナ形　1 - 12
諸元　動輪直径 : 2,000mm　シリンダ（直径×行程） : 610mm×710mm　缶圧 : 15.5kg/cm2　火格子面積 : 6.25m2　機関車重量（運整） : 119.20t　動輪上重量（同） : 71.83t
概要
「あじあ」牽引用に長距離無停車、高速運転（最高速度120km/h）を目的として製造された。当時流行の流線形が採用されたが、蒸気機関車への採用は世界的にも早い時期であった。また、1936年の最終増備車 (981) 1両のみであるが、川西航空機での風洞実験結果により、流線形被いの形状が「ヘルメット形」と通称されている形態に変更された。満鉄の機関車としては初めてシュミットE形過熱器を採用し、燃焼室、給水加熱器、自動給炭機などを備える。また、炭水車車軸の軸受にはティムケン社のローラーベアリングを採用した。連京線で「あじあ」を牽引したが、両数が揃ってからは「はと」にも用いられた。1940年には満洲国を訪問した日本の秩父宮のお召列車牽引機となった。1943年2月に「あじあ」の運転が休止されてからは普通急行列車に使用された。

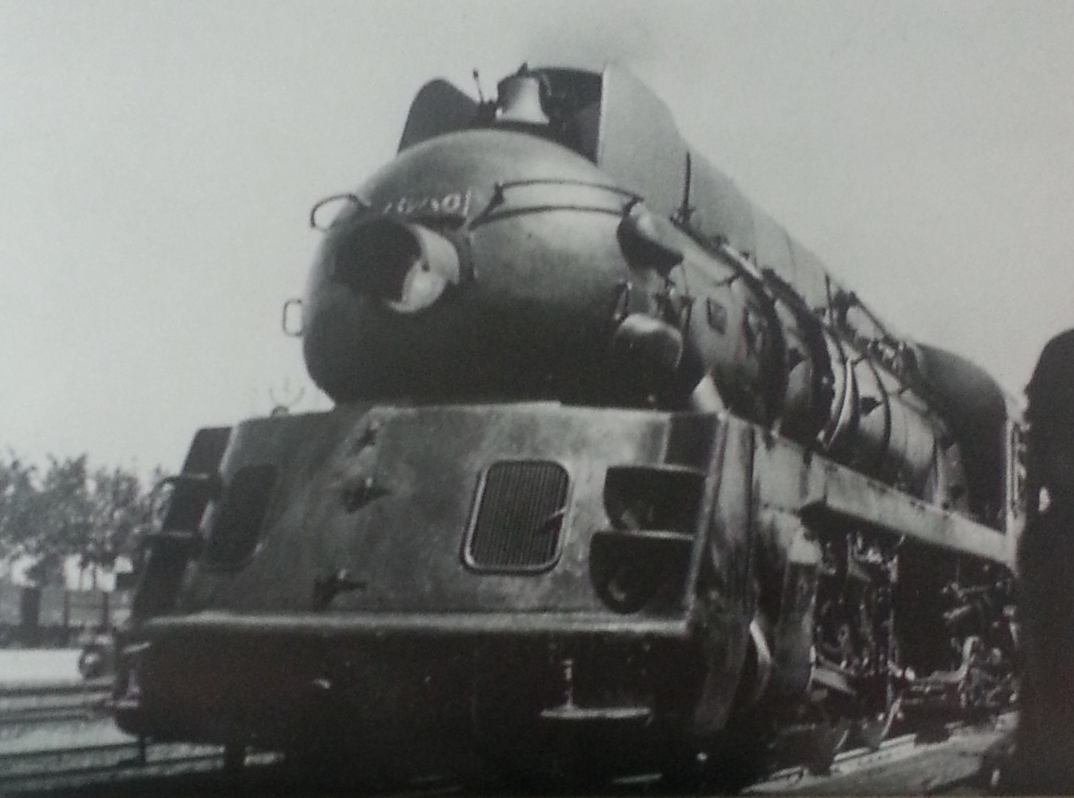
パシハ形

- パシハ形（2代目）　2C1形過熱テンダー機関車　1937年 - 1940年　日立製作所、南満洲鉄道大連工場製

称号変遷　第3期 : パシハ形　811 - 816　第4期 : パシハ形　1 - 16, 501
諸元　動輪直径 : 1,850mm　シリンダ（直径×行程） : 600mm×710mm　缶圧 : 14.5kg/cm2　火格子面積 : 5.36m2　機関車重量（運整） : 114.91t　動輪上重量（同） : 68.57t
概要
パシコ形を凌駕する機関車として高速旅客列車用に製造された。半流線形の外被を持つ。保守の手間を低減し、機関車運用効率を向上させるため、機関車、炭水車の各軸受にSKF社のローラーベアリングを装備した。また、燃焼室、シュミットE形加熱器、給水加熱器、自動給炭機などを備える。ローラーベアリングはダブサ形で採用したものの、取扱い経験不足であり、当初は予期せぬ故障が発生したが、その後は日車平均キロ、走行キロ当たり修繕費ともに、従来のパシと比較して大きな向上を達成した。連京線で「はと」などの急行列車の牽引に使用され、安奉線の複線化後は新京駅 - 安東駅間の長距離運転をした時期もあった。また、1943年5月3日より1週間、新京駅 - 安東駅間にて満洲国皇帝用のお召し列車を牽引しており、満洲国鉄線用の1両は宮廷列車用として準備されたものとも考えられる。

#### 普通旅客用
- アメイ形　2B形飽和式テンダー機関車　1906年　アメリカンロコモーティブ社ロジャース工場製

称号変遷　第2期 : A形　50 - 53　第3期 : アメ形　50 - 53　第4期 : アメイ形　1 - 4
諸元　動輪直径 : 1,727mm　シリンダ（直径×行程） : 457mm×660mm　缶圧 : 12.7kg/cm2　火格子面積 : 2.42m2　機関車重量（運整） : 58.30t　動輪上重量（同） : 40.30t
概要
標準軌への改軌後の満鉄用機関車として、最初に発注されたグループに属する。アメリカンロコモーティブ社の資料によると、米国シカゴ・サザン鉄道（後にミルウォーキー鉄道の一部）の注文流れ品である。本線や安奉線で主として普通列車に使用された。1927年には全4両が四洮鉄路に貸出された。満洲事変後は本線に戻り、営口線や、ダブサとともに連京線の軽旅客列車の牽引に使用された。
- F形　2C形飽和式テンダー機関車　1906年　アメリカンロコモーティブ社ロジャース工場製

称号変遷　第1期 : 100, 101　第2期 : F形　600, 601　吉長譲渡 : 吉長200形　200, 201　第3期 : 吉長200形　200, 201　国線編入 : テホニ形　5621, 5622　第4期 : テホニ形　501, 502
諸元　動輪直径 : 1,473mm　シリンダ（直径×行程） : 483mm×660mm　缶圧 : 13.4kg/cm2　火格子面積 : 3.58m2　機関車重量（運整） : 65.80t　動輪上重量（同） : 52.60t
概要
標準軌への改軌後の満鉄用機関車として、最初に発注されたグループに属する。H形とともに大連港に最初に揚陸された。満鉄の社史によればアメリカンロコモーティブ社スケネクタディー工場製で、米国ボストン・アンド・メイン鉄道の注文品とされているが、アメリカンロコモーティブ社の資料によると、アメイ形と同じく同社ロジャース工場製で、米国シカゴ・サザン鉄道（後にミルウォーキー鉄道の一部）の注文流れ品である。本線で使用後、安奉線で混合列車や貨物列車に使用された。両数が少ないため運用上不便であり、1918年に吉長鉄路に譲渡され200形となった。同鉄路が満洲国鉄に編入されてからはテホニ形となった。
- テホイ形　2C形飽和式テンダー機関車　1908年　アメリカンロコモーティブ社リッチモンド工場製

称号変遷　第2期 : F1形　602 - 619　第3期 : テホイ形　602 - 619　国線譲渡 : テホサ形　5650, 5651　第4期 : テホイ形　1 - 15, 501, 502
諸元（新製時）　動輪直径 : 1,753mm　シリンダ（直径×行程） : 483mm×610mm　缶圧 : 14.0kg/cm2　火格子面積 : 3.01m2　機関車重量（運整） : 72.00t　動輪上重量（同） : 55.10t
諸元（過熱化）　動輪直径 : 1,750mm　シリンダ（直径×行程） : 483mm×610mm　缶圧 : 14.1kg/cm2　火格子面積 : 2.94m2　機関車重量（運整） : 72.84t　動輪上重量（同） : 56.23t
概要
標準軌への改軌後の満鉄用機関車として、最初に発注されたグループに属する。本線で急行や普通列車を牽引し、安奉線（1911年から）や旅順線の急行列車にも使用されるなど、旅客列車牽引の主力であった。その後、1920年 - 1926年の間には過熱式に改造されている。1927年には1両が四洮鉄路に貸出された。同年に4両が撫順炭鉱に転属したが、1931年にはソリイ形の代わりに3両が返還された。一部は1931年に金福鉄路で使用された。また、1933年には満洲国鉄線の新線建設用に2両が譲渡されテホサ形となった。1938年の車両称号改正では満鉄線テホイ形、テホニ形、満洲国鉄線テホサ形の旧F1形が全てテホイ形に統一された。
- テホニ形　2C形飽和式テンダー機関車　1912年　アメリカンロコモーティブ社スケネクタディ工場製

称号変遷　第2期 : F1形　620 - 624　第3期 : テホニ形　620 - 624　第4期 : テホイ形　16 - 20
諸元（新製時）　動輪直径 : 1,753mm　シリンダ（直径×行程） : 483mm×610mm　缶圧 : 14.0kg/cm2　火格子面積 : 3.01m2　機関車重量（運整） : 72.00t　動輪上重量（同） : 55.10t
諸元（過熱化）　動輪直径 : 1,750mm　シリンダ（直径×行程） : 483mm×610mm　缶圧 : 14.1kg/cm2　火格子面積 : 2.95m2　機関車重量（運整） : 71.53t　動輪上重量（同） : 54.87t
概要
1911年の安奉線改築後、奉天駅 - 京城駅間の国際急行列車が週3回運転されるのにあわせて、F1形（後のテホイ形）の増備分として輸入された。当初はF1形に含まれていたが、1923年にテホニ形となる。1920年 - 1926年の間には過熱式に改造されている。本線で急行および普通列車を牽引し、一部は1931年に金福鉄路で使用された。1938年の車両称号改正では満鉄線テホイ形、テホニ形、満洲国鉄線テホサ形の旧F1形が全てテホイ形に統一された。
- テホサ形　2C形飽和式テンダー機関車　1912年　ベイヤー・ピーコック社製

称号変遷　第2期 : F2形　700 - 704　第3期 : テホサ形　700 - 704　国線譲渡 : テホコ形　5700 - 5704　第4期 : テホサ形　501 - 505
諸元（新製時）　動輪直径 : 1,753mm　シリンダ（直径×行程） : 483mm×610mm　缶圧 : 14.06kg/cm2　火格子面積 : 2.93m2　機関車重量（運整） : 71.88t　動輪上重量（同） : 55.42t
諸元（過熱化）　動輪直径 : 1,750mm　シリンダ（直径×行程） : 483mm×610mm　缶圧 : 14.1kg/cm2　火格子面積 : 2.96m2　機関車重量（運整） : 71.92t　動輪上重量（同） : 55.89t
概要
満鉄の英貨による社債募集のため、ソリサ形とともに初めてイギリスに発注された機関車である。1920年 - 1926年の間には過熱式に改造されている。本線や安奉線で使用後、1927年には4両が四洮鉄路に貸出された。その後、本線で普通列車に使用されていたが、満洲事変後は奉山線に貸出され、1933年には全機が満洲国鉄線の営業用に譲渡されて、テホコ形となった。1938年の車両称号改正ではテホサ形に戻されている。

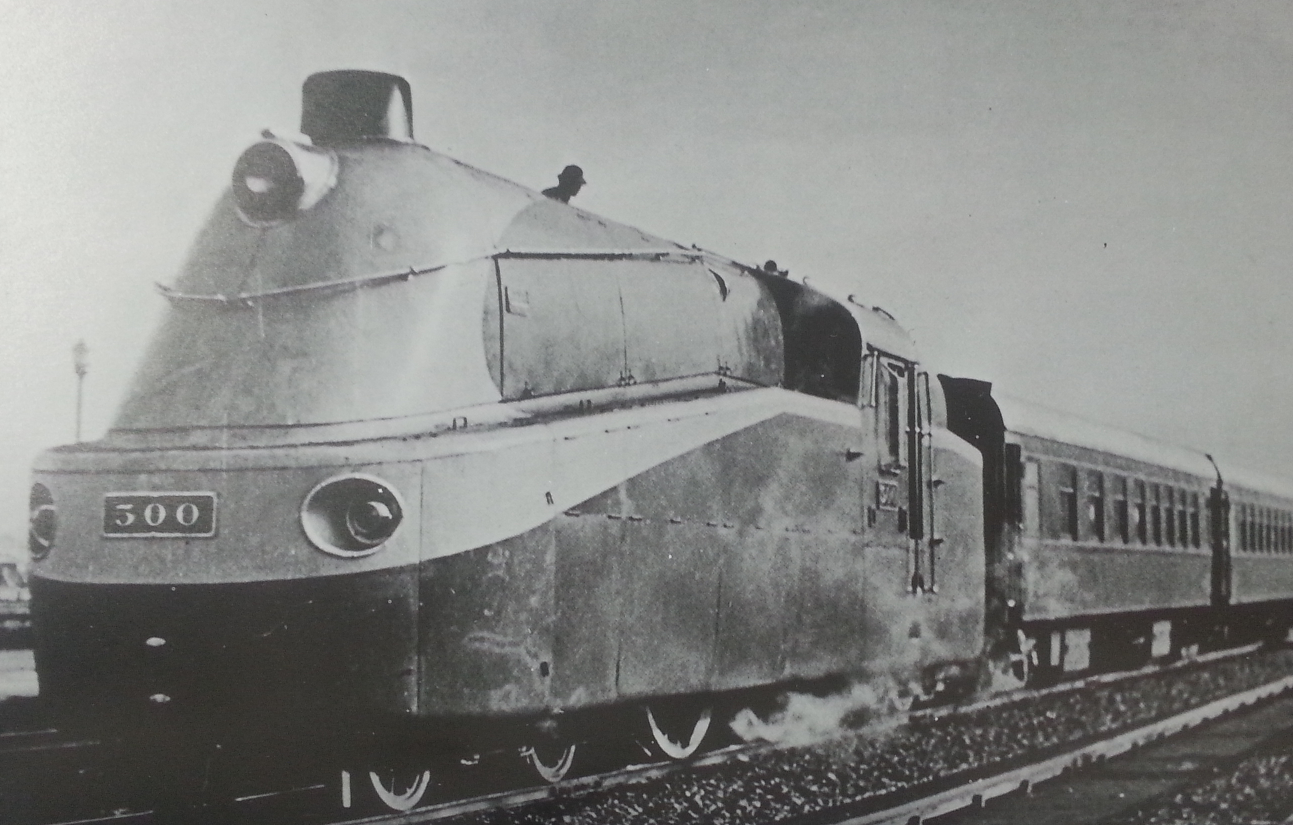
ダブサ形

- ダブサ形　2B2形過熱式タンク機関車　1936年　川崎車輛製

称号変遷　第3期 : ダブサ形　500 - 501　第4期 : ダブサ形　1 - 2
諸元　動輪直径 : 2,000mm　シリンダ（直径×行程） : 470mm×660mm　缶圧 : 15.5kg/cm2　火格子面積 : 2.28m2　機関車重量（運整） : 99.89t　動輪上重量（同） : 40.44t
概要
重油動車ジテ1型の故障、検査の場合の代機とするために製造された流線形タンク機関車。2,000mmの大動輪を持ち、高速小単位列車での使用を考慮した点では、1934年のドイツ帝国鉄道61形機関車（2C2形タンク機関車）や1936年の独リューベック・ビューヘン鉄道の1B1形タンク機関車などと同様のコンセプトであり、形態も類似している。当初は2B3形タンク機関車とすることが計画されていた。流線形形状はパシナ形最終号機の設計の際に川西航空機で実施した風洞実験の結果に基づいて決定された。機関車の各軸受にSKF社のローラーベアリングを装備し、シュミットE形過熱器や重油燃焼装置の採用、実現しなかったが弁装置へのポペット弁の検討など試作機的要素も強かった。重油燃焼装置は、撫順炭鉱で生産される頁岩重油を用いた場合、火室内温度が上昇しすぎて故障が発生し、実用的ではなかった。実際の運用では活躍の場は少なく、連京線での軽旅客列車の牽引にとどまった。
流線型カバーには流れるような曲線で模様が描かれており、正面からやや上部までがクリーム色、他がぶどう色のツートンであった。

#### 重量貨物・急行貨物用
- ミカニ形　1D1形過熱式三気筒テンダー機関車　1924年 - 1932年　アメリカンロコモーティブ社スケネクタディー工場、南満洲鉄道沙河口工場、川崎造船所、汽車製造製

称号変遷　第3期 : ミカニ形　1600 - 1640　第4期 : ミカニ形　1 - 41
諸元　動輪直径 : 1,370mm　シリンダ（直径×行程） :  (3) 572mm×660mm　缶圧 : 12.7kg/cm2　火格子面積 : 6.25m2　機関車重量（運整） : 115.80t　動輪上重量（同） : 84.25t
概要
撫順駅 - 大連駅間の石炭列車牽引のために製造された大形貨物列車用機関車。当初の輸入機は5両で、その後1926年から満鉄および日本の工場で増備された。アメリカンロコモーティブ社としても初期に製造した単式三気筒機関車であり、完成後は詳細な性能試験を行って報道し、鉄道業界の注目を集めた。満鉄の機関車として初めて、運転整備重量が100tを超え、新製機として自動給炭機を備えたのも最初であった。性能は優れていたものの、三気筒機関車は保守に手間がかかるため、1929年度の増備では1E1形過熱式テンダー機関車サタ形の設計が検討された。この時はミカニ形11両が製造されることとなったが、1933年にはクランク軸折損事故が相次いだこともあり、代替機としてミカシ形が開発されることとなった。
- ミカシ形　1D1形過熱式テンダー機関車　1935年　川崎車輛、汽車製造製

称号変遷　第3期 : ミカシ形　1650 - 1664　第4期 : ミカシ形　1 - 15
諸元　動輪直径 : 1,500mm　シリンダ（直径×行程） : 630mm×760mm　缶圧 : 17.0kg/cm2　火格子面積 : 6.25m2　機関車重量（運整） : 124.64t　動輪上重量（同） : 91.72t
概要
満洲国成立後の貨物輸送増加に伴い、ミカニ形の後継機として製造された。二気筒で三気筒機関車と同等以上の牽引力を持たせる場合、粘着率を高く取る必要があるが、そうすると軸重が過大 (24.0 - 25.6t) となってしまう。ミカシ形の設計ではカット・オフ50%を最大とする制限締切 (limited cut off) 方式を採用し、左右シリンダの合成回転力の釣り合いを取ることで、軸重を23.0tにとどめることができた。缶圧はパシナ形を上回る17.0kg/cm2とし、高温度式のシュミットE形過熱器、大形の燃焼室、給水加熱器の装備により、ミカニ形に比して試算で約10%、最高の成績で22.6%の燃料節約が可能となった。また、貨物列車の速度向上の要求から、従来の満鉄貨物用機関車の標準であった動輪直径1,370mmに対し、1,500mmが採用された。主に連京線奉天以南で、30t積み石炭車60両（総重量は3,000t近く）を牽引する撫順炭輸送に充当された。ミカニ形のダイヤで運転した場合、動輪直径が大きいため、ピストン速度が遅くなりすぎて勾配区間でスリップを起こすことがあり、制限締切を60%としたり、貨物列車のダイヤを変更するなどの対策が採られた。
- マテイ形　2D1形過熱式テンダー機関車　1936年　日立製作所、川崎車輛製

称号変遷　第3期 : マテイ形　1800 - 1806　第4期 : マテイ形　1 - 7
諸元　動輪直径 : 1,750mm　シリンダ（直径×行程） : 630mm×760mm　缶圧 : 14.5kg/cm2　火格子面積 : 5.36m2　機関車重量（運整） : 126.28t　動輪上重量（同） : 83.39t
概要
ミカイ形、ミカニ形によって牽引されていた貨物列車を高速化するために製造された。満鉄では全長、重量ともに最大のの蒸気機関車。燃焼室、シュミットE形過熱器、給水加熱器、自動給炭機などを備える。北行きの生鮮食品輸送の高速化がねらいで、当初2C1形が検討されたが、南行きでは普通貨物列車を牽引する必要があり、速度と牽引力を両立させるため、1,750mmの大きな動輪を持つ2D1形機関車となった。主として連京線の急行貨物列車に使用され、1,700t貨物を最高速度90km/hで牽引可能であった。また旅客列車も牽引した。

#### 一般貨物用
- H形　1D形飽和式テンダー機関車　1906年　アメリカンロコモーティブ社ロード・アイランド工場製

称号変遷　第1期 : 1, 2　第2期 : H形　1000, 1001　吉長譲渡 : 吉長300形　301, 302　第3期 : 吉長300形　301, 302　国線編入 : ソリシ形　6050, 6051　第4期 : ソリロ形　505, 506
諸元　動輪直径 : 1,270mm　シリンダ（直径×行程） : 508mm×660mm　缶圧 : 12.7kg/cm2　火格子面積 : 3.04m2　機関車重量（運整） : 72.50t　動輪上重量（同） : 64.00t
概要
標準軌への改軌後の満鉄用機関車として、最初に発注されたグループに属する。F形とともに大連港に最初に揚陸された。満鉄の社史によればアメリカンロコモーティブ社スケネクタディー工場製で、米国ボストン・アンド・メイン鉄道の注文品とされているが、アメリカンロコモーティブ社の資料によると、同社ロード・アイランド工場製である。同資料では注文先については不明。本線で使用後、1912年から安奉線で貨物列車に使用された。両数が少ないため運用上不便であり、1919年に吉長鉄路に譲渡され300形となった。同鉄路が満洲国鉄に編入されてからはソリシ形、1938年の車両称号改正でソリロ形となった。
- ソリイ形　1D形飽和式テンダー機関車　1907年 - 1908年　アメリカンロコモーティブ社クック工場製

称号変遷　第1期 : 3 - 7　第2期 : H1形　1002 - 1032, 1053 - 1067　改番 : H1形　1002 - 1047　第3期 : ソリイ形　1002 - 1047　国線譲渡 : ソリナ形　6200 - 6214　第4期 : ソリイ形　1 - 26, 501 - 515
諸元（新製時）　動輪直径 : 1,270mm　シリンダ（直径×行程） : 559mm×660mm　缶圧 : 12.7kg/cm2　火格子面積 : 3.18m2　機関車重量（運整） : 77.80t　動輪上重量（同） : 69.70t
諸元（過熱化）　動輪直径 : 1,270mm　シリンダ（直径×行程） : 560mm×660mm　缶圧 : 12.7kg/cm2　火格子面積 : 3.16m2　機関車重量（運整） : 78.56t　動輪上重量（同） : 69.97t
概要
標準軌への改軌後の満鉄用機関車として、最初に発注されたグループに属する。当初は本線で、1912年頃から安奉線でも使用された。M形（ミカイ形）やP形（デカ形）の入線後は安奉線で貨物列車と混合列車を牽引した。1923年 - 1925年にかけて過熱式に改造されている。1927年 - 1931年の間に17両が撫順炭鉱に転属された。また、一部は1931年に金福鉄路で使用された。満洲事変当時は臨時装甲列車や軍用列車を牽引して他の鉄道に入線したものもあった。1933年には1002が陸軍省に譲渡され、装甲されて、九四式装甲列車の試作列車に使用された。1934年 - 1936年頃には北鮮線でも使用された。1933年 - 1936年にかけて満洲国鉄線に15両が譲渡され、ソリナ形となって新線建設工事に用いられた。これらは1938年の車両称号改正でソリイ形に統一されている。その後、撫順炭鉱からの返還などにより、1942年時点で満鉄線所属のソリイ形は26両となっていた。
- ソリニ形　1D形飽和式テンダー機関車　1907年　ボールドウィン機関車工場製

称号変遷　第1期 : 34 - 53　第2期 : H2形　1048 - 1067　第3期 : ソリニ形　1048 - 1067　第4期 : ソリニ形　1 - 20
諸元（新製時）　動輪直径 : 1,372mm　シリンダ（直径×行程） : 533mm×711mm　缶圧 : 12.7kg/cm2　火格子面積 : 4.36m2　機関車重量（運整） : 78.23t　動輪上重量（同） : 68.58t
諸元（過熱化）　動輪直径 : 1,370mm　シリンダ（直径×行程） : 560mm×711mm　缶圧 : 12.7kg/cm2　火格子面積 : 4.36m2　機関車重量（運整） : 78.23t　動輪上重量（同） : 68.58t
概要
標準軌への改軌後の満鉄用機関車として、最初に発注されたグループに属する。当初は本線で使用されたが、M形（ミカイ形）やP形（デカ形）の入線後は安奉線で貨物列車と混合列車を牽引した。1927年頃には過熱式に改造されると同時に、シリンダ直径の拡大とワルシャート弁装置への交換が行われた。1927年には5両が四洮鉄路に貸出された。1935年 - 1936年頃には北鮮線でも使用された。
- ソリサ形　1D形飽和式テンダー機関車　1910年 - 1911年　ベイヤー・ピーコック社製

称号変遷　第2期 : H3形　1068 - 1107　第3期 : ソリサ形　1068 - 1107　第4期 : ソリサ形　1 - 7, 501 - 533
諸元（新製時）　動輪直径 : 1,372mm　シリンダ（直径×行程） : 546mm×711mm　缶圧 : 12.65kg/cm2　火格子面積 : 4.46m2　機関車重量（運整） : 79.86t　動輪上重量（同） : 71.50t
諸元（過熱化）　動輪直径 : 1,370mm　シリンダ（直径×行程） : 572mm×711mm　缶圧 : 12.7kg/cm2　火格子面積 : 4.46m2　機関車重量（運整） : 84.411t　動輪上重量（同） : 76.08t
概要
満鉄の英貨による社債募集のため、テホサ形とともに初めてイギリスに発注された機関車である。当初は本線で使用されたが、M形（ミカイ形）やP形（デカ形）の入線後は安奉線で貨物列車と混合列車を牽引した。1920年 - 1926年の間には過熱式に改造されている。満洲事変の際は、軍用列車を牽引し他線へ進出した。うち4両は、北満鉄路に進出するため特殊外輪を装着して1,524mmに改軌され、約1年間北満鉄路で使用されたのち復元された。その後も対ソ進出を想定して装備そのものは存置された。1933年 - 1935年にかけて満洲国鉄線の営業用に13両、新線建設用に20両が譲渡され、ソリク形となった。これらはソリシ形を含めて1938年の車両称号改正でソリサ形に統一されている。
- ソリシ形　1D形過熱式テンダー機関車　1914年 - 1920年　南満洲鉄道沙河口工場製

称号変遷　第2期 : H4形　1200 - 1212　第3期 : ソリシ形　1200 - 1212　国線譲渡 : ソリチ形　6280 - 6292　第4期 : ソリサ形　534 - 546
諸元　動輪直径 : 1,370mm　シリンダ（直径×行程） : 572mm×711mm　缶圧 : 12.7kg/cm2　火格子面積 : 4.55m2　機関車重量（運整） : 82.40t　動輪上重量（同） : 73.94t
概要
満鉄が沙河口工場（後の大連工場）で初めて製造した機関車。満鉄では初めての過熱式機関車でもあり、ソリサ形に近い仕様で英米の折衷的な形態であった。当初は6両が製造され、その後1918年 - 1920年に残りの7両が増備された。本線や安奉線で使用されたが、1931年度の記録ではあまり使用されていなかった。1933年に全機が満洲国鉄線の営業用に譲渡されてソリチ形となり、1938年の車両称号改正ではソリサ形に編入されている。
- ソリサ形（ペンソリ）　1D形過熱式テンダー機関車　1905年 - 1907年　ボールドウィン機関車工場、ペンシルバニア鉄道アルトゥーナ工場製

称号変遷　第4期 : ソリサ形　8 - 22, 547 - 561
諸元（H6sb）　動輪直径 : 1,422mm　シリンダ（直径×行程） : 559mm（または584mm）×711mm　缶圧 : 13.7kg/cm2（または14.4kg/cm2）　火格子面積 : 4.55m2　機関車重量（運整） : 92.90t　動輪上重量（同） : 82.06t
概要
これらは正式な資料が存在しないので明らかではないが、1938 - 1939年頃に米国ペンシルバニア鉄道のH6sb形機関車を中古品で購入したものと考えられる。シリンダ直径には559mmと584mmのバリエーションがあった。ペンシルバニア鉄道のソリ形ということで通称「ペンソリ」と呼ばれていた。満鉄線所属機では大石橋機関区に配置されていたものが確認されており、満洲国鉄線所属機は、朝鮮総督府鉄道局線で使用されたものもあると言われている。
- ミカイ形　1D1形過熱式テンダー機関車　1918年 - 1928年、1933年 - 1935年（国大ミカ）　アメリカンロコモーティブ社スケネクタディー工場、南満洲鉄道沙河口工場、汽車製造、川崎造船所（川崎車輛）、日本車両、日立製作所製

称号変遷　第2期 : M形　1500 - 1524　第3期 : ミカイ形　1500 - 1569　国線用 : ミカ形1-1500 - 1-1517、1518 - 1533　国線改称 : ミカナ形　6700 - 6773　第4期 : ミカイ形　1 - 70, 501 - 574
諸元（ミカイ）　動輪直径 : 1,370mm　シリンダ（直径×行程） : 584mm×711mm　缶圧 : 13.4kg/cm2　火格子面積 : 5.06m2　機関車重量（運整） : 98.72t　動輪上重量（同） : 76.17t
諸元（国大ミカ）　動輪直径 : 1,370mm　シリンダ（直径×行程） : 584mm×710mm　缶圧 : 13.4kg/cm2　火格子面積 : 5.06m2　機関車重量（運整） : 102.27t　動輪上重量（同） : 78.62t
概要
第一次世界大戦時の貨物輸送増加に対応するため、主として本線の奉天以南の石炭輸送などで使用する目的で製造された。当初の輸入機は25両で、その後1924年 - 1928年までに満鉄および日本の工場で増備された。満鉄の貨物輸送の主力機であり、満洲事変後はデカ形に代わって安奉線でも使用されるようになった。動輪径がソリニ - ソリシ形のものを踏襲して1370mmと小さかったため、本来の貨物輸送のほか九四式装甲列車の牽引機としても使用された。満洲国鉄線でもミカイ形の設計を採用し、1933年にはミカ形「国大ミカ」として敦図線用に34両を製造、その後ミカナ形として40両が増備された。これらは転車台の小さい満洲国鉄線用に炭水車を短くしていた。満鉄線、満洲国鉄線とも、以後の増備は改良型であるミカコ形の設計によった。1938年の車両称号改正では満鉄線ミカコ形、満洲国鉄線ミカナ形はミカイ形に統一された。
- デカ形　1E形過熱式テンダー機関車　1919年 - アメリカンロコモーティブ社スケネクタディー工場、南満洲鉄道沙河口工場製

称号変遷　第2期 : P形　1700 - 1761　第3期 : デカ形　1700 - 1761　国線譲渡 : デカ形6900 - 6914　第4期 : デカイ形　1 - 47, 501 - 515
諸元　動輪直径 : 1,370mm　シリンダ（直径×行程） : 584mm×711mm　缶圧 : 13.4kg/cm2　火格子面積 : 4.73m2　機関車重量（運整） : 88.55t　動輪上重量（同） : 77.57t
概要
第一次世界大戦時の貨物輸送増加に対応するため、主として本線の奉天以北および安奉線で使用する目的で製造された。当初の輸入機は26両で、1921年 - 1923年にかけて満鉄工場で増備された。この時点ではM形（ミカイ形）の増備は始まっておらず、P形（デカ形）が満鉄の主力貨物用機関車であった。一部は自動給炭機や給水加熱器を試験的に装備していた。1935年に15両が満洲国鉄線の新線建設用として譲渡され、1938年の車両称号改正ではデカイ形に改称された。満鉄線に残ったものは、大部分が宮原機関区に所属し渓堿線や遼宮線で使用された。
- ミカコ形　1D1形過熱式テンダー機関車　1935年 - 1945年　南満洲鉄道沙河口（大連）工場、汽車製造、川崎車輛、日立製作所、大連機械、満洲車両製

称号変遷　第3期 : ミカコ形　1570 - 1587　国線用 : ミカナ形　6774 - 6899, 16700 - 16717, 16737, 16738　第4期 : ミカイ形　71 - 341, 575 - 1283
諸元（ミカコ）　動輪直径 : 1,370mm　シリンダ（直径×行程） : 580mm×710mm　缶圧 : 14.0kg/cm2　火格子面積 : 5.08m2　機関車重量（運整） : 103.10t　動輪上重量（同） : 79.88t
諸元（新国大ミカ）　動輪直径 : 1,370mm　シリンダ（直径×行程） : 580mm×710mm　缶圧 : 14.0kg/cm2　火格子面積 : 5.06m2　機関車重量（運整） : 103.85t　動輪上重量（同） : 79.94t
概要
満洲国成立後の貨物輸送増加のため、またデカ形を満洲国鉄に譲渡した代替用として1937年までに18両が製造された。ミカイ形を基礎とし、燃焼室と給水加熱器を装備したものであった。1938年の車両称号改正でミカイ形に編入されたが、その後も増備は続けられ、満鉄所属のミカイ形のうち、ミカコ形に相当するものは合計271両であったと考えられている。満洲国鉄線でもミカナ形の増備はミカコ形相当（「新国大ミカ」、給水加熱器は未装備）となり、729両（うち20両は華北交通に譲渡）が製造されたと考えられている。また、華北交通ミカイ形として1939年 - 1945年にかけて249両、華中鉄道KD100形として1940年 - 1941年にかけて19両が日本の工場で製造されている。
- ミカサ形　1D1形過熱式テンダー機関車　1934年 - 川崎車輛、汽車製造、日立製作所、日本車両製

称号変遷　第3期 : ミカサ形　1400 - 1442　国線用 : ミカロ形　6600 - 6647　第4期 : ミカロ形　1 - 43, 501 - 548
諸元　動輪直径 : 1,370mm　シリンダ（直径×行程） : 530mm×710mm　缶圧 : 14.0kg/cm2　火格子面積 : 4.07m2　機関車重量（運整） : 87.10t　動輪上重量（同） : 64.10t
1933年、ソリ形が相次いで満洲国鉄線へ転属したため、代替用として製造された。ミカイ形より一回り小型の軽ミカドで、軽貨物列車の牽引と入換に使用された。1421 - 1442は、入換運転を容易にするために後部に傾斜した炭水車を持つ。当初は入換用であったが、後にブースター装置を搭載し北満鉄道の勾配線にも使用された。1938年の車両称号改正ではミカロ形に統一された。一方、満洲国鉄線では、1934年にミカロ形「国小ミカ」として満鉄ミカサ形の設計により26両が製造された。1935年に増備された22両は一部改良があり「新国小ミカ」と呼ばれた。
- ミカロ形　1D1形過熱式テンダー機関車　1935年 - 1944年　川崎車輛、汽車製造、日立製作所、日本車両製、南満洲鉄道沙河口（大連）工場、大連機械製

称号変遷　第3期 : ミカロ形　1480 - 1499, 11400 - 11401　国線用 : ミカロ形　6648 - 6699, 16600 - 16638　第4期 : ミカロ形　44 - 101, 549 - 639, 645 - 724
諸元　動輪直径 : 1,370mm　シリンダ（直径×行程） : 530mm×710mm　缶圧 : 14.0kg/cm2　火格子面積 : 4.57m2　機関車重量（運整） : 88.29t　動輪上重量（同） : 66.26t
ミカサ形をベースにプレナ形やパシサ形（2代目）と同様、北鮮線で使用するために製造された。朝鮮北部の低カロリーの褐炭を使用するため、ミカサ形より火格子面積を0.5m2大きくしている。その後、1938年 - 1939年に増備があり、北鮮線以外の満鉄線でも使用された。大連の大連機械で製造された最初の機関車である。満洲国鉄線では1936年以降、満鉄ミカロ形と同じく火格子面積の大きな缶を持つミカロ型を171両増備した。これらはソリサ形同様、特殊外輪を装着する1,524mmへの軌間変更装置を装備していた。満洲国鉄線ミカロの640 - 644の欠番は、華北交通向けとなった可能性が考えられる。また、1938年 - 1939年、1943年 - 1944年にかけて華北交通ミカロ形として汽車製造で72両が製造されている。華北交通ミカロ形はこれを含めて推定約120両が存在したものと考えられる。
- モガイ形　（第3期：モガ形）

1Cテンダー機関車で炭水車は2軸ボギー。520は旧瀋海鉄路51形で1921年唐山工廠製、521 - 524は旧瀋海鉄路52 - 55形で1927年 - ボールドウィン社製。528 - 533は吉長鉄路101 - 106形で、1911年唐山工廠製。

### 貨車
貨車には、有蓋車として、ヤイ形、ヤニ形、ヤサ形、ヤシ形、ヤロ形、ヤク形があり、水槽車としてスイ形、スニ形があった。また、マイ形、マニ形が豆油槽車、アイ形、アニ形が石油槽車、ルイ形、ルニ形がタール槽車、リイ形、リニ形が硫酸槽車、オイ形が重油槽車、ルニ形、ライ形がパラフィン槽車、ケイ形が軽油槽車、ウイ形、ウニ形が家畜車であった。レニ形、レサ形は冷蔵車、フニ形は通風車、ホイ形は保温車、シクイ形は宿営車、カイ形、カサ形は車掌車、キケイ形は検衡車、ムイ形、ムニ形、ムサ形はそれぞれ無蓋車、チイ形、チコ形は無側車、タイ形、タニ形、タサ形、タシ形、タコ形、タロ形、タナ形がそれぞれ石炭車、コイ形、コニ形が鉱石車、ツイ形、ツニ形が土運車、アシイ形が灰運車、ヒイ形、ヒニ形、ヒサ形、ヒハ形がそれぞれ非常車であった。

### 客車
客車も、機関車同様、第1期 - 第2期は米国製の輸入車両が主流であった。

#### 特別車
- 特別車1

貴賓の乗車に供する車両で、1908年度に2等客車から改造された。翌年特別車2の登場後、1・2等合造車に格下げ改造された。
- トク形202号

1909年度、米国から輸入した客車のうち1等車の一部に対して座席の撤去・寝台及び椅子の設置等改造を施し登場した。1935年度に満洲国鉄へ転属した。
- トク形1号

1911年、英国メトロポリタンアマルカメーテッド社製。
- 特別車4

特別車2が満洲国鉄に転属したことに伴い、代替用として満鉄の工場で新製された。
- トク2形（二代目）

満鉄社線内用の特別車として1936年に満鉄大連工場で新製された。冷房装置を備えた大型の流線型車体は先に製造された「あじあ」用展望車テンイ8形と類似したものであったが、内装には日本の御料車と同じく蒔絵や羽二重を使い、外部塗装は濃緑色に金帯、屋根は白色とされた。

#### 展望車
- テンイ1形

満鉄鉄道部工作課において設計された1等展望車で、初の純国産客車。定員は1等室32名・特別室6名・展望室（ガラス張り）12名の鉄骨木製3軸ボギー車で、1924年に運転開始した大連駅 - 長春駅間の急行列車の最後尾に連結された。1924年満鉄沙河口工場製。

#### 寝台車
- イネ1形、イネ2形、イネ4形

1908年度までに米国から輸入された1等寝台車。
- イネ5形

1923年度、1等車（イ1形）より3両が改造され登場した。
- イネ6形

1923年度、1等車（イ3形）より2両が改造され登場した。
- イネ7形

満鉄鉄道部工作課において設計された、初の純国産客車。1924年満鉄沙河口工場製。定員は1等室48名（寝台として24名）、特別室6名（寝台として2名）の3軸ボギー車。寝台は開放型（プルマン式）。洗面所は男女別及び特別室用に計3箇所設けられ、男子用洗面所の傍に喫煙室が設けられた。当初製造予定は6両であったが、長春駅 - 大連駅間の急行列車はほとんどが昼行列車であるため展望車の必要があるとされ、計画を変更し3両は1等展望車（テンイ1形）として登場した。
- イネイ1形

1等寝台・1等座席合造車。1922年度、イ5形より2両が当形式へ改造された。
- イネイ2形

イネイ1形と同じく、1923年度イ2形より8両が当形式へ改造された。1926年度、2両がイネイ1形へ改造されている。
- イロネ1形、イロネ2形、イロネ6形

1・2等合造寝台車
- 2等寝台車（形式不明）

1916年度の時点で7両在籍。
- ロネ1形

定員56名（寝台として28名）の鋼製2軸ボギー車。寝台を含め基本構造は前述のイネ7形に準ずる。1925年度に4両、1926年度に5両が満鉄沙河口工場にて製造された。
- ロネ2形
- ロネテ1形、ロネテ2形

2等寝台手荷物合造車。1916年度の時点で7両在籍。
- ロハネ1形
- ハネ1形、ハネ2形
- 3等寝台車（形式不明）

1925年度に5両新製された鋼製2軸ボギー車で、定員は昼間80名、夜間寝台として64名である。通路を挟んで片側は、線路方向に2段寝台を備え、上段は昼間は下段座席の背摺となる構造。通路反対側には、枕木方向に3段寝台を備え、上段は昼間は壁に格納され中段は下段座席の背摺となる構造。車体は大連機械製作所製作、沙河口工場で仕上げと組み立てを行った。
- 1等寝台食堂合造車（形式不明）

1等座席食堂合造車3両を1923年度に改造。

#### 食堂車

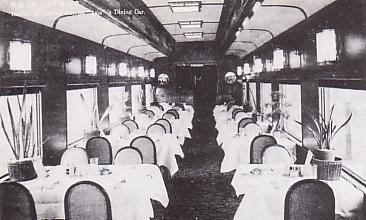
食堂車内部

- シ3形 (1938年度の称号改正前はシ2)

7両在籍。3両は1908年度にプルマン車より輸入されたもので、外観、室内レイアウトは当時のアメリカの長距離列車に連結された食堂車に準じたものである。木造であるが、1930年度に台枠を鋼製のものに置き換えるという大改造が加えられている。また、1913年度と1915年度に2両ずつ、計4両が沙河口工場で製造された。これも内装はプルマン車製のものに準じ、定員も30名であるが、食堂部分に仕切りが設けられているのが特徴である。
- シ1形

1918年5月の急行列車運転休止以降、普通列車の旅客が増加し食堂車の必要が生じたため、1919年度に8両が、1920年度に4両が満鉄沙河口工場で新造された。定員50名。
- シ4形

1934年度に3両が製造された鋼製、丸屋根の食堂車。急行列車で使用された。室内レイアウトはあじあ号用シ8形とほぼ同じで定員も36名である。
- シ5形

北京へ直通する急行列車用として製造された。シ4に比べ、調理室、配膳室のスペースが大きくとられ、定員も30名と少ない。
- シ6形

老朽食堂車の代替用として1939年度より製造された食堂車でシ4を冷房対応（冷房化未施工のものも含む）としたものである。12両ほどが製造された。
- 上記の他、数両の食堂車が存在。
- イシ（詳細な形式不明）

1911年度に沙河口工場で3両が製造された1等食堂合造車。1927年度に2等食堂合造車ロシ3形に改造。
- ロシ1形

1922年度に4両がシ1形から改造された。定員は食堂20名、2等室36名。2等室は転換式クロスシートを備える。
- ロシ2形
- 1926年度に4両がシ1形から改造された。2等室が固定クロスシートになっているのがロシ1形との違いで、2等室の定員は32名。
- ロシ3形

前述のイシの他、2等車や1等2等合造車より改造された2等食堂合造車。
- ロシ4形

1933年度から1939年度にかけて約47両（詳細不明）が新造された。定員は食堂24名、2等室20名
- ハシ1形

3等食堂合造車。1922年度に3等車ハ1形より4両が改造された。定員は食堂12名、3等室49名。
- ハキ3形

簡易食堂車。

#### 座席車
- イ形

米国から輸入した1等車で定員66名。1915年度以降、普通列車の1等車に寝台を備えることになったため、1917年度に5両のうち4両が1・2等合造車へ改造された。残り1両は満洲事変以後に車内が改造され霊柩車として使用された。
- イ1形

1等車で定員64名（寝台として32名）。寝台を備えているため、1922年度に5両のうち3両が1等寝台車に記号変更された。
- イ2形

定員63名の1等車（寝台として16名）。1917年度に3両、1918年度に2両、1919年度に2両、1920年度に3両が満鉄沙河口工場にて製造された。1922年度に8両が1等寝台1等座席合造車に記号変更された。
- イ3形

1922年度に2両が1等寝台車に記号変更された。
- イ5形

1922年度に2両が1等寝台1等座席合造車に記号変更された。
- 1等車（形式不明）

1935年度、特別急行列車用に2両新製。
- イロ1形、イロ2形、イロ3形、イロ4形、イロ5形

1・2等合造車。当初は10両在籍。一部が満洲国鉄へ転属し一部が事故廃車となったが、のちに代替用として数両が新製された。
- ロ1形、ロ2形、ロ3形

当初は19両在籍。1917年度、一部を3等車に改造。1934年度、特別急行列車用に5両新製。
- ロハ1形、ロハ2形、ロハ3形、ロハ5形

1916年度に2等車から2両が、また1918年度に1・2等合造車から5両が改造されて登場した。新製車も2両存在。後に、うち2両が2等食堂合造車へ改造され、6両が満洲国鉄へ転属した。
- ハ1形、ハ2形、ハ3形

1907年満鉄営業開始時は、有蓋貨車を改造して3等車に充当した。当初は木製であったが後に鉄骨車も登場。1920年以降は満鉄の工場で鋼製車を新製した。ハ2形の中には台車2組のうち前方1組を撤去してシグイ形蒸気機関車と連結し、蒸気動車ジハ1形として使用された物もある。
- ハ5形

1922年に製造開始。日本初の全鋼製客車。テンイ1形と共に大連駅 - 長春駅間の急行列車に投入された。
- ハ6形
- ハオ1形

客貨混合列車用に使用する3等独立暖房車。冬季は、当機のボイラーで発生した蒸気を客車へ給汽するもので、1923年に3等客車より改造された。その後軽油動車が登場したためボイラーを使用する機会が無くなり、一般の3等車として使用された。
- ハテ1形、ハテ2形、ハテ4形、ハテ5形

1912年度汽車会社製の3等手荷物合造車、30両在籍。1916年満鉄の工場で2両を新製。1927年度、3両が手荷物郵便車に改造された。1929 - 1934年度にかけて5両新製。1933年度、1935年度に一部が他社線へ転属。
- ハテユ3形

3等手荷物郵便車。

#### 「あじあ」用座席車
- テンイ8形

展望一等座席車。自重57.0t、展望室・特別室・1等室をそなえる。展望室は肘掛け椅子12脚、特別室はソファーと肘掛け椅子で定員5名、一等室は二人掛けクロスシートで定員30名、車両全体の定員は35名である。後部中央扉にはシンボル（あじあを象徴する赤色矩形地と対角線状の白線）が描かれ、その左右両側に「あじあ」の文字が貼り付けられた。1934年沙河口工場製、4両製造。
- イ8形

一等座席車。自重56.5t、定員60名。二人掛けのクロスシートをそなえる。沿線の満鉄附属地及び満洲国の需要増に対応するため、1935年沙河口工場で2両が増備された。
- ロ8形

二等座席車。自重56.5t、定員68名。室内には中央通路を挟んで両側に、二人掛けの回転式クロスシートが並ぶ。1934年沙河口工場製、5両製造。
- ハ8形

三等座席車。自重57.0t、定員88名。室内には中央通路を挟んで両側に、二人掛け背中合わせの固定式クロスシートが並ぶ。1934年沙河口工場製、8両製造。
- シ8形

食堂車。自重59.0t。片側4名、片側2名のテーブルが6脚ずつ並び定員36名。一端に喫煙室、他端にカウンター・配膳室・調理室をそなえる。1934年沙河口工場製、4両製造。
- テユ8形

手荷物郵便車。自重54.0t。手荷物室容量7.6t、郵便室容量6.6t。1934年沙河口工場製、4両製造。

#### その他
- テユ1形、テユ2形、テユ5形、テユ7形、テユ8形、テユ9形

米国からの輸入した手荷物郵便車は19両。その後多数増備。
- テ1形、テ2形、テ3形、テ4形、テ5形

手荷物車は、1916年度3両を3等客車から改造し初めて登場した。以後増備。
- 慰安車

1934年まで慰安列車には一般客車を代用していたが、1934年度、専用の客車が用意されることになった。慰安分配車2両、慰安寝台車1両が三等車から改造されたほか、慰安娯楽車1両が2等車から、慰安食堂車1両が3等食堂合造車から改造された。
- シケ1形

試験車。線路・橋梁等の技術的調査研究用に3両が在籍した。
- シヤ1形

職用車。1両在籍。

### 代表的な列車

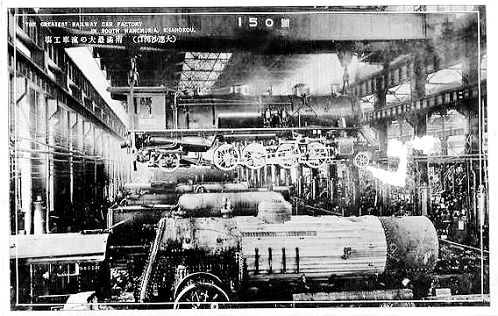
大連沙河口満鉄機関車工場

- 特急「あじあ」　大連 - 新京 - 哈爾濱
- 急行「はと」　大連 - 新京
- 急行「ひかり[118]」　釜山 - 新京
- 急行「のぞみ[119]」　釜山 - 新京
- 急行「大陸[120]」　釜山 - 奉天 - 北京
- 急行「興亜[121]」　釜山 - 奉天 - 北京
- 急行「あさひ[122]」　羅津 - 新京

#### 特急「あじあ」
1934年（康徳元年/昭和9年）11月、大連 - 新京間に満鉄最初の特別急行「あじあ」（中国人向け案内には「亜細亜」表記）が登場した。最高速度は110km/h、表定速度は82.5km/hで、日本国鉄の特急「つばめ」の平均速度66.8km/hを上回った。大連 - 新間701.4キロメートルを8時間半でむすび、従来の同区間を走る急行「はと」の所要時間約10時間半を2時間も短縮させた。6両の客車を表定時速80キロ以上で走る「あじあ」は当時の代表的な超高速列車であり、世界的に注目を浴びた。高速運転を可能にした理由の一つが、流線型の外被をつけて空気抵抗を少なくした大出力蒸気機関車「パシナ型」と呼ばれる車両によって牽引されたことである。客車は全車両空調装置完備であり、このような列車は世界で初めてであった。1935年（康徳2年/昭和10年）9月には運転区間は哈爾濱（ハルビン）まで延長された。1943年（康徳10年/昭和18年）2月、戦局の悪化にともない突然運休し、そのまま姿を消した。

#### 急行「はと」
1932年（大同元年/昭和7年）10月、大連 - 新京間を走っていた直通急行列車に「はと」の愛称を付けた。満鉄初の愛称付き急行であった。1934年の「あじあ」登場後は、大連・新京出発の午前中のダイヤを「あじあ」に譲り、正午始発・深夜終着の運行ダイヤとなった。大連発の「あじあ」は、内地からの大連航路に接続していたものの天候不順などを理由とする大連への延着がしばしばあったので、定刻通り出発すると乗り換え客を積み残すことがあった。そのため、1935年9月には「はと」の大連出発時刻が改正され、積み残し客救済の役割を担うことになった。超高速列車ではなかったが、「あじあ」にくらべて「はと」の方が乗り心地がよいという旅客もあったほどで、食堂車も「あじあ」より割安感があった。1934年以降は「パシナ型」を「あじあ」と共用することとなって「はと」そのものも高速化が図られた。

## エピソード

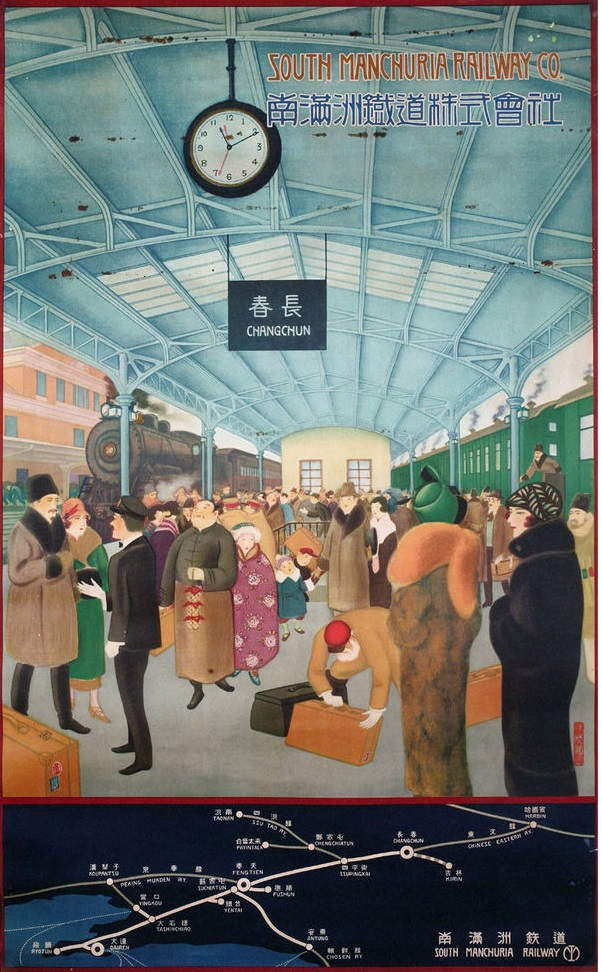
伊藤順三「長春駅」（1924年頃）
----
南満洲鉄道と東支鉄道が同じホームで接続場面を描いた満鉄のポスター。屋根の大時計に長針・短針のそれぞれが黒・赤2種類あり、ハルビン行きは「ハルピン時間」に合わせるため、同じホームのなかで23分の時差があることを示している。

### 沿線の観光地化
明治末年ころより、満洲や朝鮮を周遊する「視察旅行」がさかんに行われるようになり、政府も内地の生徒・学生が修学旅行先として大陸を選ぶことに便宜を図って、この動きを促進した。満鉄や新聞メディアは、当代の有名作家を招待し、旅行記を書かせて公表した。上述した夏目漱石も、そうしたひとりであった。こうした見聞の広がりは大陸への旅行熱をいやましに高めた。旅行地としてはまず、満洲における日本の権益を確立する基となった日露戦争の戦跡が明治末葉から大正にかけて各地で名所化され、団体旅行の目的地となった。当時の日本人にとって大国ロシアを打ち破った経験は得難い痛快事であり、この成功体験は当時の学校やメディアなどで繰り返し教えられ、伝えられ、満洲は日本帝国発展を体現する場でもあった。したがって、戦跡探訪は単なる物見遊山にとどまらない、社会勉強の意味を持っていたのである。
それ以外では、温泉地のリゾート開発もおこなわれ、本選沿線の熊岳城温泉、湯崗子温泉、安奉仙沿いの五龍背温泉は満洲三大温泉と称された。こうした開発は日本人の手で進められ、保養施設も次第に整備されていった。また、鉄道駅を中心とする都市そのものが、日本人にとって異国情緒あふれる観光地であった。とりわけハルビンは、長きにわたってロシア帝国の影響の強かったところで、ロシア革命後も街全体にロシア情緒が濃厚に漂っていた。一方、建国期の清朝の首都、北京遷都後の副都としての歴史をもつ奉天は古い城塞都市としての趣をもった都市であり、両都市のあいだにある新京（現、長春）は満洲国建国後は内地の地方都市を凌ぐ近代都市として、それぞれに人気が高かった。ただし、自然探勝型の行楽地も少なくない朝鮮半島にくらべれば、満洲にはそのような観光地はなかった。満洲における日本の権益は満洲事変以前は鉄道附属地に限られていたからであって、満洲国建国後も都市から離れた原野・密林などには馬賊と称されるゲリラ集団が横行しており、ハイキングが気軽に楽しめるような環境にはなかった。

### 「ハルピン時間」
1907年4月の開業当初、関東州・満洲では内地と同じ日本中央標準時を採用しており、両者間に時差がなかったが、その1か月半後から中央標準時よりも1時間遅い日本西部標準時（満洲時間）が設けられた。しかしながら、満鉄列車で長春駅に到着した旅客がさらにハルビン方面に向かう場合には、旅客はホームに設置されている時計を見て、手もとの時計の針を23分（大正中期以降は26分）進めなければならなかった。というのも、昭和初期ころまで満洲北部では「ハルピン時間」という独自の時間が設けられていたからであった。「ハルピン時間」は国境を越えたウラジオストクまで適用されていた。このような中途半端な時差が用いられた背景にはロシアやソビエト連邦では自国の領域において分単位の時差設定を許容していたからではないかと考えられる。
そればかりではなく、1918年までは満鉄から東清鉄道に乗り換える場合、日付を13日戻さなければならなかった。というのも、日本は1873年より西欧と同じグレゴリオ暦（いわゆる「西暦」）を用いていたのに対し、革命前のロシアではそれよりも13日遅い、別の太陽暦であるユリウス暦を用いていたからであった。
なお、「ハルピン時間」は満洲国成立後に「満洲時間」に統合され、1937年1月以降は満洲時間それ自体も日本中央標準時に統合された。